# Vic-sur-Aisne
Ne doit pas être confondu avec Vicq-sur-Mer, Vicq-sur-Gartempe ou Vic-des-Prés.
Vic-sur-Aisne (/vik syʁ ɛn/) est une commune française située dans le département de l'Aisne, en région Hauts-de-France. Bureau centralisateur éponyme du canton, regroupant vingt-cinq communes et 10 625 habitants.

Ses habitants sont les Vicois.

## Géographie

### Localisation
Commune française frontalière du département de l'Oise, dans l'arrondissement de Soissons, le département de l'Aisne et la région Hauts-de-France. Géographiquement, la commune, est située en Picardie, dans le Soissonnais, aux confins des départements de l'Aisne et de l'Oise.

### Communes limitrophes
Du fait de sa position géographique, elle subit d'ailleurs l'influence de nombreuses villes et agglomérations alentour, dans, et en dehors de la Picardie :
| Ville / Département  | Statut             | Fonctions et attraits principaux                                                     | Distance orthodromique | Distance routière | Direction  |
| -------------------- | ------------------ | ------------------------------------------------------------------------------------ | ---------------------- | ----------------- | ---------- |
| Soissons 02          | Sous-Préfecture    | administration, commerces, culture, emploi, enseignement, justice, soins, transports | 15,5 km                | 17,3 km           | Est        |
| Villers-Cotterêts 02 |                    | commerces, emploi, enseignement                                                      | 16,9 km                | 20,0 km           | Sud        |
| Compiègne 60         |                    | commerces, culture, emploi, enseignement, soins, transports                          | 20,9 km                | 23,7 km           | Ouest      |
| Noyon 60             |                    | emploi                                                                               | 21,0 km                | 26,8 km           | Nord-ouest |
| Chauny 02            |                    | emploi                                                                               | 24,5 km                | 32,4 km           | Nord-est   |
| Crépy-en-Valois 60   |                    | emploi, transports                                                                   | 24,9 km                | 34,8 km           | Sud-ouest  |
| Laon 02              | Préfecture         | administration, justice                                                              | 40,5 km                | 53,8 km           | Nord-est   |
| Reims 51             |                    | commerces, culture, emploi, enseignement, soins                                      | 68,5 km                | 76,1 km           | Est        |
| Amiens 80            | Capitale régionale | administration, enseignement, justice, soins                                         | 80,2 km                | 100,0 km          | Nord-ouest |
| Paris 75             | Capitale nationale | administration, commerces, culture, emploi, enseignement, soins, transports          | 82,6 km                | 101,0 km          | Sud-ouest  |

### Géologie et relief
D'une superficie de 5,23 km2, l'altitude maximale est de 142,6 m, au Champ Volent, tandis que le point le plus bas, 36 m, correspond au port. Le centre du bourg, comprenant commerces, mairie et château, est à une altitude moyenne de 50 m. Le territoire communal, au centre du Soissonnais, est principalement composé de champs céréaliers et de bois privés.
Tout comme l'ensemble de la vallée de l'Aisne, Vic fut l'objet d'une campagne de forage entre 1982 et 1985, destinée à vérifier l'éventuelle présence d'hydrocarbures, sans succès. Deux puits furent creusés ; le premier d'une profondeur de 54 mètres, sur le port ; le second  au lieu-dit le Fief, à l'ouest du bourg, d'une profondeur de 80 mètres.

### Lieux-dits et hameaux
Le site à la particularité d'englober plusieurs hameaux des communes avoisinantes, notamment la Vache Noire (communes de Ressons-le-Long et de Montigny-Lengrain) et la Fabrique (commune de Berny-Rivière).

### Communes limitrophes
Distances orthodromiques des communes dont le territoire est limitrophe ou distant de moins de 5 km de celui de Vic-sur-Aisne.
| Saint-Pierre-lès-Bitry (3,5 km)    | Saint-Christophe-à-Berry (2,3 km) Autrêches (4,3 km) | Saint-Christophe-à-Berry (2,3 km) |
| Bitry (2,8 km) Attichy (4,8 km)    | Vic-sur-Aisne                                        | Berny-Rivière (1,8 km)            |
| Courtieux (2,7 km) Jaulzy (4,1 km) | Montigny-Lengrain (4 km)                             | Ressons-le-Long (3,2 km)          |

### Hydrographie
La commune est située dans le bassin Seine-Normandie,. La commune s'étend de part et d'autre de la rivière Aisne, qui la traverse d'est en ouest, et y compte trois îlots. Elle est également traversée dans un axe nord-sud par le ru d'Osier, qui y rejoint l'Aisne.
L'unique source présente sur le sol de la commune, la source de Lœuilly, se situe à proximité du ru d'Osier, en retrait de la route de Noyon et du pont de la Tournelle.
Trois grandes crues ont pu être observées sur le territoire de Vic depuis qu'il y existe des relevés officiels.
La première en 1882, avec un niveau des eaux de la rivière supérieur de 2,48 mètres à son niveau habituel ; la seconde en 1958, présentant un niveau supérieur à la normale de 2,45 mètres ; la dernière et plus importante datant de 1993, avec un niveau des eaux établi à 2,78 mètres.

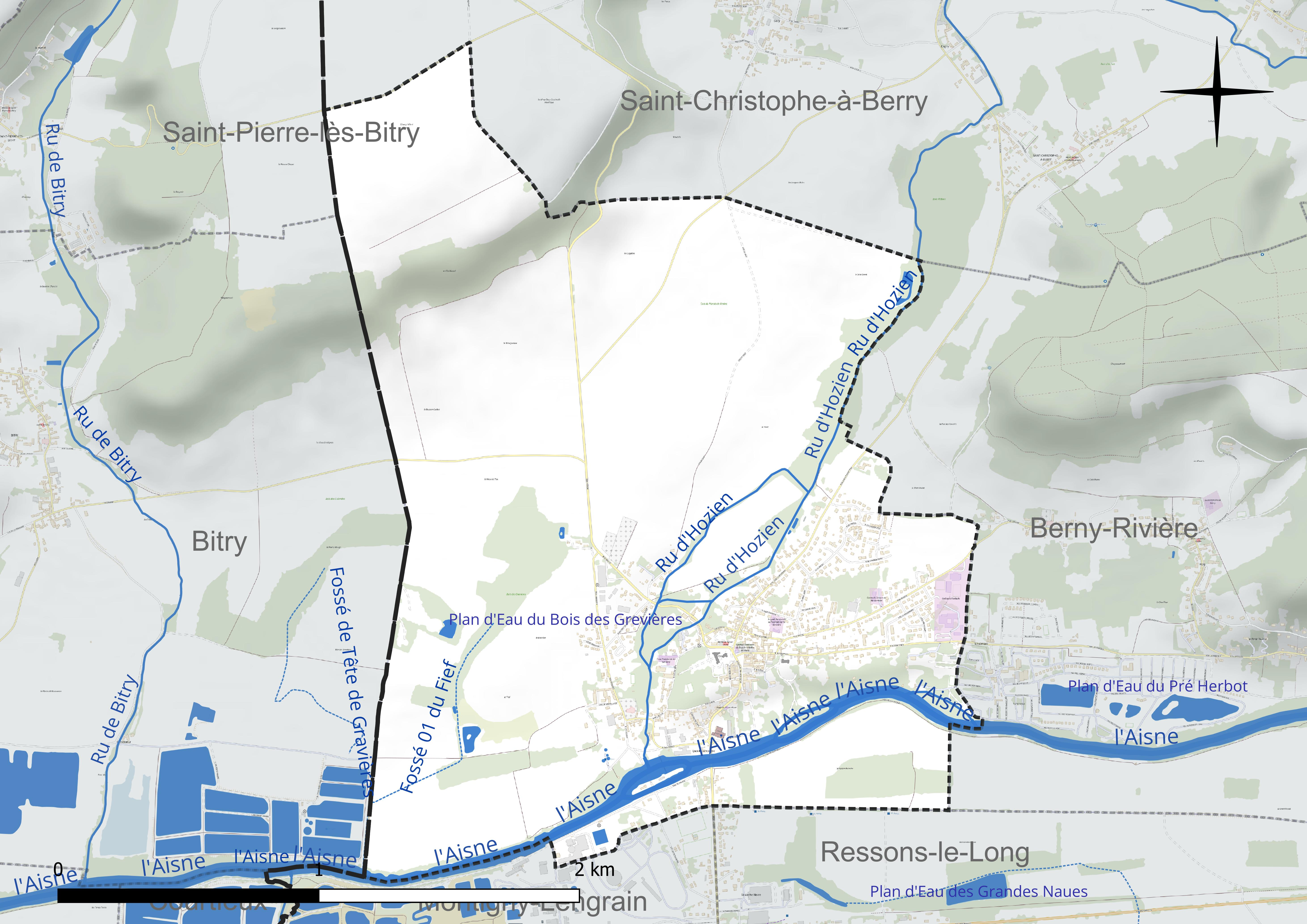
Réseau hydrographique de Vic-sur-Aisne.

Un plan d'eau complète le réseau hydrographique : le plan d'eau du Bois des Grevières (0,3 ha),.

### Climat
Pour des articles plus généraux, voir Climat des Hauts-de-France et Climat de l'Aisne.
En 2010, le climat de la commune est de type climat océanique dégradé des plaines du Centre et du Nord, selon une étude du CNRS s'appuyant sur une série de données couvrant la période 1971-2000. En 2020, Météo-France publie une typologie des climats de la France métropolitaine dans laquelle la commune est exposée à un climat océanique altéré et est dans la région climatique Nord-est du bassin Parisien, caractérisée par un ensoleillement médiocre, une pluviométrie moyenne régulièrement répartie au cours de l'année et un hiver froid (3 °C).
Pour la période 1971-2000, la température annuelle moyenne est de 10,8 °C, avec une amplitude thermique annuelle de 15,2 °C. Le cumul annuel moyen de précipitations est de 703 mm, avec 11,6 jours de précipitations en janvier et 8,5 jours en juillet. Pour la période 1991-2020, la température moyenne annuelle observée sur la station météorologique la plus proche, située sur la commune de Margny-lès-Compiègne à 21 km à vol d'oiseau, est de 11,2 °C et le cumul annuel moyen de précipitations est de 633,5 mm,. Pour l'avenir, les paramètres climatiques de la commune estimés pour 2050 selon différents scénarios d'émission de gaz à effet de serre sont consultables sur un site dédié publié par Météo-France en novembre 2022.

## Urbanisme

### Typologie
Au 1er janvier 2024, Vic-sur-Aisne est catégorisée bourg rural, selon la nouvelle grille communale de densité à 7 niveaux définie par l'Insee en 2022.
Elle est située hors unité urbaine et hors attraction des villes,.

### Occupation des sols
L'occupation des sols de la commune, telle qu'elle ressort de la base de données européenne d'occupation biophysique des sols Corine Land Cover (CLC), est marquée par l'importance des territoires agricoles (69,2 % en 2018), en diminution par rapport à 1990 (70,1 %). La répartition détaillée en 2018 est la suivante : 
terres arables (69,2 %), zones urbanisées (19,6 %), forêts (9,9 %), zones industrielles ou commerciales et réseaux de communication (1,2 %), eaux continentales (0,1 %).
L'évolution de l'occupation des sols de la commune et de ses infrastructures peut être observée sur les différentes représentations cartographiques du territoire : la carte de Cassini (XVIIIe siècle), la carte d'état-major (1820-1866) et les cartes ou photos aériennes de l'IGN pour la période actuelle (1950 à aujourd'hui).

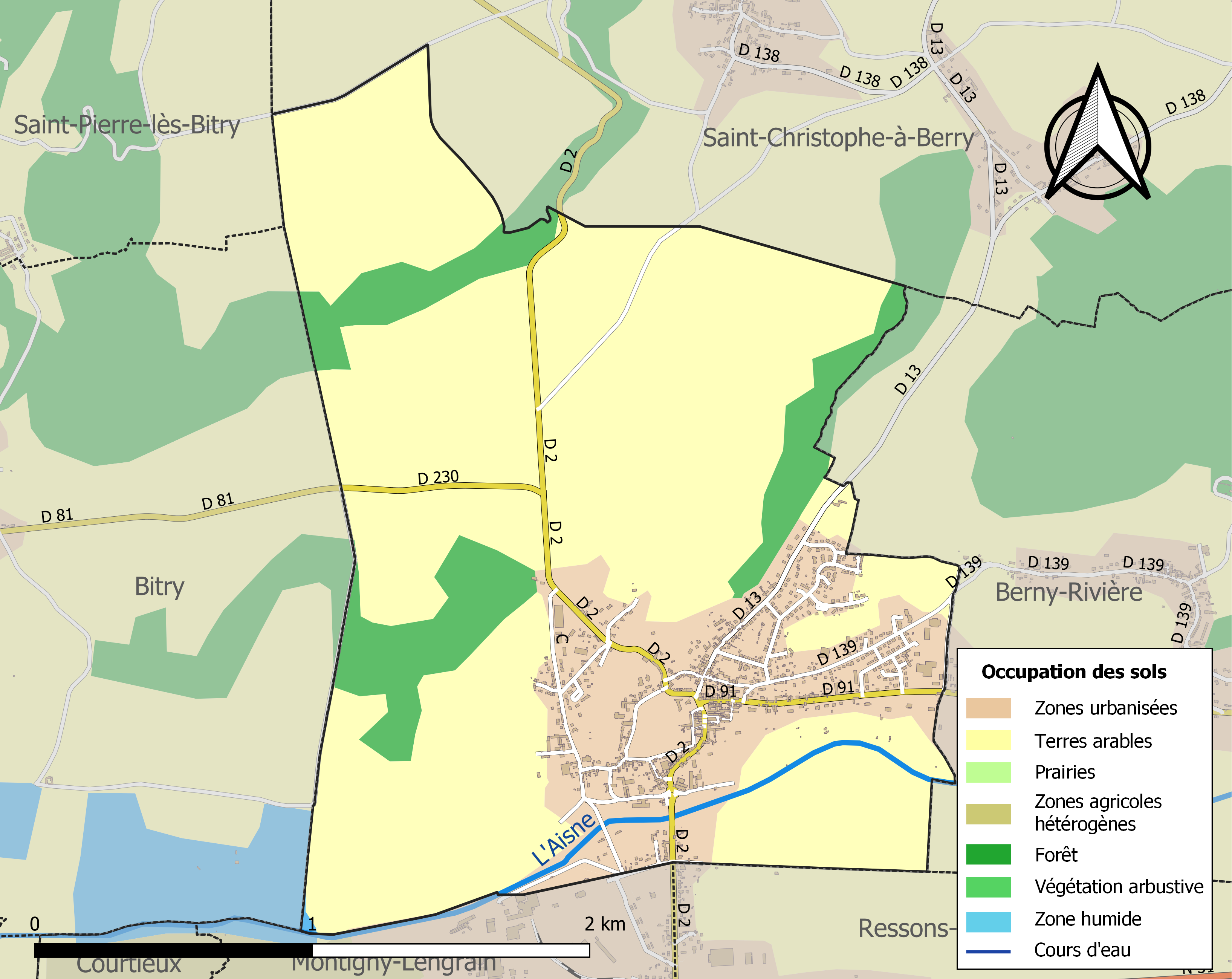
Carte de l'occupation des sols de la commune en 2018 (CLC).

### Voies de communication et transports

#### Axes routiers
La commune est au centre de deux axes routiers importants : la RN 31, au sud de l'Aisne, la reliant à Soissons et Compiègne, et au-delà à Reims et Rouen ; et la route départementale 2, la reliant à Villers-Cotterêts et Noyon, et au-delà à Paris et Amiens.
Une autre voie, au nord de la rivière, permet de relier Soissons à Compiègne : la combinaison des routes départementales 81 (dans l'Aisne) et 91 (dans l'Oise).
La commune est desservie, en 2023, par les lignes 652 et 653 du réseau interurbain de l'Oise.

#### Rail
Les gares les plus proches sont celles de Soissons (15 km), Villers-Cotterêts (23 km), Compiègne (26 km), La Ferté-Milon (28 km) et Crépy-en-Valois (38 km) :
- Compiègne assure le plus de trajets quotidiens vers Paris, et permet la desserte d'Amiens ou Saint-Quentin ;
- Soissons permet principalement la desserte de Laon, et offre aussi la possibilité de rejoindre Paris, ou Reims via Laon ;
- Villers-Cotterêts est à égale distance de temps de Paris que Compiègne ;
- La Ferté-Milon est la gare qui assure le trajet le plus fréquent et rapide vers Reims.
- Crépy-en-Valois est la gare qui assure le trajet le plus rapide vers Paris, inférieur à 40 min.

#### Aéroport
L'aéroport le plus proche est celui de Roissy Charles-de-Gaulle, situé à 72 km par la route. Aucune desserte n'est directement possible par le rail, mais un service de navettes (bus) existe quotidiennement au départ et à destination de Soissons.

## Toponymie
Le nom du village est mentionné sous la forme latine [municio] Vici en 893, puis sous la forme latinisée Vicus super fluvium Axone (Axona est une forme ancienne de l'Aisne) et française Vy en 1358.
Il s'agit du gallo-roman VICU, attesté sous la forme vicus dans les documents de l'époque carolingienne et qui est issu du latin vicus « groupe d'habitation, village ». La forme de 1358 montre que le [c] final s'est amuï au Moyen Âge et l'on disait [vi] conformément à ce que l'on observe pour ce type toponymique au nord de la France, cf. Neuvy, Vieuvy, Viévy, etc. L'ajout du c latinise. Il semble que l'adjonction du déterminant complémentaire sur Aisne soit ancienne.

## Histoire

### Antiquité
Seuls deux vestiges témoignent de l'existence de Vic-sur-Aisne à l'époque romaine :
- La voie romaine (également « chaussée Brunehault »), qui s'étend sur quelques kilomètres en longeant l'Aisne depuis l'entrée du village en direction de Soissons. Au nord, la route départementale 2 recouvre la chaussée en direction de Noyon.
- La borne milliaire[30], visible dans la cour du château, devant l'entrée du donjon. Il s'agit d'une colonne haute d'environ 1,60 m, portant l'inscription suivante :

```
                     IMP.CAES.                    
Sous l'Empereur Cesar,

                     M.AVRELIO.AN                 
Marcus Aurelius Antoninus (Marc-Aurèle),

                     TONINO.PIO.AVG.              
Pieux, Auguste,

                     BRITANNICO.MAX.              
Grand Vainqueur des Bretons,

                     TRIB.POT.XIIII.IMP.          
revêtu 14 fois de la puissance tribunicienne,

                     II.COS.IIII.P.P.PRO          
acclamé deux fois Imperator, quatre fois Consul,

                     COS.AB.AVG SUES.             
père de la patrie et Proconsul, depuis Augusta Suessionum (soissons),

                     LEVG.VII                     
la septième lieue.
```

Un troisième vestige était encore visible partiellement, uniquement durant les jours les plus secs de l'année, jusqu'à la construction de l'écluse et du barrage attenant :
- Les restes de piliers d'un pont enjambant l'Aisne, au niveau du-dit barrage.

Ces trois éléments confirment le tracé antique d'une voie romaine importante reliant Durocortorum (Reims) à Rotomagus (Rouen) d'une part, et à Samarobriva (Amiens) d'autre part, passant par les sites d'Augusta Suessionum et de Vicus.

### Moyen Âge
Après la chute de Syagrius face à Clovis (486 ap. J.-C.), et avec lui du dernier territoire encore officiellement Romain en Occident, la bourgade ne fait plus parler d'elle pendant près de trois siècles.

Une référence au territoire de Vic paraît par un acte daté de 814, par lequel Berthe, fille de Charlemagne, fait don, à la mort de ce dernier, de ces terres au monastère de Saint-Médard-les-Soissons.

En 889, face à l'avancée des Vikings, qui remontent l'Oise jusque Choisy et Noyon, Eudes, comte de Paris, auquel revient de protéger Saint-Médard et ses dépendances, entreprend la construction d'un premier château sur le promontoire de Vic. Les fortifications et sa garnison tiendront leur rôle. Jamais les Normands ne remonteront l'Aisne.

Au cours des Xe et XIe siècles, le château est la scène des luttes opposant les Seigneurs de Coucy, les moines de Saint-Médard, et les Rois de France, passant plusieurs fois de l'un à l'autre. Les moines finissent par placer le domaine de Vic sous la protection des seigneurs de Pierrefonds, qui y entretiennent une garnison permanente jusqu'à la fin du XIIIe siècle.

Le bourg devient à cette époque siège d'une châtellenie, dépendante de Pierrefonds, puis vicomté, vassal des comtes de Soissons.

### Période de la Renaissance
François Ier, puis Henri II, profitant de leurs fréquents séjours au château de Villers-Cotterêts, feront quelques détours par la châtellenie de Vic-sur-Aisne.

Par une lettre datée du mois de mai 1536, François Ier accorde à Vic l'organisation de deux foires commerciales par an, l'une en date du 9 juin, la seconde au 21 septembre ; ainsi que l'organisation d'un marché hebdomadaire le lundi. Henri II déplacera en 1581 le marché hebdomadaire au vendredi ; puis par lettres patentes datées de 1602, Henri IV le déplacera au mercredi.
Cette époque est synonyme de prospérité. L'alliance des étendues céréalières alentour, de la rivière, du bourg et du port font de Vic le grenier à blé de la région. Soissons et Compiègne, Villers et Noyon se disputent les réserves des entrepôts Vicois. Les moines peuvent même se permettre le luxe de fixer les prix du grain.

Les bacs de Vic et de Fontenoy (dépendant de la châtellenie de Vic) sont les seuls points de passage sur l'Aisne entre Soissons et Choisy, ce qui permet au territoire de percevoir des droits de péage.
| Traversant                 | Tarifs                    |
| -------------------------- | ------------------------- |
| Habitant de la châtellenie | 1 pain de fourrage annuel |
| Personne seule             | 1/5 de denier             |
| Cheval                     | 2 deniers                 |
| Chariot                    | 6 deniers                 |
| Charrette                  | 8 deniers                 |
| Chariot de vin             | 12 deniers                |

La première guerre de Religion (avril 1562-mars 1563) n'affectera pas la région, malgré la proximité immédiate de Noyon et de Calvin, natif de cette ville. Le 27 septembre 1567, les rumeurs estivales d'une attaque imminente des huguenots se révèlent être fondées. Soissons rend les armes dans la journée, Vic tombe quelques jours plus tard. La ligne de front se fixe entre Vic et Attichy. Le château passera à tour de rôle sous le contrôle de la Ligue puis sous celui des huguenots. Les combats cessent en 1597. Les troupes royales occupent la place.
C'est à un protestant, Jean Hotman, que reviendra la mission de rassembler les fonds et coordonner les travaux de reconstruction du château de Vic-sur-Aisne, ravagé par des années de guerre. Les travaux commencent en 1599, et font travailler tous les artisans de la région. Les charpentes seront conçues à Compiègne, les ardoises de recouvrement à Soissons, les pièces de serrurerie viendront des artisans de Cœuvres, verrerie et menuiseries des villages épars des forêts de Retz, Compiègne et Laigue ; jusqu'au plâtre, qui sera acheminé des faubourgs parisiens. Quant aux carrières de pierres des coteaux de la vallée de l'Aisne, elles seront évidemment sollicitées. 

Une épidémie de peste au cours de l'année 1625 freinera quelque peu l'avancée de l'ouvrage. À la mort d'Hotman en 1636, le cardinal de Mazarin obtiendra du roi de pouvoir poursuivre les travaux.

Après la mort de Mazarin en 1661, l'abbaye de Saint-Médard et ses dépendances (dont Vic-sur-Aisne) fut léguée à la Maison de Savoie. À partir de 1674, les travaux de rénovation s'étendent aux fermes et églises avoisinantes.

L'abbé de Pomponne, déjà connu à Vic pour y avoir fondé la 1re compagnie d'archers en 1666, décide d'échanger l'abbaye de Saint-Maixent proche Poitiers contre celle de Saint-Médard.

Il financera et dirigera les travaux des ponts Notre-Dame et de la Tournelle, enjambant le ru d'Osier au nord et au sud du château. Par raison de salubrité publique, il ordonnera le pavage des rues principales. C'est lui aussi qui sera à l'origine de la construction de la mairie, disparue depuis au cours des bombardements de mai 1918. Et enfin, l'instigateur de la reconstruction du grand pavillon et des écuries sis à l'entrée du château, ainsi que de la réalisation des jardins en terrasse avec potager, selon les goûts de l'époque.

### Révolution et Empire
Durant la révolution, l'ensemble des biens de l'abbaye Saint-Médard fut mis en vente au profit de la nation.
Concernant le château de Vic, maître Bricongne, notaire à Soissons, remporte l'enchère pour une valeur de 44 000 livres. 

L'enchère fut menée pour le compte de Jean-Baptiste Paul Antoine Clouet.
Son fils Anne Louis, général et baron d'Empire, officier de la Légion d'honneur par décret impérial, se lie d'amitié avec Antoine de Reiset, issu de la noblesse alsacienne.
De Reiset épouse Amélie Clouet, et prend possession du château de Vic en 1805.
Anne  Louis Clouet sera maire de Vic dix ans durant, avant de se retirer à Paris, où il décède le 18 mai 1816.

### Restauration et Second Empire
Le retour des Bourbons au pouvoir verra également le retour d'un pont jeté sur l'Aisne, le premier depuis l'antiquité. Charles X approuve par patente royale la concession de droits de passage au sieur Bayard de la Vingtrie sur le pont qu'il se propose de construire, le 6 décembre 1829.

L'ouvrage se présente sous la forme d'un pont suspendu à voie unique, alliant pierre de taille et métal.

| Traversant         | Tarifs      |
| ------------------ | ----------- |
| Personne seule     | 3 centimes  |
| Cheval et cavalier | 6 centimes  |
| Charrette          | 10 centimes |

Sont exemptés de péage les représentants du pouvoir, les militaires, les ingénieurs et constructeurs des Ponts et Chaussées, les fonctionnaires de la navigation, ainsi que les collecteurs d'impôts.

Devenant insuffisant pour le trafic local, et donnant des signes de faiblesses, la concession sera résiliée et le pont détruit et remplacé par un ouvrage entièrement métallique à double voie, inauguré en 1898. Le passage sur ce dernier devient gratuit.
Au cours de la guerre de 1870, les troupes prussiennes ne feront qu'une halte dans la région, préférant poursuivre leur marche en direction de Paris. Les combats auront lieu plus au nord, sur le célèbre chemin des dames.

### Première Guerre mondiale
Le château de Vic, situé sur la ligne de front, est déclaré « ambulance » dès le mois d'août 1914. Il accueille les blessés des différents camps engagés dans le conflit. Dès septembre, les troupes allemandes prennent possession du bourg. Le baron de Bunha, colonel d'un régiment de hussards, réquisitionne le château. L'occupation ne durera que quelques semaines avant le retour des troupes alliées. Les états-majors alliés se succèdent durant quatre ans : général Saës, général Guillemin, général de Mac-Mahon, général Lucette, général Ségonne, général Trouchaud, général Beyraud-Reynaud, général Hollandin, général Franchet-d'Esperey…
En mai 1918, la ville fut évacuée et subit les bombardements des troupes ennemies. Plus de 75 % des habitations et équipements furent détruits, dont le pont et la mairie. Le même mois, les forces alliées, Français, Belges et Britanniques en tête, se regroupèrent sur Vic. C'est à cette date que les pillages du château commencèrent. L'ensemble des caves contenant champagnes, cognacs, bourgognes et bordeaux, mais également des consoles, guéridons et des statuettes en marbre, des porcelaines de Chine, des Indes et du Japon, des ouvrages et manuscrits russes, furent vidées de leurs trésors. Une grande partie du mobilier fut transférée vers le palais impérial de Compiègne durant l'entre-deux-guerres.
Au total, l'occupation du château par les troupes alliées causa plus de dommages que les bombardements ennemis. 265 000 francs ors de dégâts pour les premiers, contre 70 000 francs ors pour les seconds.
Une nécropole militaire est dressée au sortir de la guerre, en bordure de la route menant à Carlepont.

Elle regroupe les corps de près de 3 500 soldats morts dans les combats alentour.

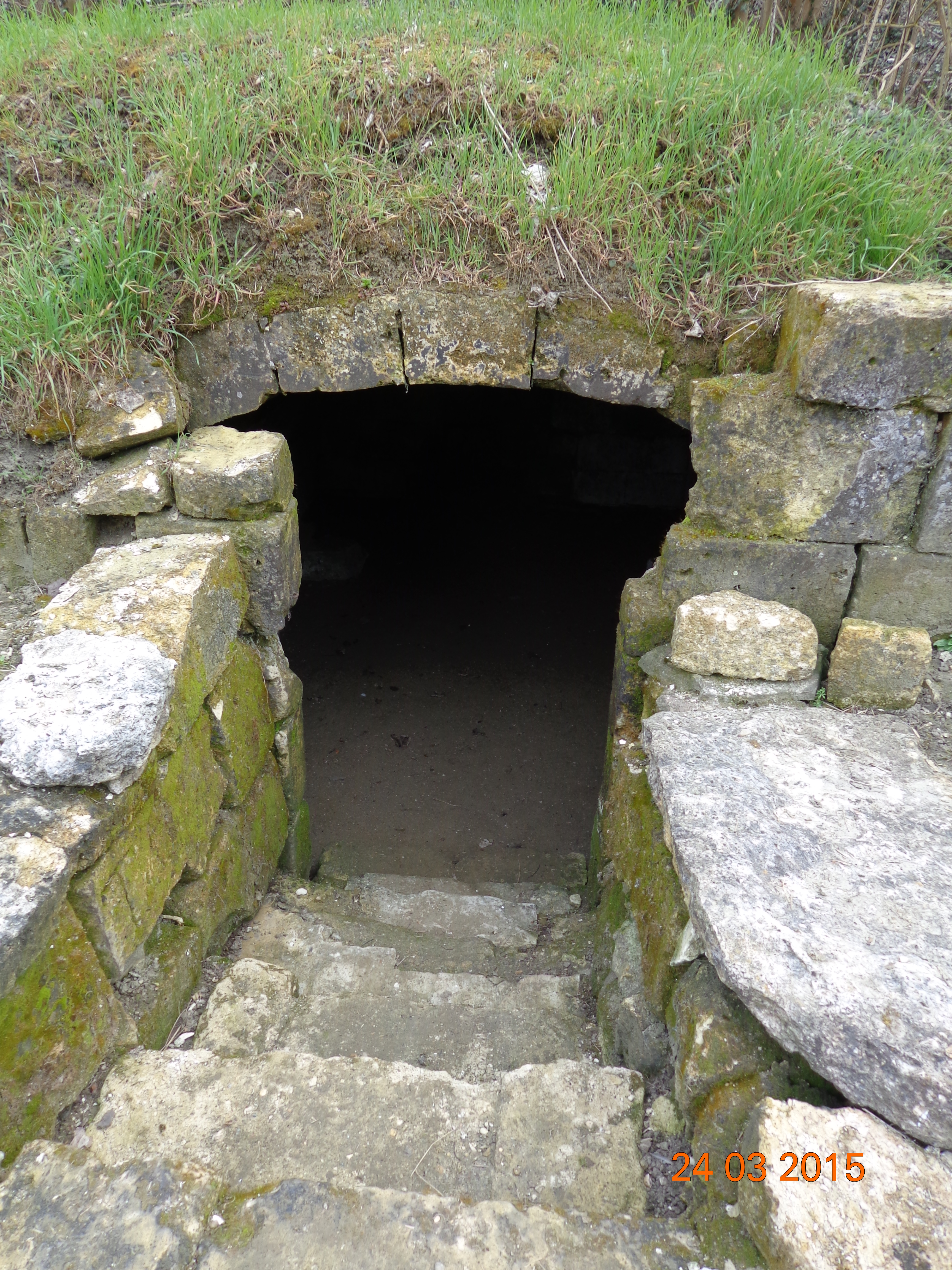

Les abris étaient très rudes.

### Seconde Guerre mondiale

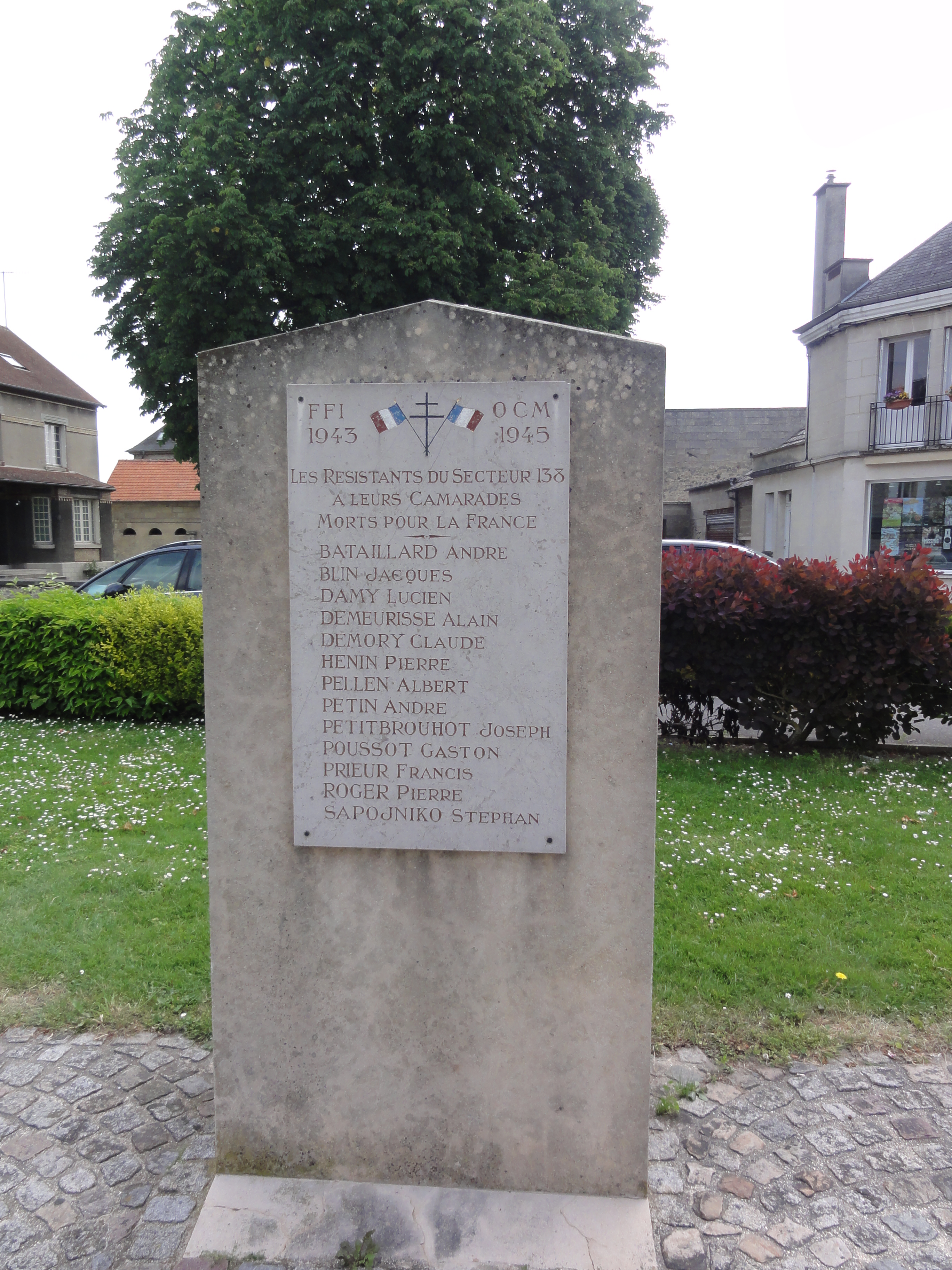
Vic-sur-Aisne - Monument aux résistants.

Le pont reconstruit depuis moins de 20 ans est à nouveau détruit en 1940, au cours de la campagne de France. La région de Vic est une des premières à voir apparaître un mouvement de résistance, concentré entre Soissons et Compiègne.  
Les résistants de Vic, Montigny, Courtieux, Bitry et Saint-Pierre se regroupent au sein d'une même organisation de résistance, et participent activement à faciliter la libération de la région par les troupes canadiennes francophones en septembre 1944.

La dénomination F.F.I. de la région étant « secteur 138 ».
Au sortir de la guerre, les travaux de reconstruction battent leur plein. 
Vic redécouvre son statut de chef-lieu de canton. Voient le jour à cette époque la Poste, la Coop (épicerie), deux boulangeries, une boucherie, deux cokeries, une quincaillerie, quatre bars-tabacs, deux coiffeurs, trois banques, un libraire.

## Politique et administration

### Découpage territorial
La commune de Vic-sur-Aisne est membre de la communauté de communes Retz-en-Valois, un établissement public de coopération intercommunale (EPCI) à fiscalité propre créé le 1er janvier 2017 dont le siège est à Villers-Cotterêts. Ce dernier est par ailleurs membre d'autres groupements intercommunaux.
Sur le plan administratif, elle est rattachée à l'arrondissement de Soissons, au département de l'Aisne et à la région Hauts-de-France. Sur le plan électoral, elle dépend du  canton de Vic-sur-Aisne pour l'élection des conseillers départementaux, depuis le redécoupage cantonal de 2014 entré en vigueur en 2015, et de la quatrième circonscription de l'Aisne  pour les élections législatives, depuis le dernier découpage électoral de 2010.

### Mairie et services publics
| Période   | Période                       | Identité           | Étiquette             | Qualité                                                             |
| --------- | ----------------------------- | ------------------ | --------------------- | ------------------------------------------------------------------- |
| ?         | 1977                          | Aliette Crépin     | Mouvement réformateur | Suppléante du député André Rossi, Députée (1974-1978)               |
| mars 1977 | février 2005                  | Raymond Guehenneux | PS                    | Médecin, conseiller général Décédé en fonction                      |
| mars 2005 | En cours (au 14 juillet 2020) | Bernard Ruelle     | SE                    | Professeur de français à la retraite Réélu pour le mandat 2020-2026 |

La construction de la nouvelle mairie débuta immédiatement après la Première Guerre mondiale, l'ancien édifice, tout comme la majeure partie du village, ayant été détruit lors de la dernière offensive allemande de mai 1918. Cette dernière est de style classique, dispose d'un étage avec balcon d'apparat, d'une horloge en fronton, et est couronnée d'un clocher abritant les sirènes d'alerte. Elle est également dotée d'un petit jardin ornemental. La mairie est équipée d'une station biométrique, lui permettant de délivrer des passeports. Elle assure en outre la délivrance de tout autre acte d'état civil. La mairie assure, en plus des services administratifs habituels, des permanences de différents services publics :
- Caisse primaire d'assurance maladie ;
- Syndicat des eaux ;
- Unité territoriale d'action sociale ;
- Permanence du conseiller régional.

Un centre des Impôts - Trésor public ; une brigade de la gendarmerie nationale ainsi qu'une caserne de sapeurs-pompiers viennent compléter l'offre de services publics.

Les infrastructures de la commune incluent également une médiathèque, une salle polyvalente, une salle des fêtes et une salle omnisports.

« Vic-sur-Aisne
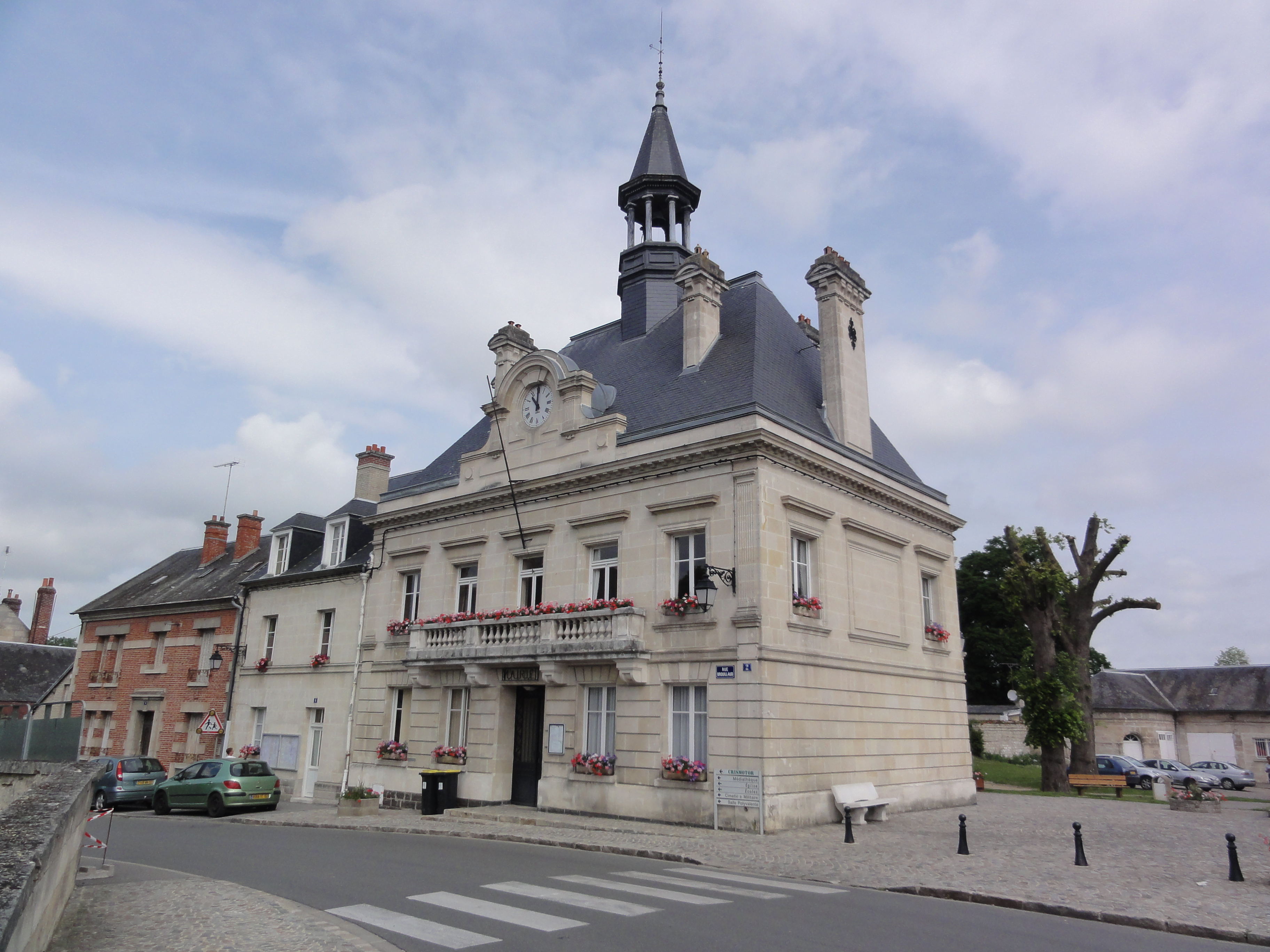
Mairie.
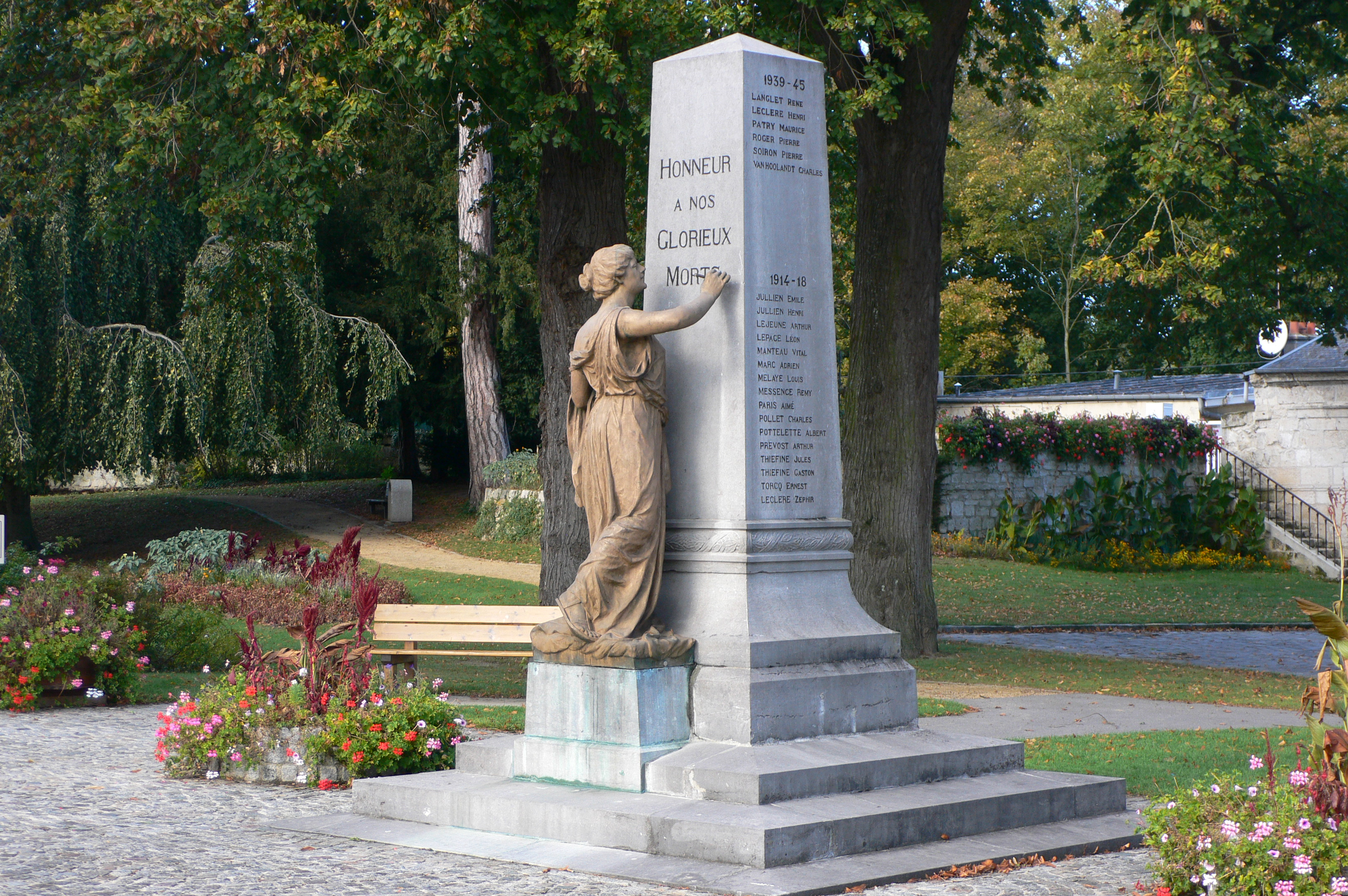
Monument aux morts et parc.
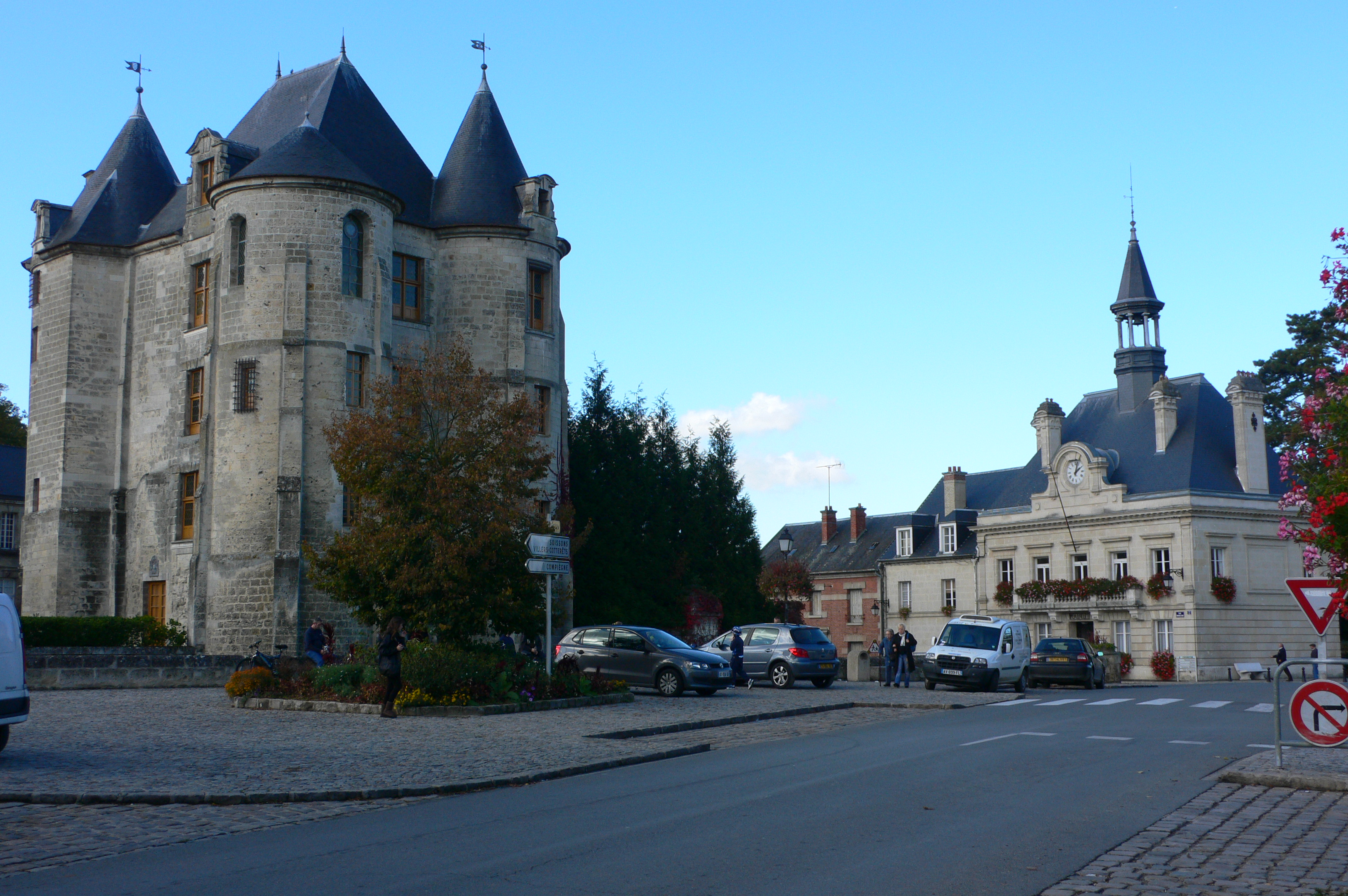
Donjon et mairie.
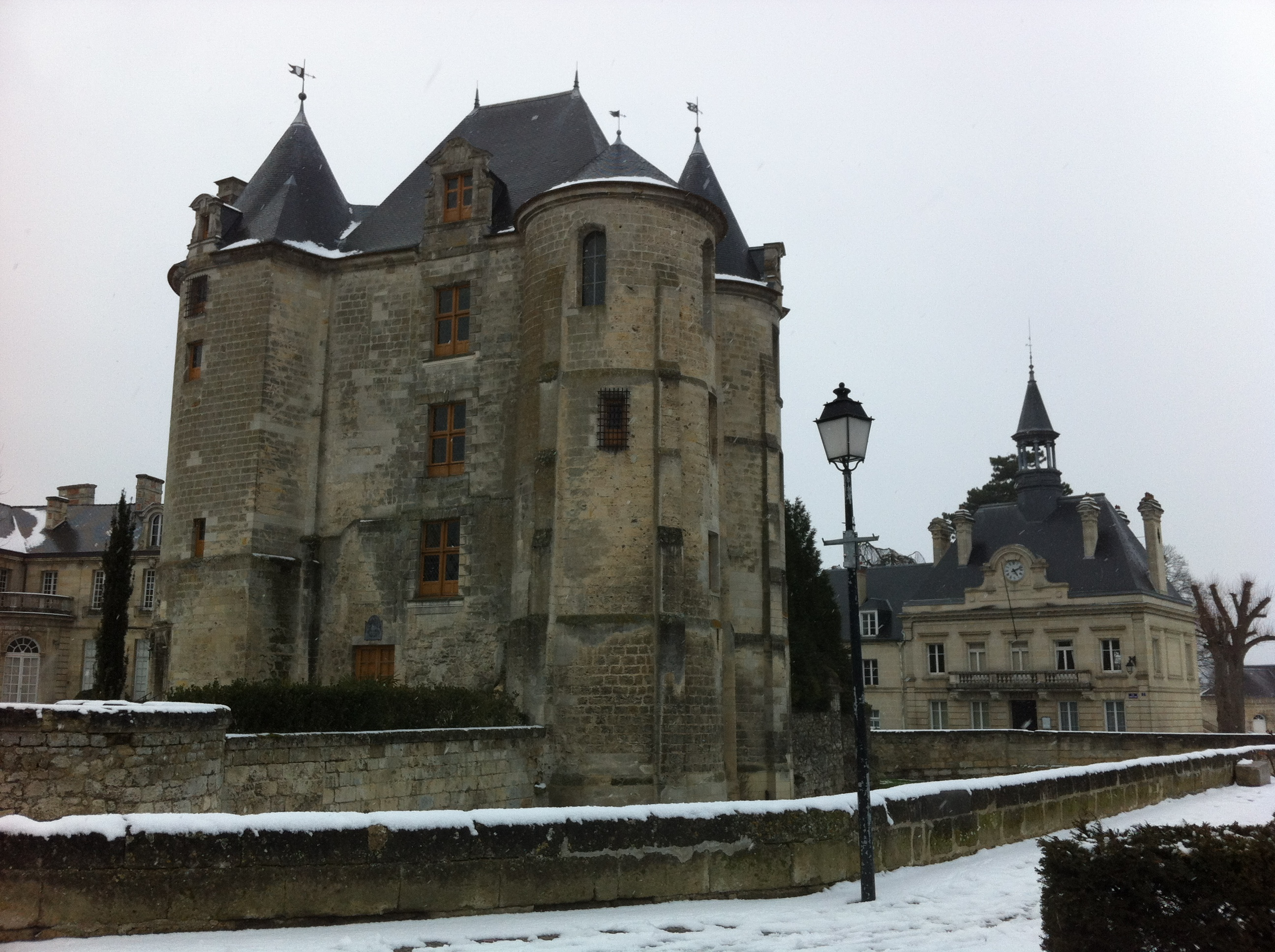
Donjon et mairie.
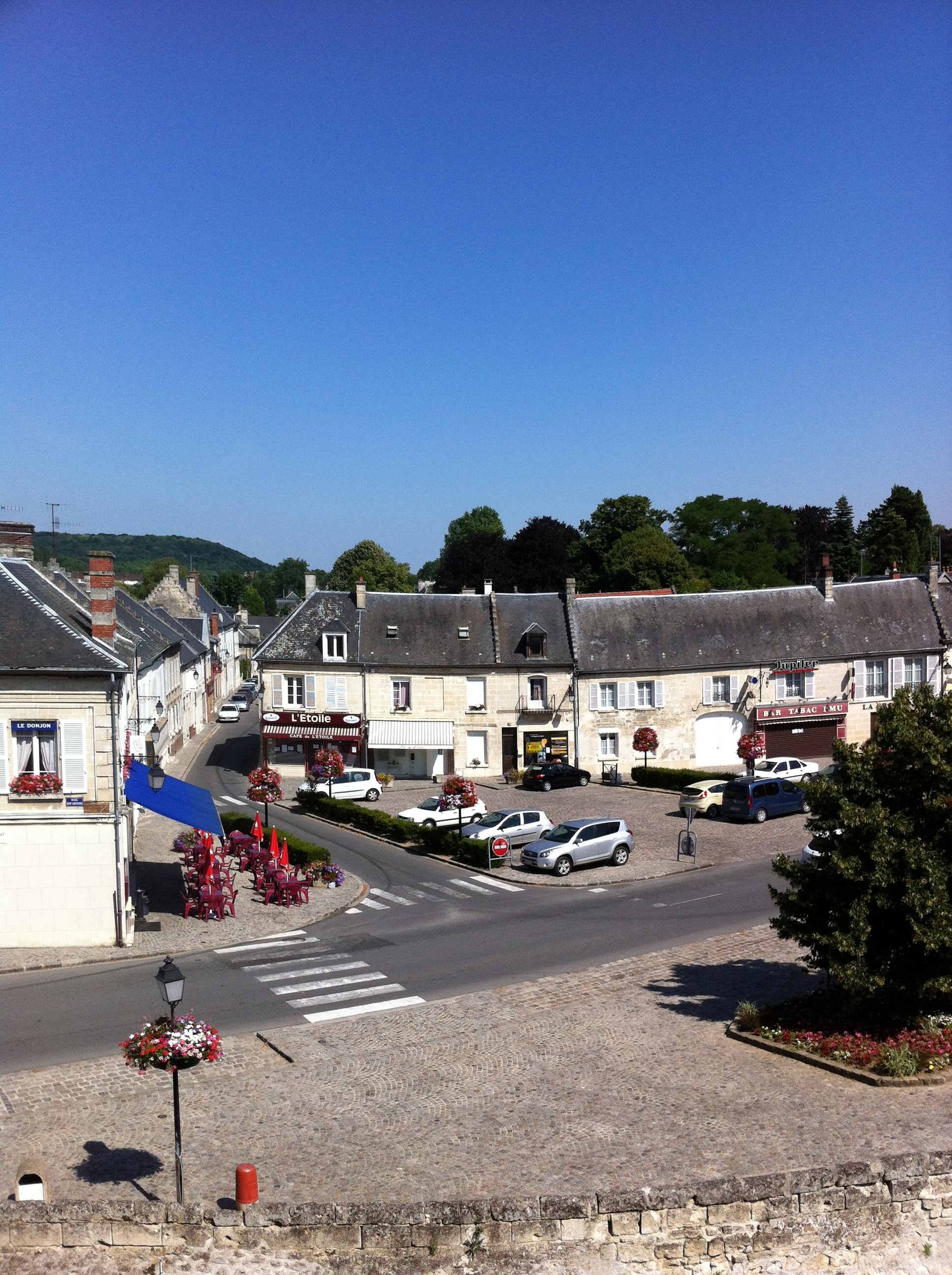
Place vue depuis le donjon.

### Instances judiciaires et administratives

#### Instances judiciaires
Vic-sur-Aisne relève de Soissons concernant le tribunal d'instance, le tribunal de grande instance, le tribunal pour enfants, le tribunal de commerce, le tribunal paritaire des baux ruraux ainsi que le conseil des prud'hommes.

Elle relève d'Amiens concernant la cour d'appel et le tribunal administratif ; de Laon pour la cour d'assises ; et de Douai pour la cour administrative d'appel.

#### Instances administratives
La ville dépend de la sous-préfecture de Soissons, de la préfecture départementale de Laon ainsi que de la préfecture régionale de Lille. Elle est représentée au conseil régional des Hauts-de-France qui siège également à Lille.

## Population et société

### Démographie
L'évolution du nombre d'habitants est connue à travers les recensements de la population effectués dans la commune depuis 1793. Pour les communes de moins de 10 000 habitants, une enquête de recensement portant sur toute la population est réalisée tous les cinq ans, les populations de référence des années intermédiaires étant quant à elles estimées par interpolation ou extrapolation. Pour la commune, le premier recensement exhaustif entrant dans le cadre du nouveau dispositif a été réalisé en 2005.

En 2022, la commune comptait 1 610 habitants, en évolution de −3,36 % par rapport à 2016 (Aisne : −1,97 %, France hors Mayotte : +2,11 %).
| 1793 | 1800 | 1806 | 1821 | 1831 | 1836 | 1841 | 1846 | 1851 |
| ---- | ---- | ---- | ---- | ---- | ---- | ---- | ---- | ---- |
| 379  | 425  | 482  | 497  | 654  | 700  | 755  | 800  | 759  |

| 1856 | 1861 | 1866 | 1872 | 1876 | 1881 | 1886 | 1891 | 1896 |
| ---- | ---- | ---- | ---- | ---- | ---- | ---- | ---- | ---- |
| 789  | 853  | 908  | 871  | 897  | 915  | 958  | 979  | 940  |

| 1901 | 1906  | 1911 | 1921 | 1926 | 1931 | 1936 | 1946 | 1954 |
| ---- | ----- | ---- | ---- | ---- | ---- | ---- | ---- | ---- |
| 990  | 1 002 | 959  | 927  | 835  | 846  | 828  | 827  | 847  |

| 1962  | 1968  | 1975  | 1982  | 1990  | 1999  | 2005  | 2006  | 2010  |
| ----- | ----- | ----- | ----- | ----- | ----- | ----- | ----- | ----- |
| 1 212 | 1 388 | 1 526 | 1 685 | 1 775 | 1 791 | 1 707 | 1 708 | 1 760 |

| 2015  | 2020  | 2022  | - | - | - | - | - | - |
| ----- | ----- | ----- | - | - | - | - | - | - |
| 1 684 | 1 604 | 1 610 | - | - | - | - | - | - |

### Enseignement
La commune dépend du bassin d'éducation et de formation Sud-Aisne de l'académie d'Amiens.
 
À ce titre, elle gère le fonctionnement d'une école maternelle ainsi que deux écoles élémentaires regroupant 127 élèves.

En tant que chef-lieu de canton, elle accueille également un collège d'enseignement secondaire, le collège La Feuillade, regroupant près de 500 élèves.

### Manifestations culturelles et festivités
Trois fêtes majeures sont organisées chaque année :
- Fête cantonale, week-end de la Pentecôte ;
- Fête communale, week-end suivant le 15 août ;
- Brocante, troisième dimanche de septembre.

### Santé
La commune propose les services de trois médecins généralistes, de deux dentistes, d'un infirmier, d'un professionnel ambulancier (affilié à l'Ordre de Malte), et accueille également une pharmacie.
Elle accueille également une maison de retraite, domiciliée dans un ancien hôtel particulier, dont le parc jouxte les rives de l'Aisne.
Pour les soins hospitaliers, les centres les plus proches sont le centre hospitalier de Soissons et le centre hospitalier de Compiègne-Noyon.
Les autres soins de santé, dont l'assistance à domicile, sont assurés par l'AMSAM (association médico-sociale Anne-Morgan), du nom d'une célèbre philanthrope américaine ayant œuvré en faveur des sinistrés axonais au cours des deux guerres mondiales.

### Sports

#### - Football
Club historique du département et de la région, l'emblématique Étoile Vicoise est devenu un club local nommé Association Cantonale Sportive (ACS) Vic-sur-Aisne depuis le 3 juillet 2008. Il est affilié à la Fédération française de football (rattachée au District Aisne de Football de la Ligue de Football des Hauts-de-France).
Le club est actuellement présidé par Ludovic De Brossard et évolue, en 3ème division du District Aisne de Football, dans ses couleurs habituelles, le tango et noir.
L'ACS Vic-sur-Aisne joue principalement ses matchs à domicile au Stade Jean Blin, à Vic-sur-Aisne (tribune de 57 places assises), ainsi qu'au Stade Robert Perut à Fontenoy.
Palmarès :
- 4 fois vainqueur de la coupe de l'Aisne :
  - Vainqueur de la Coupe de l'Aisne en 1970 et 1972
  - Vainqueur de la Coupe de l'Aisne en 1987 : Étoile Vicoise (DH) - Soissons FC (DH), Finale à Villers-Cotterêts, score 1-0
- 9 fois finaliste de la coupe de l'Aisne :
  - Finaliste de la Coupe de l'Aisne en 1996 : Olympique Saint-Quentin (D3) - Étoile Vicoise (PH), Finale à Laon, score 2-1
- Barragiste pour l'accession à la 4e division saison 79-80 (défaite face au Red Star)
- Champion Intergroupe de Promotion d'Honneur Picardie saison 1984-1985
- Challenge René Trichet saisons 1985-1986 et 1990-1991

Joueurs professionnels passés par le club :
- Régis Dzieciol : 217 matches de Division 2 (SC Abbeville et FCO Charleville) ;
- David Recorbet : 10 matches de Ligue 1 et 46 de Ligue 2 (AJ Auxerre, ES Wasquehal et FC Lorient).

#### - Tir à l'arc

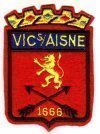
Blason de la Cie d'Arc.

La Compagnie d'Arc de Vic-sur-Aisne, fondée en 1666, pratique le jeu d'arc, tir en extérieur et en intérieur.

#### - Autres
Le tennis est représenté par le Club vicois, le judo par le Judo club de l'Omois et l'équitation est présente aux écuries du relais de poste, situées à la Fabrique (commune de Berny-Rivière).

## Économie

### Entreprises et commerces
La commune offre de nombreux services et commerces de proximité, dont un supermarché, une superette en centre-ville, La Poste, plusieurs coiffeurs, un fleuriste, un bijoutier, un pressing, plusieurs bars-tabacs, banques et assurances, une pharmacie...
Le secteur économique industriel étant excentré, surtout développé à la Vache Noire (communes de Ressons-le-Long et de Montigny-Lengrain), fondue dans le tissu urbain vicois.

### Industrie agroalimentaire
- Transformation de la pomme de terre
Vico, créée en 1955 sous forme de coopérative.
A depuis rejoint le groupe Intersnack.
Ce rachat a été suivi par un plan social qui a provoqué un mouvement de protestation sociale en novembre 2005. Ce mouvement, initié par la CGT, a reçu le soutien de la LCR sous la forme de la venue d'Olivier Besancenot.
Aujourd'hui, la marque Vico commercialise, en plus des produits issus de la transformation de pomme de terre (chips, purée…), nombres de biscuits apéritifs, la plaçant en seconde et quatrième positions sur les marchés français et européens de la biscuiterie apéritive et des chips.
- Séparation des constituants du pois protéagineux
Roquette
Amidonnerie-protéinerie de pois protéagineux, seule usine au monde à tourner 24 h/24 et toute l'année dans ce domaine.
La protéine de pois obtenue, est une source efficace de protéine pour les besoins nutritionnels spécifiques (aliments sportifs,  contrôle de poids, aliments sans gluten…).
- Stockage et conditionnement de sucre
Tereos
Le site de l'ancienne sucrerie, autrefois un des fleurons du groupe en Picardie, n'assure plus aujourd'hui que le stockage et le conditionnement du sucre.
- Fabrication d'aliments et laitages infantiles
Babynov
Premier fabricant français d'alimentation infantile.

### Autres activités industrielles
- Électrothermie
AEVA (Ateliers électrothermiques de Vic-sur-Aisne)
Spécialiste de l'électrothermie, dans les domaines du chauffage de l'air, des liquides, la régulation thermique…
- Sécurité et maîtrise des risques incendies
Uxello (groupe Vinci)
Conception, réalisation et entretien d'équipements de protection des personnes et des biens contre les risques incendie.

### Tourisme
La population du bourg double entre juin et septembre du fait de l'activité touristique. Comptant moins de 2 000 habitants en période hivernale, la ville accueille plus de 5 000 personnes en période estivale. Les forces de l'ordre et de secours bénéficient d'un renfort en cette période.
La ville dispose de plusieurs infrastructures touristiques :
- Port de plaisance : plusieurs points d'amarrages aux péniches et bateaux fluviaux de plaisance, sur le quai du port ;
- Camping : situé en partie sur le territoire communal, mais majoritairement sur la commune de Berny-Rivière ;
- Hôtels et gites ;
- Office de tourisme[61].

Vic-sur-Aisne - Tourisme
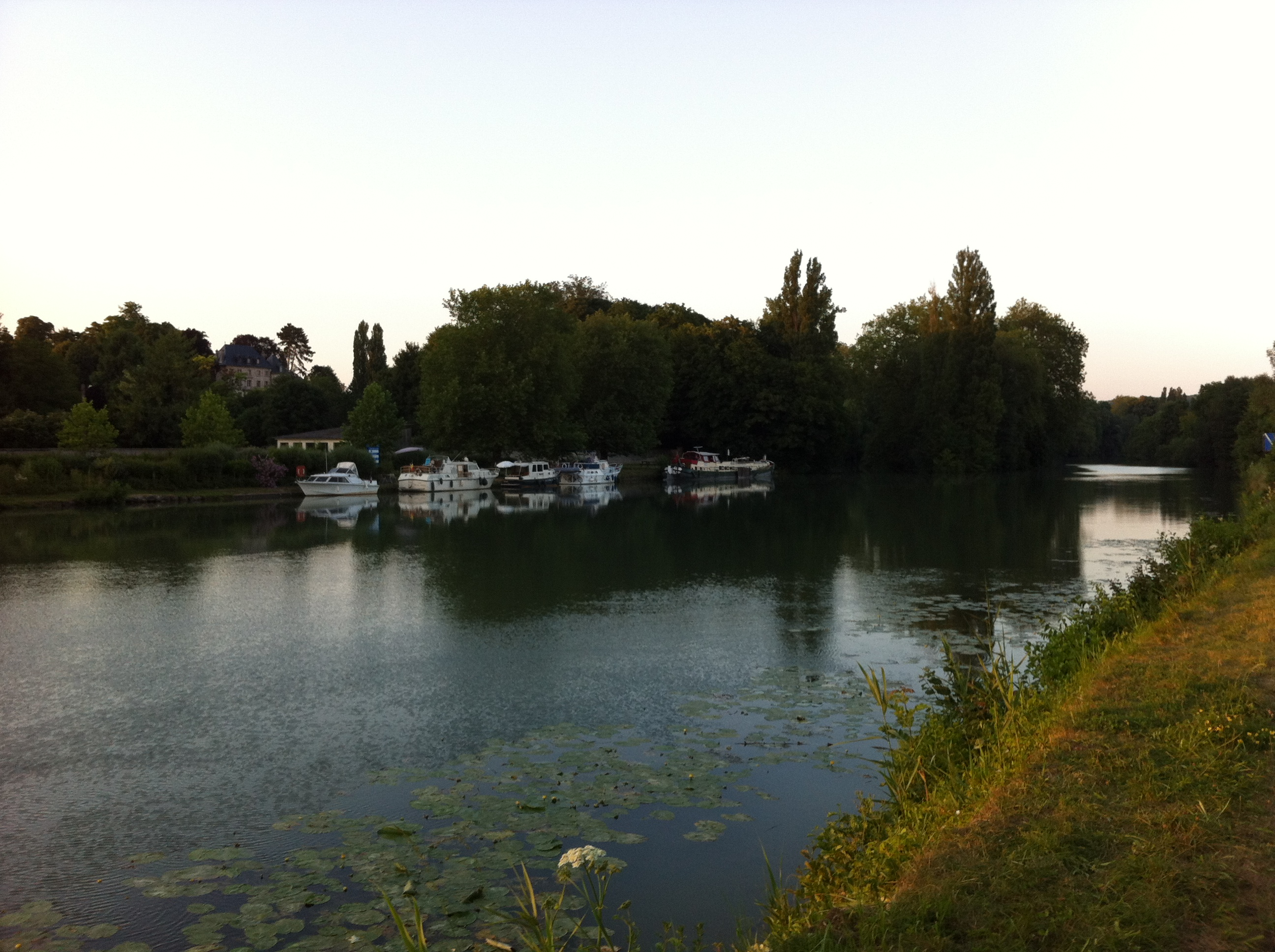
Gaète et rivière Aisne.
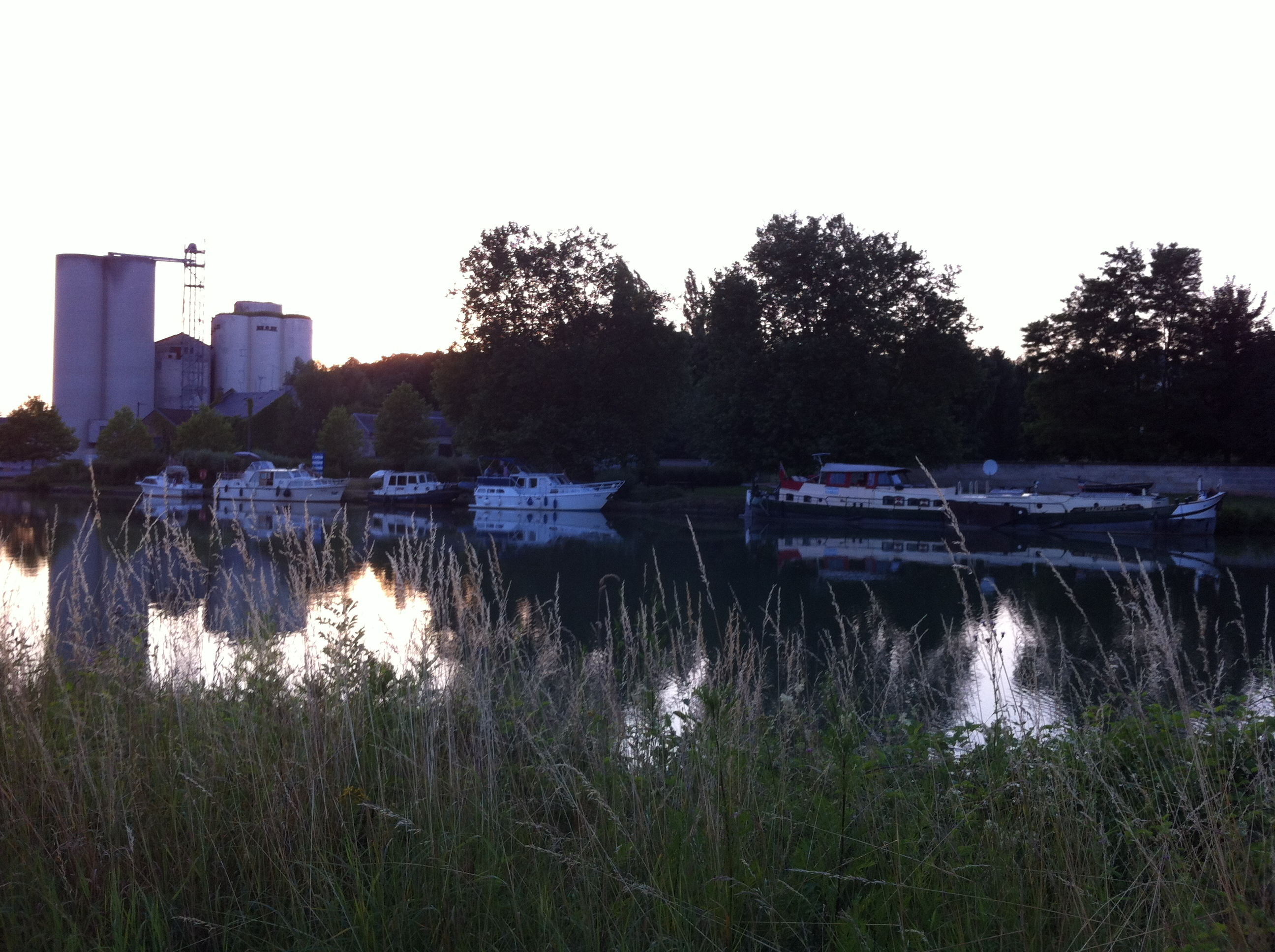
Port de plaisance et silos.

## Culture et patrimoine

### Patrimoine culturel

#### Décorations officielles
- Croix de Guerre 1914-1918, décernée le 21 octobre 1920[62], date de l'inauguration de la nécropole nationale.
- Une « fleur » au Concours des villes et villages fleuris[63], décernée en 2007 par le Conseil des Villes et Villages Fleuris de France[64].

#### Style architectural
L'architecture typique du Soissonnais utilise la pierre calcaire extraite depuis l'Antiquité dans les nombreuses carrières de la vallée de l'Aisne.
Certaines décorations ornant les palais, monuments et maisons bourgeoises étant réalisées dans l'albâtre.
Une des particularités architecturales du Soissonnais, connue localement sous le terme de « pas de moineau », consiste à surmonter les pignons d'une construction par des pierres saillantes en forme d'escalier pyramidal.
La saillie du pignon aurait comme principaux avantages de permettre l'accès à la toiture, et de servir de coupe-feu. Cela permet également aux couvreurs, aux ramoneurs ou aux cheministes d'y poser leurs outils.

Vic-sur-Aisne - pas de moineau
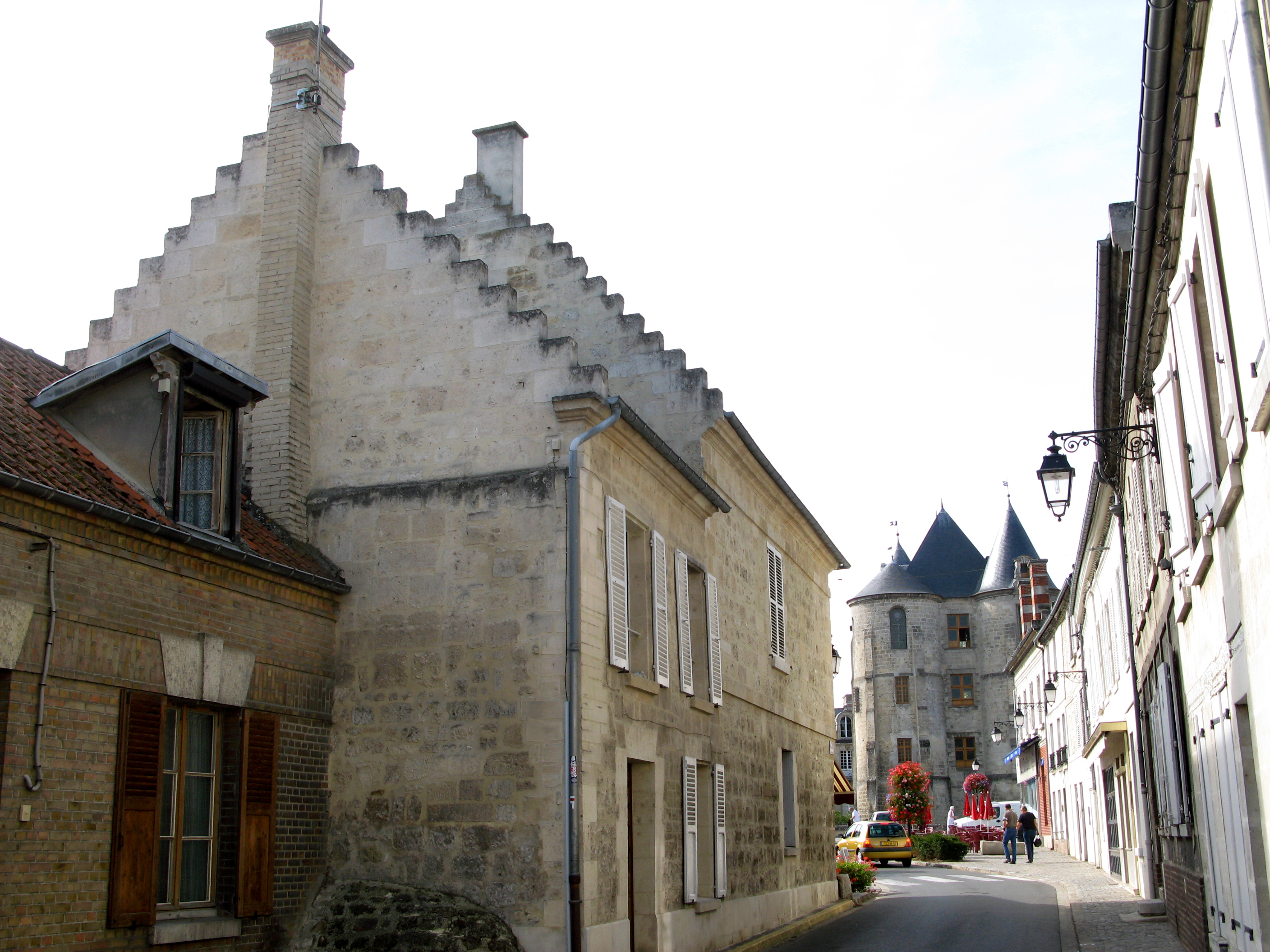
Rue de Fontenoy.
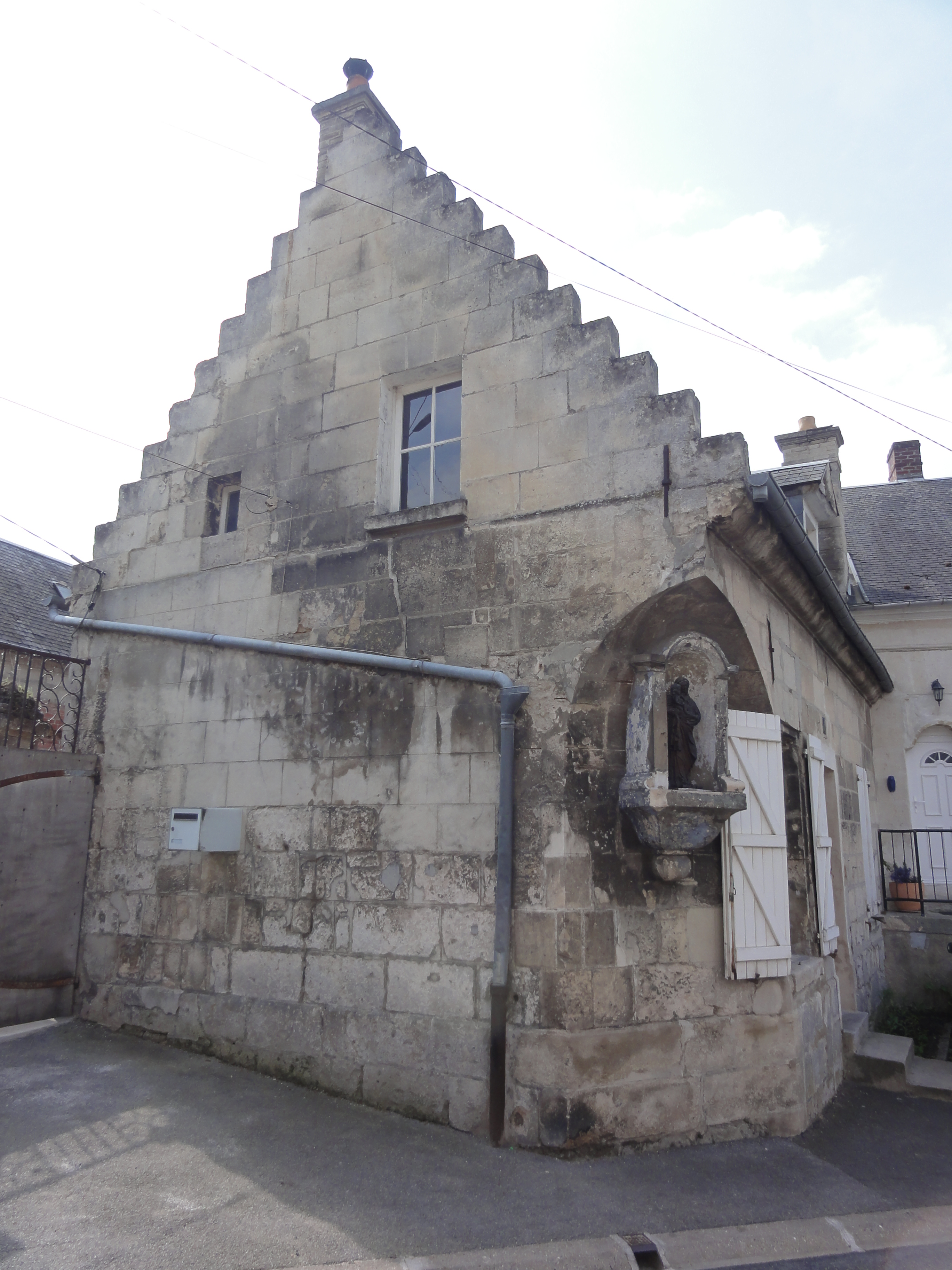
Rue de l'Église.

### Lieux et monuments

#### Domaine castral
Le domaine castral de Vic-sur-Aisne est composé de quatre éléments distincts, tant par l'architecture que par les dates de réalisation : le donjon haut de 25 mètres du XIIIe siècle remanié aux XVe et XVIIIe siècles, le corps de logis, l'enceinte, comprenant deux portes ainsi que les écuries et le logis des gardiens et enfin le parc.
Le donjon est classé au titre des monuments historiques en 1919, la façade ouest du corps de logis en 1927, et enfin, l'ensemble du domaine en 1992.

Vic-sur-Aisne - Domaine castral
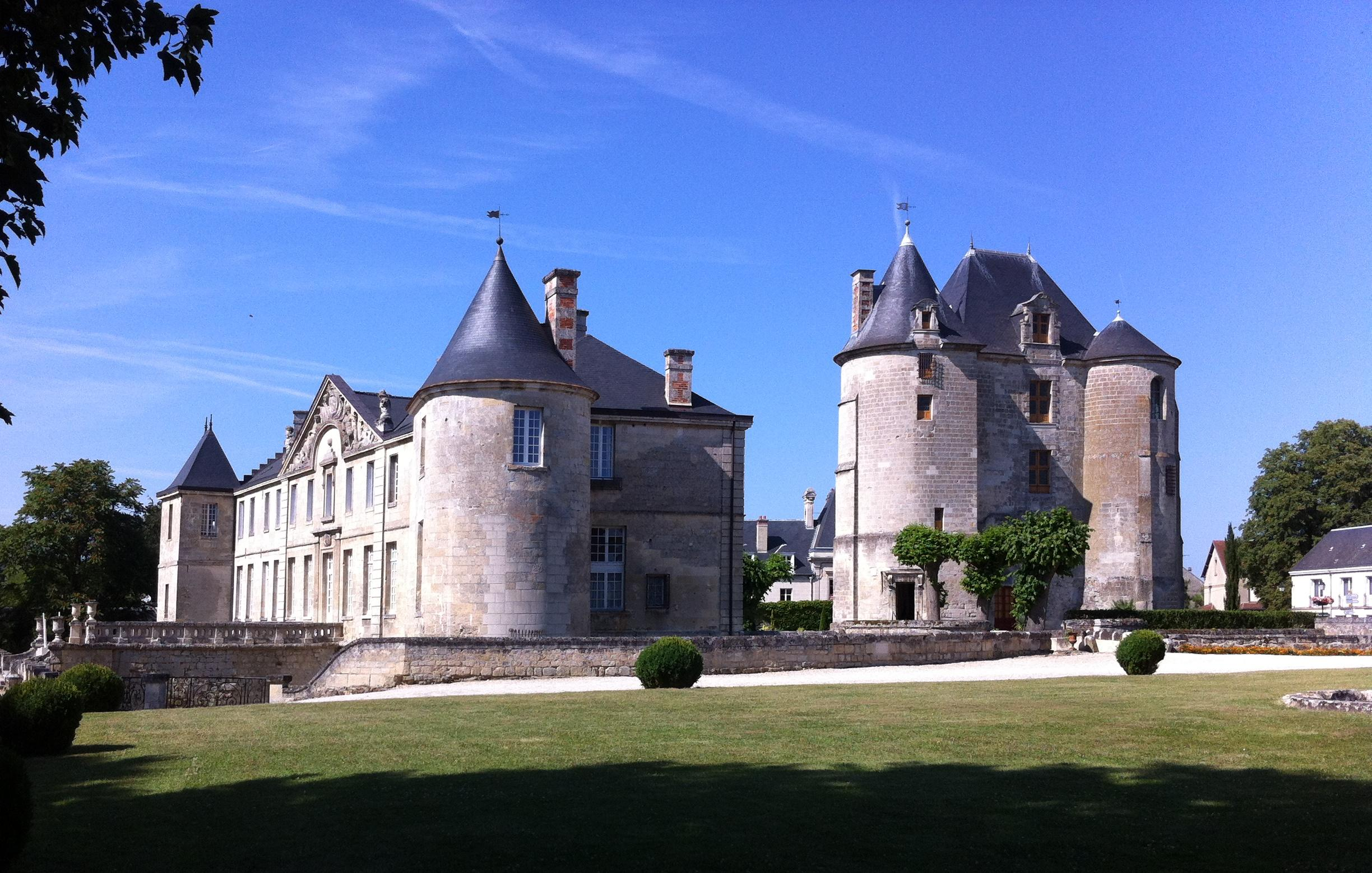
Donjon et corps de logis.

##### Borne milliaire
Le plus ancien témoin historique de la ville est la borne milliaire, située dans la cour du château, face au donjon.
Elle se présente sous la forme d'une colonne en pierre calcaire de la région, haute d'environ 1,60 m ; sans le socle, ajouté lors de l'installation de la borne dans la cour du château. Les inscriptions gravées sur son flanc nous renseignent quant à son origine.
IMP.CAES.

M.AVRELIO.AN

TONINO.PIO.AVG.

BRITANNICO.MAX.

TRIB.POT.XIIII.IMP.

II.COS.IIII.P.P.PRO

COS.AB.AVG SUES.

LEVG.VII
La borne fut dressée sous le règne de Marc Aurèle, soit entre 161 et 180 ap. J.-C. (Imperator Caesar Marcus Aurelius Antoninus Augustus) ; l'hommage nous rappelle les faits glorieux de l'Empereur, politiques et militaires :
- Vainqueur et conquérant de la Bretagne. (Britannico Maximus)
- Plusieurs fois tribun et consul. (Trib. Cos. Procos.)
- Distance d'implantation indiquée depuis le point de départ, correspondant à Augusta Suessionum (Ab. Augusta Suessionum), en lieue gauloise (correspond à 1,5 mille romain, soit environ 2,222 m), à la septième lieue (Leug. VII), soit 15,554 m.

Vic-sur-Aisne - Borne milliaire
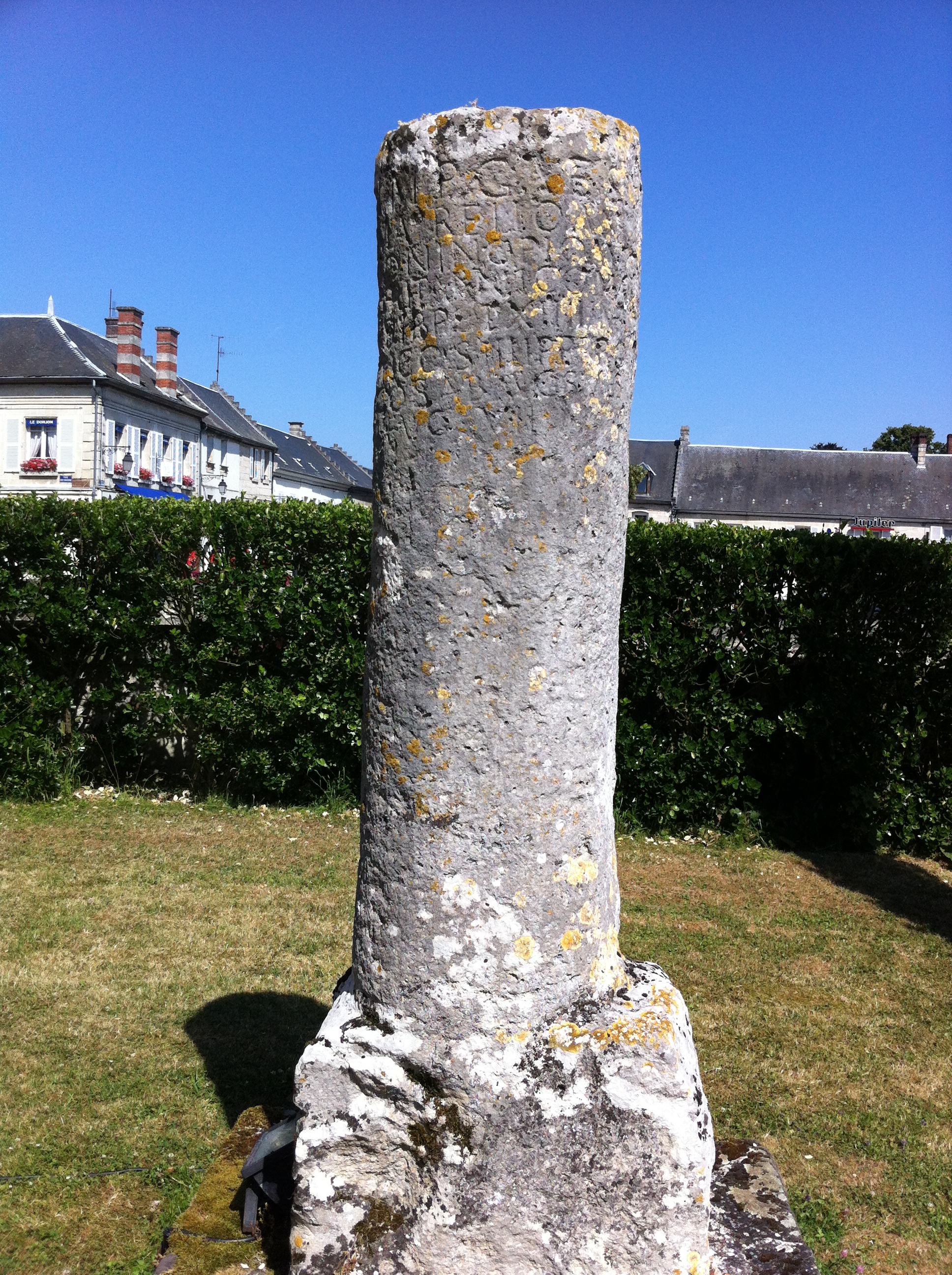
Borne milliaire.
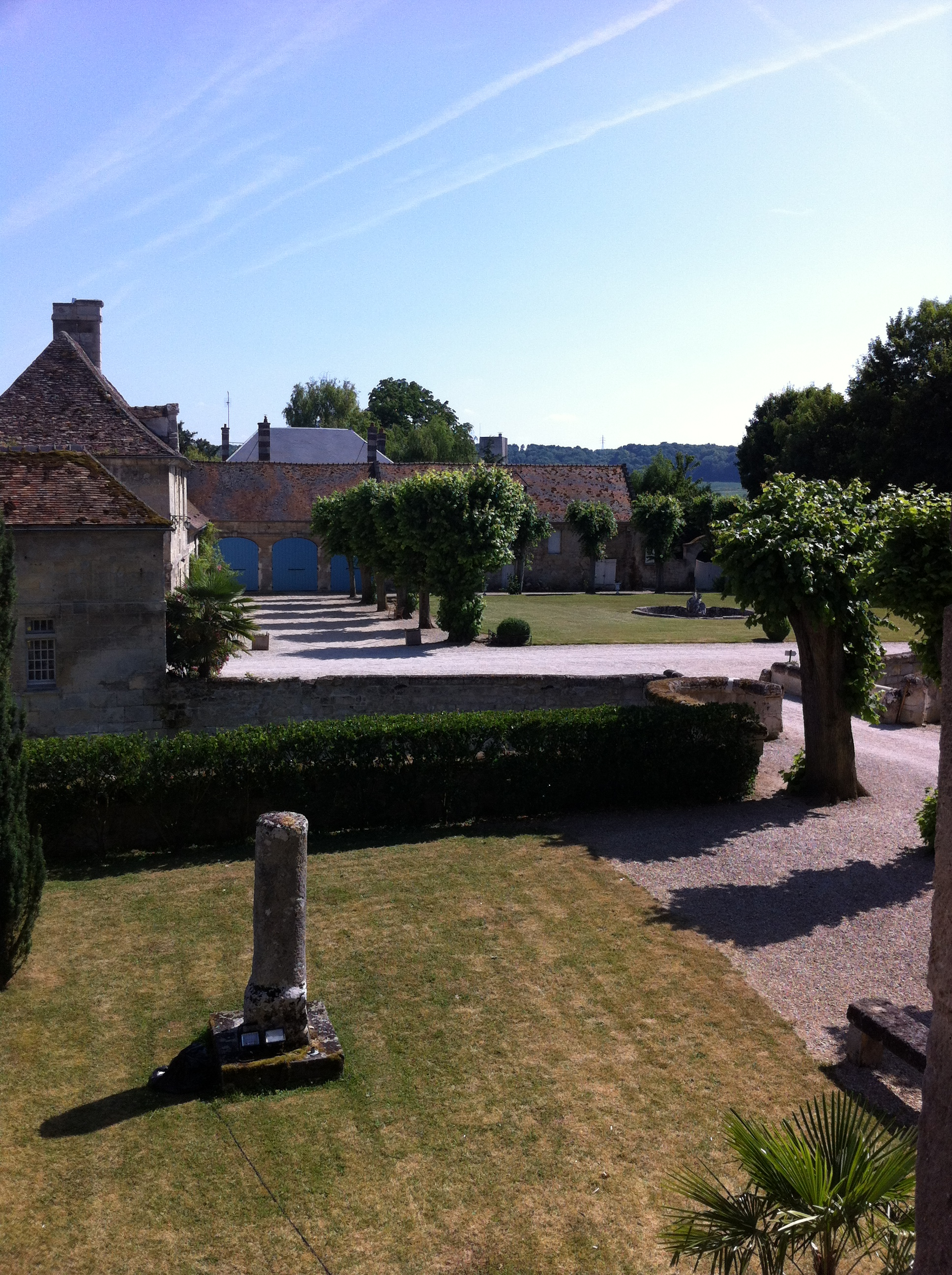
Borne vue depuis le donjon.

##### Donjon
Le donjon est le résultat de siècles d'aménagements successifs, intérieurs et extérieurs.
D'aspect extérieur, il se présente sous la forme d'un rectangle, cantonné de trois tours au nord-est, au sud-est et à l'ouest.
La hauteur, mesurée depuis la base du fossé jusqu'à l'entablement, est de 18 m. Si on y ajoute la charpente du comble, haute de 6,35 m, on atteint une hauteur de près de 25 m.
Les bases de la courtine sont d'une épaisseur de 2 m, contre 1,70 m pour les tours. Une réduction successive du diamètre ramène l'épaisseur à 1,20 m au niveau de leurs sommets.
Le donjon rectangulaire flanqué des deux tours de l'est, date des XIIe et XIIIe siècles ; tandis que la tour ouest fut ajoutée à la fin du XVe siècle, afin d'accueillir en son sein un escalier à vis d'un diamètre de 3,20 m, desservant les deux premiers étages. Troisième étage et sous-sol sont eux desservis par un escalier à vis en encorbellement plus petit. Datant également du XVe siècle, les latrines forment sur la façade nord un saillant de maçonnerie surplombant le fossé. elles sont accessibles depuis la tour nord-est.
Le troisième étage de la tour sud-est est le seul à avoir conservé la croisée d'ogive d'origine (XIIe siècle), ainsi qu'un vitrail. Cette salle accueille aujourd'hui la chapelle de l'édifice. Les autres fenêtres à bossage et lucarnes datent toutes d'une restauration effectuée en 1602.
L'intérieur du donjon présente une configuration identique sur ses trois étages : une grande salle de 8 m sur 6,50 m reliée aux trois tours ; la tour ouest accueille l'escalier, les tours est des petites salles circulaires d'environ 2 m de diamètre. L'ensemble des étages étant séparés par des planchers plats. Le rez-de-chaussée dispose d'une salle moins large, de 7,50 m sur 5 m, avec un puits en son centre, et recouvert d'une voûte en plein cintre datant du XVe siècle.
Le sous-sol donne accès à une vaste salle souterraine voûtée en plein cintre, longue de 17 m et large de 3,70 m, reliant le donjon au corps de logis.

Vic-sur-Aisne - Donjon - Extérieur
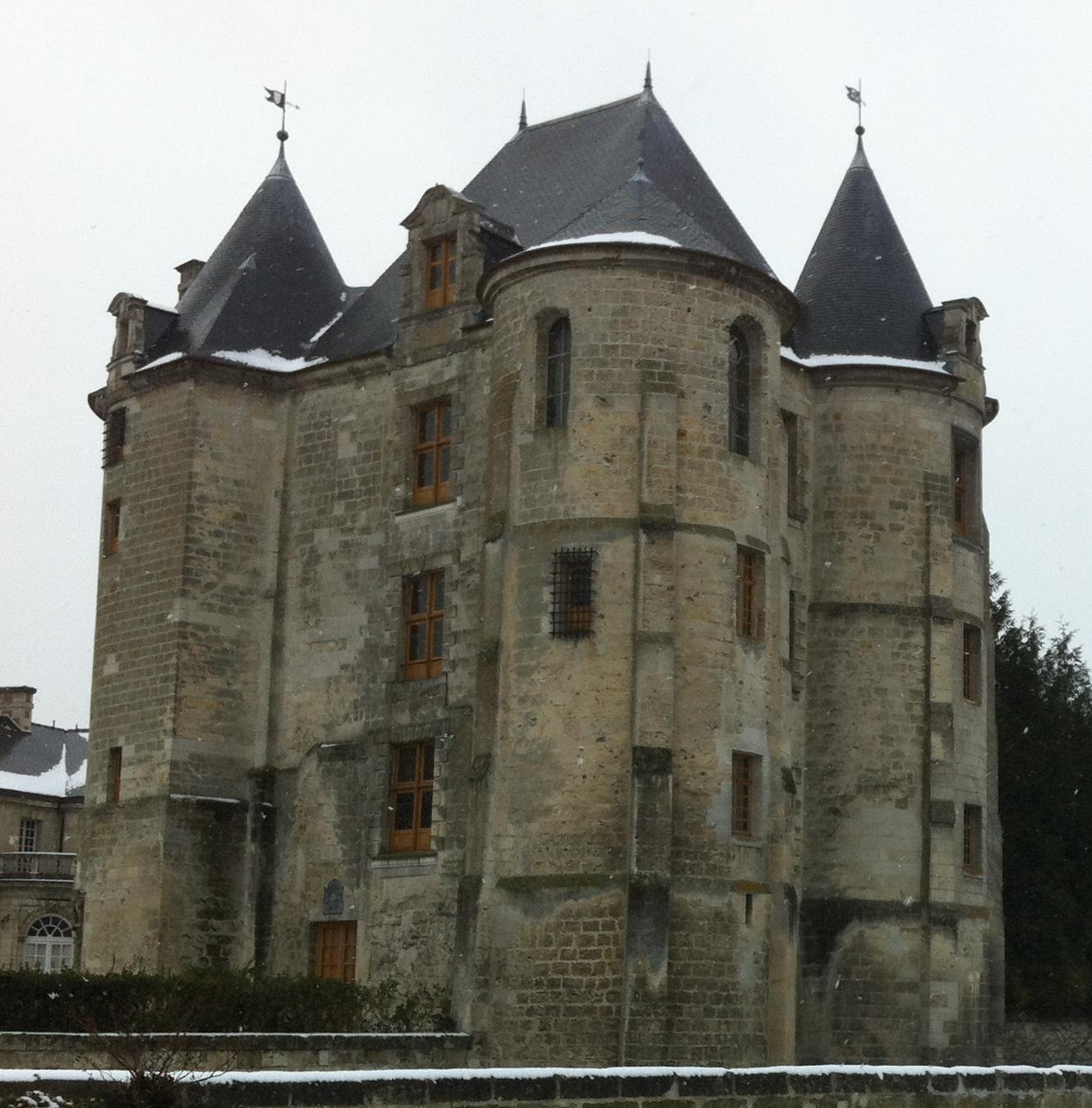
Donjon vu du sud-est.
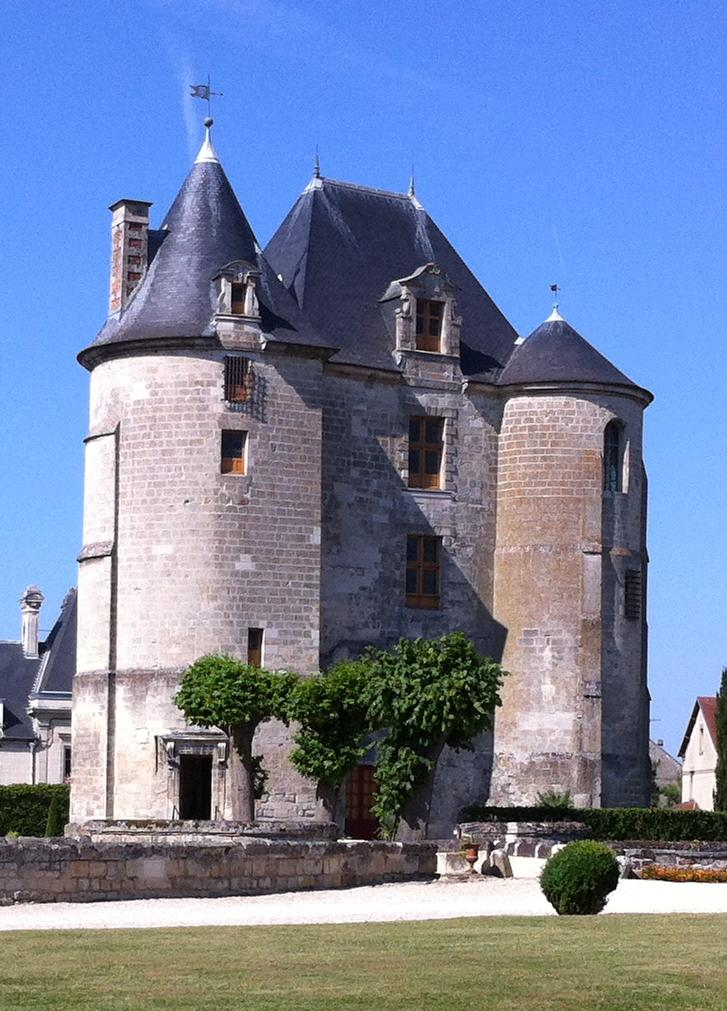
Donjon côté jardin.

Vic-sur-Aisne - Donjon - Intérieur
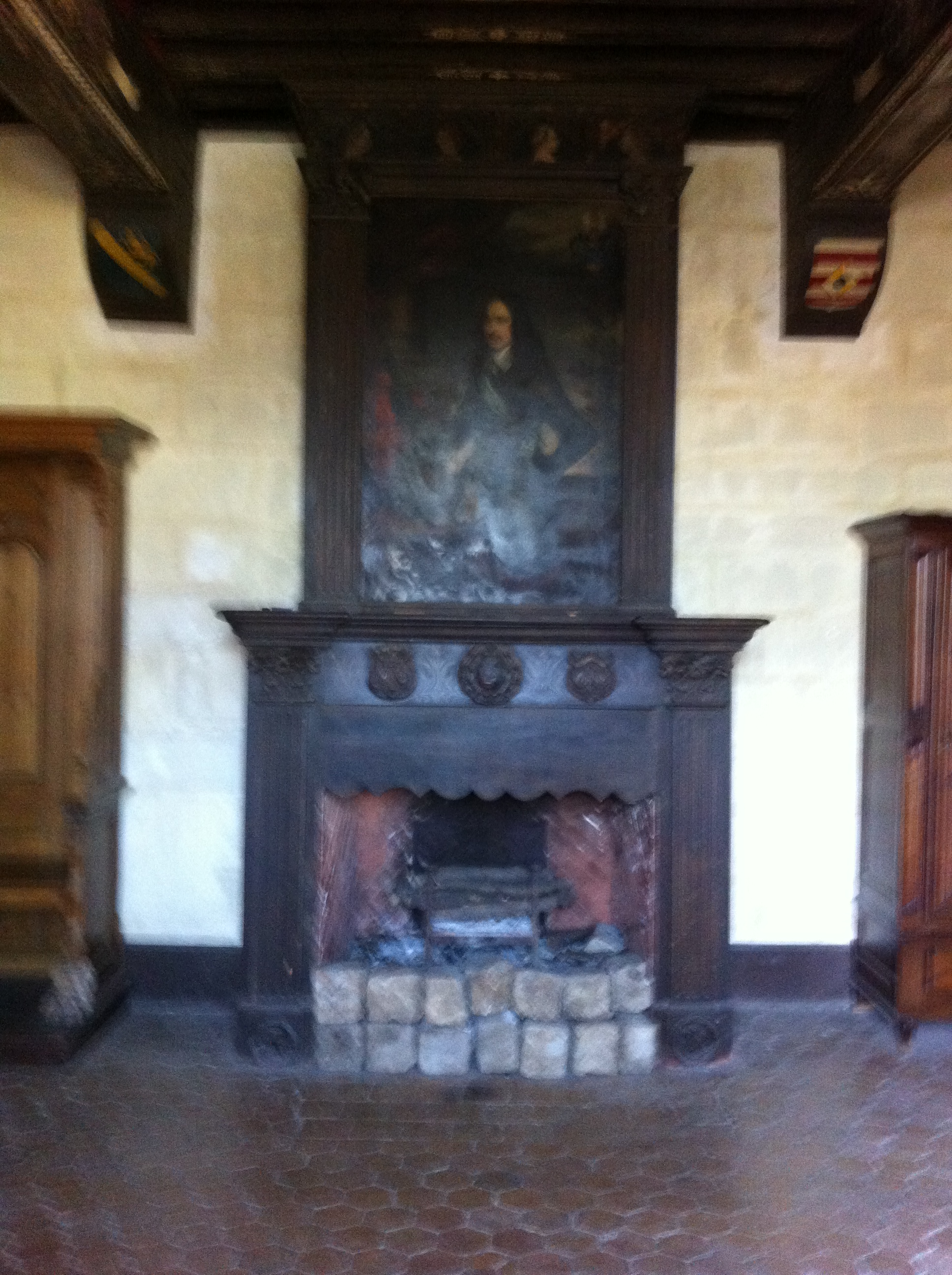
Cheminée premier étage.
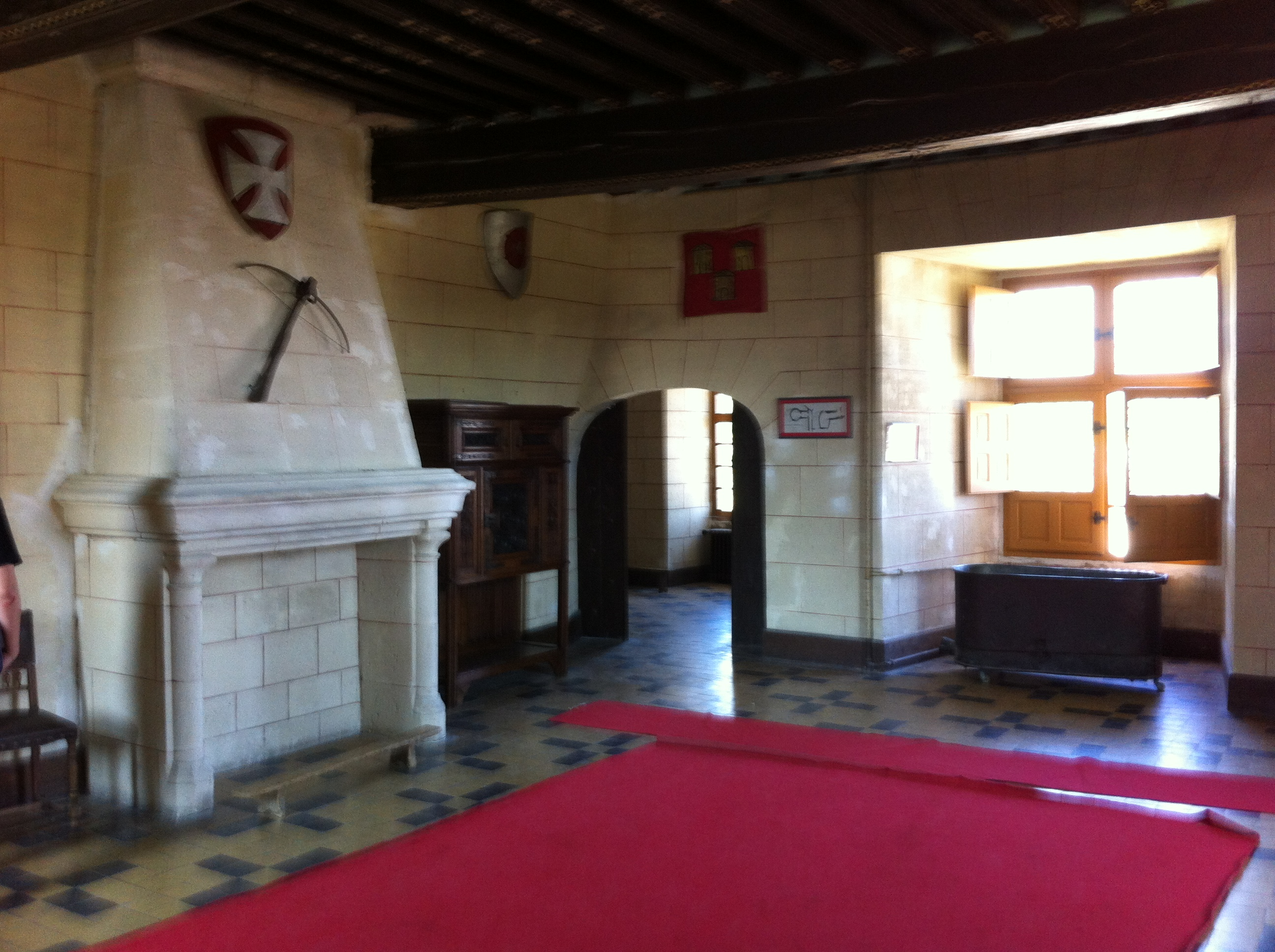
Salle des bains, côté ville.
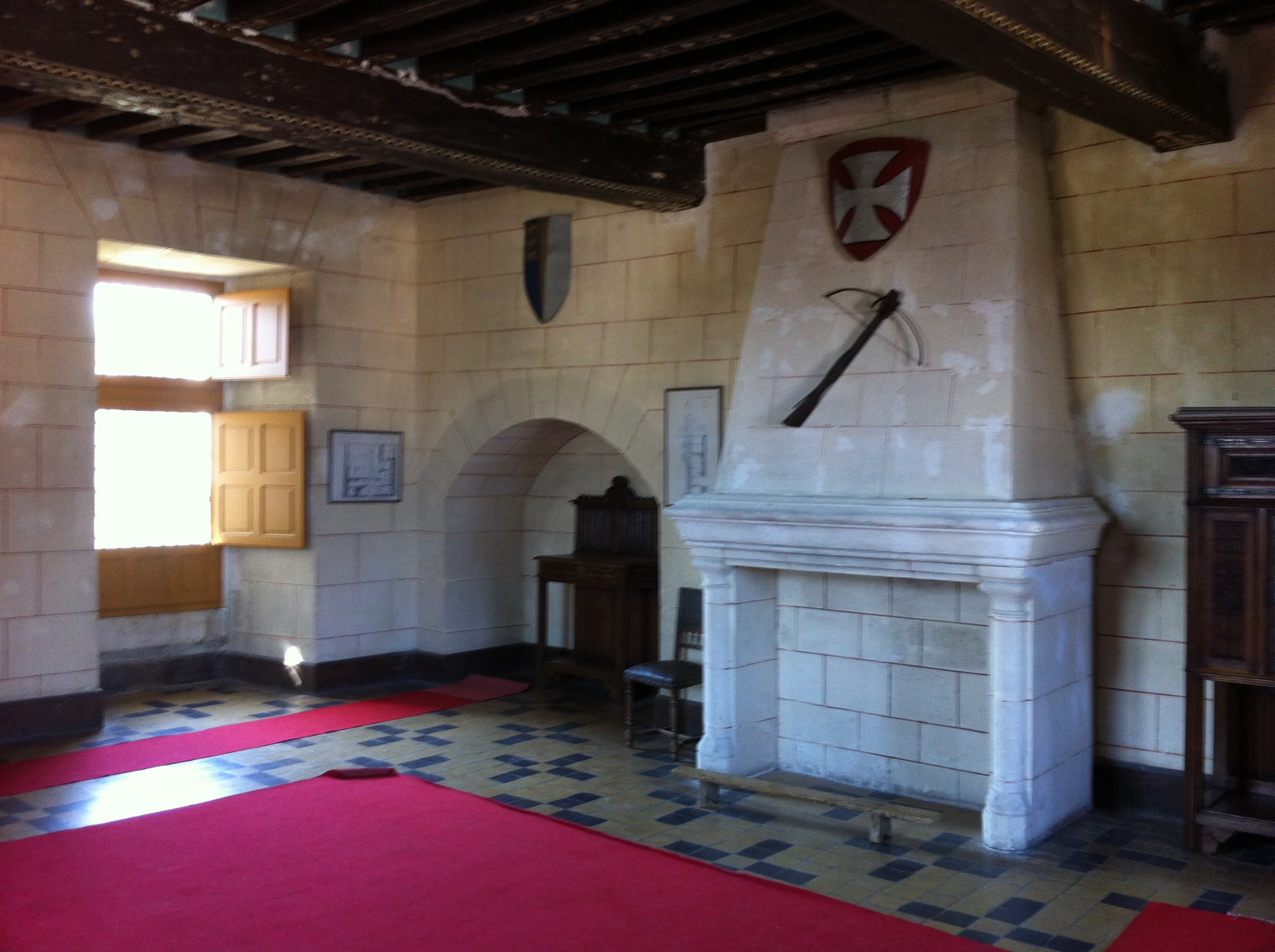
Salle des bains, côté jardin.
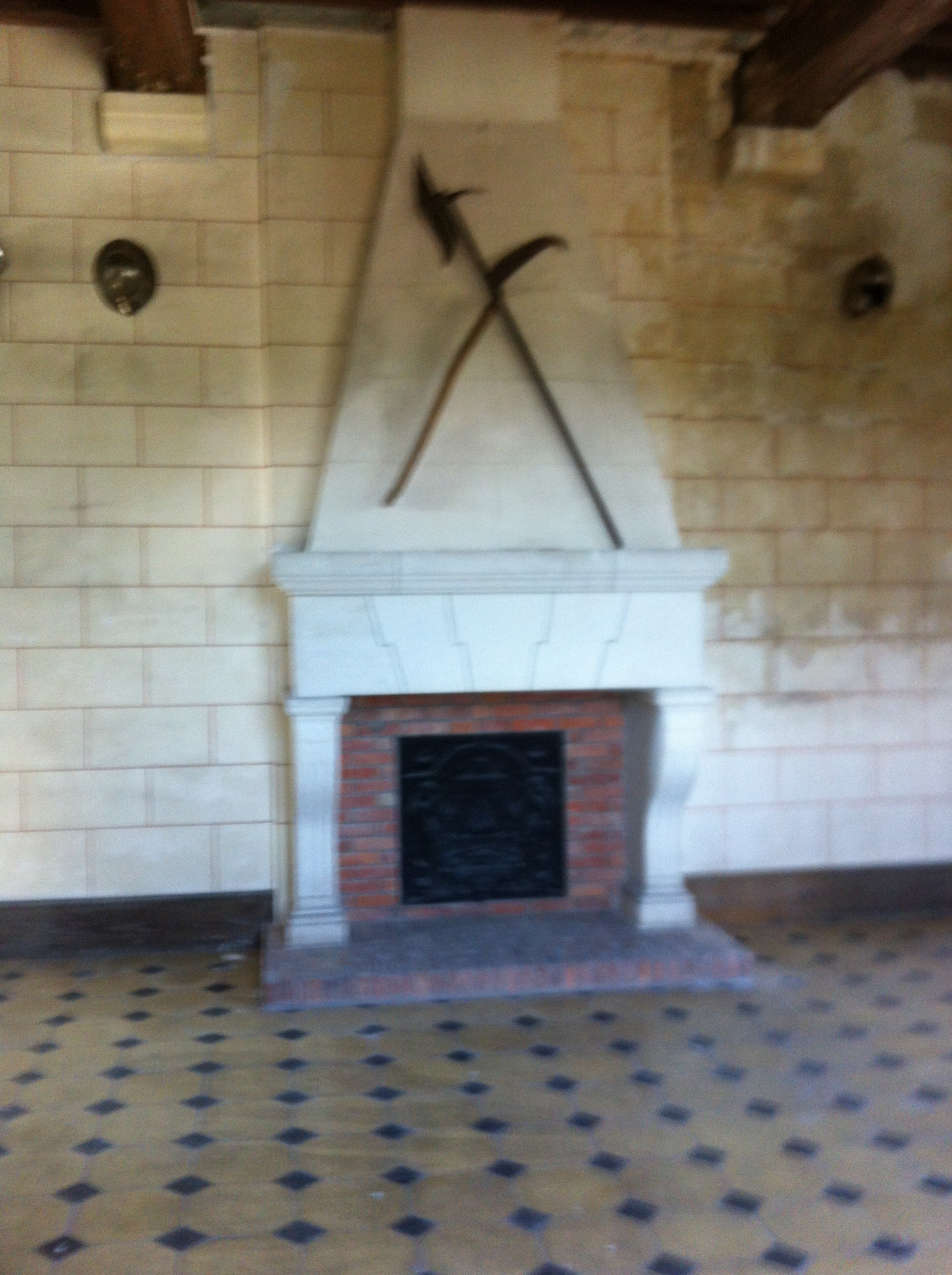
Cheminée troisième étage.
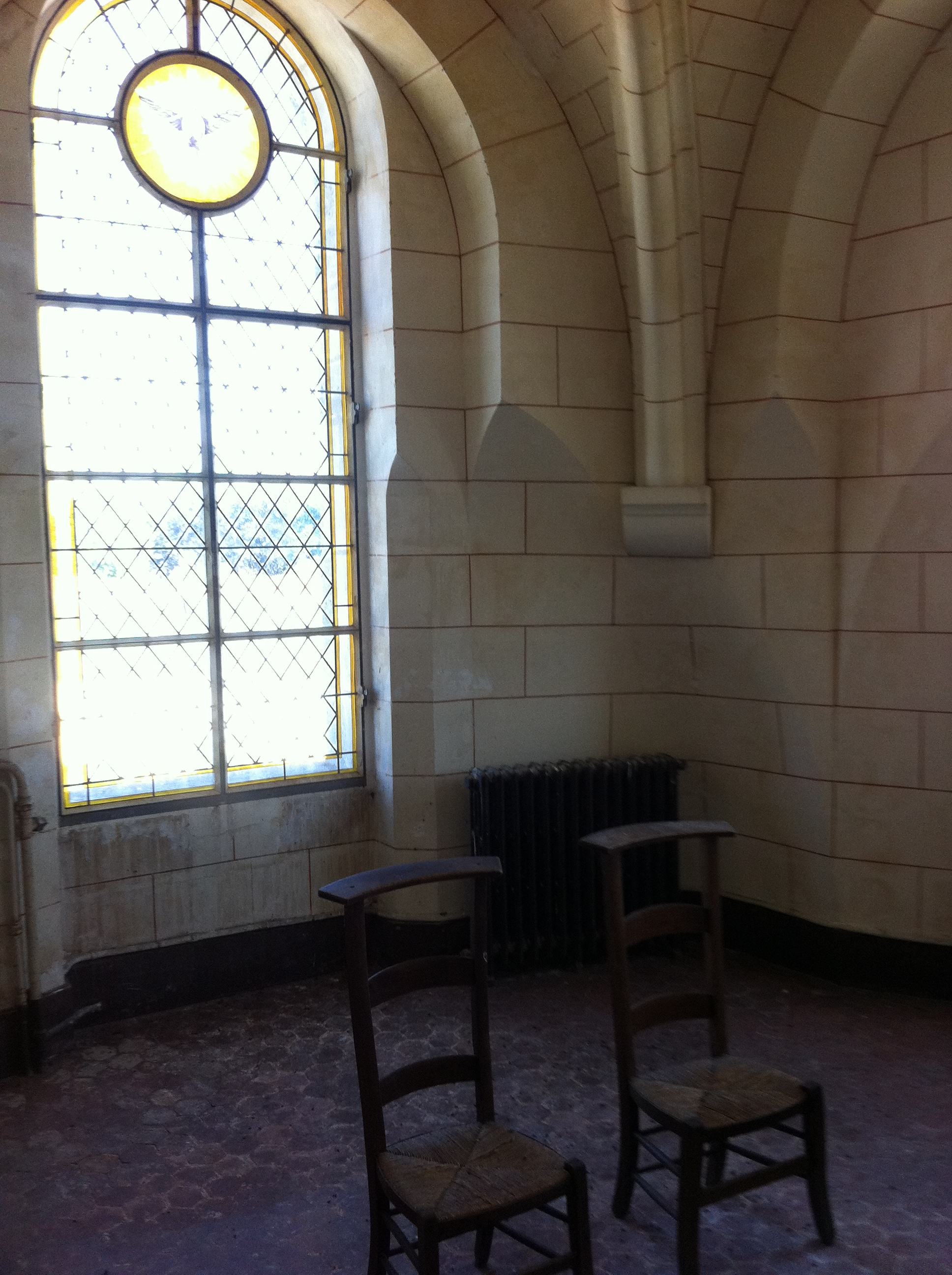
Chapelle.
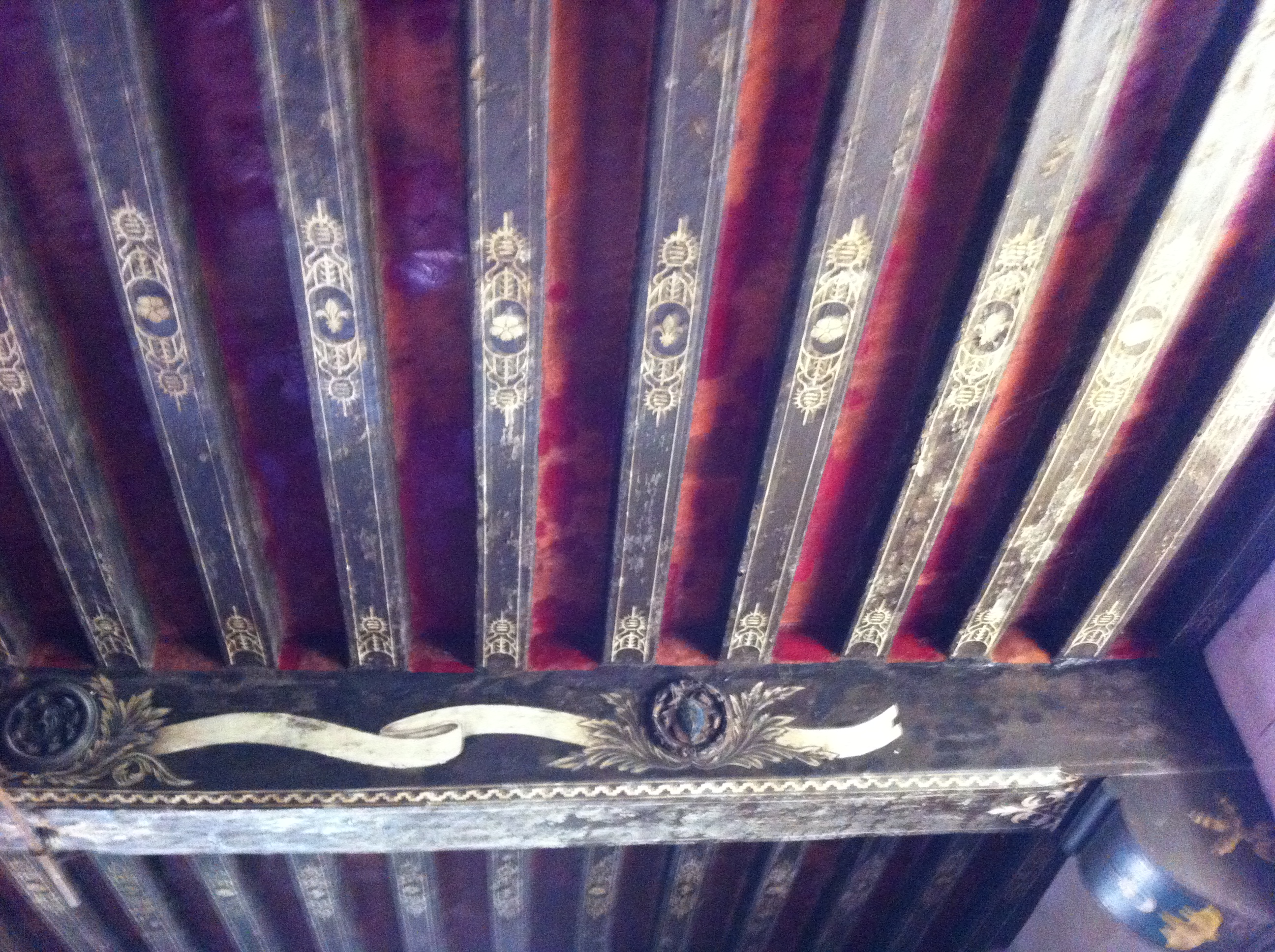
Détail des plafonds.

##### Corps de logis
Le corps de logis fut entièrement remanié à la suite des nombreuses destructions et dégradations de la Première Guerre mondiale. Seuls subsistent, du XVIIIe siècle, sur la façade ouest donnant sur le parc, le perron d'accès au logis et le garde-corps longeant le fossé. Le logis du XVIIIe siècle a été construit par l'architecte Pierre François Godot. Le fronton représente une allégorie de la Force et du Courage, entourée d'attributs guerriers, et soutenant un double blason aux armes des familles Cambourg et Reiset. Il fut ajouté à la fin du XIXe siècle. L'ensemble des percées et fenêtres, sur les façades est et ouest, datent également de cette époque, ou des travaux de reconstruction de l'entre-deux-guerres.
Le logis, mesurant un peu plus de 50 m sur sa plus grande longueur et 30 m sur sa plus grande largeur, dispose d'un étage, et est flanqué, au nord et au sud, côté jardins, de deux tourelles dont la hauteur coïncide avec celle du reste du logis. La tourelle nord formant un carré irrégulier d'environ 5 m sur 5 ; la tourelle sud ayant une forme semi-arrondie de 7,50 m sur 5 m.

Vic-sur-Aisne - château de Vic-sur-Aisne
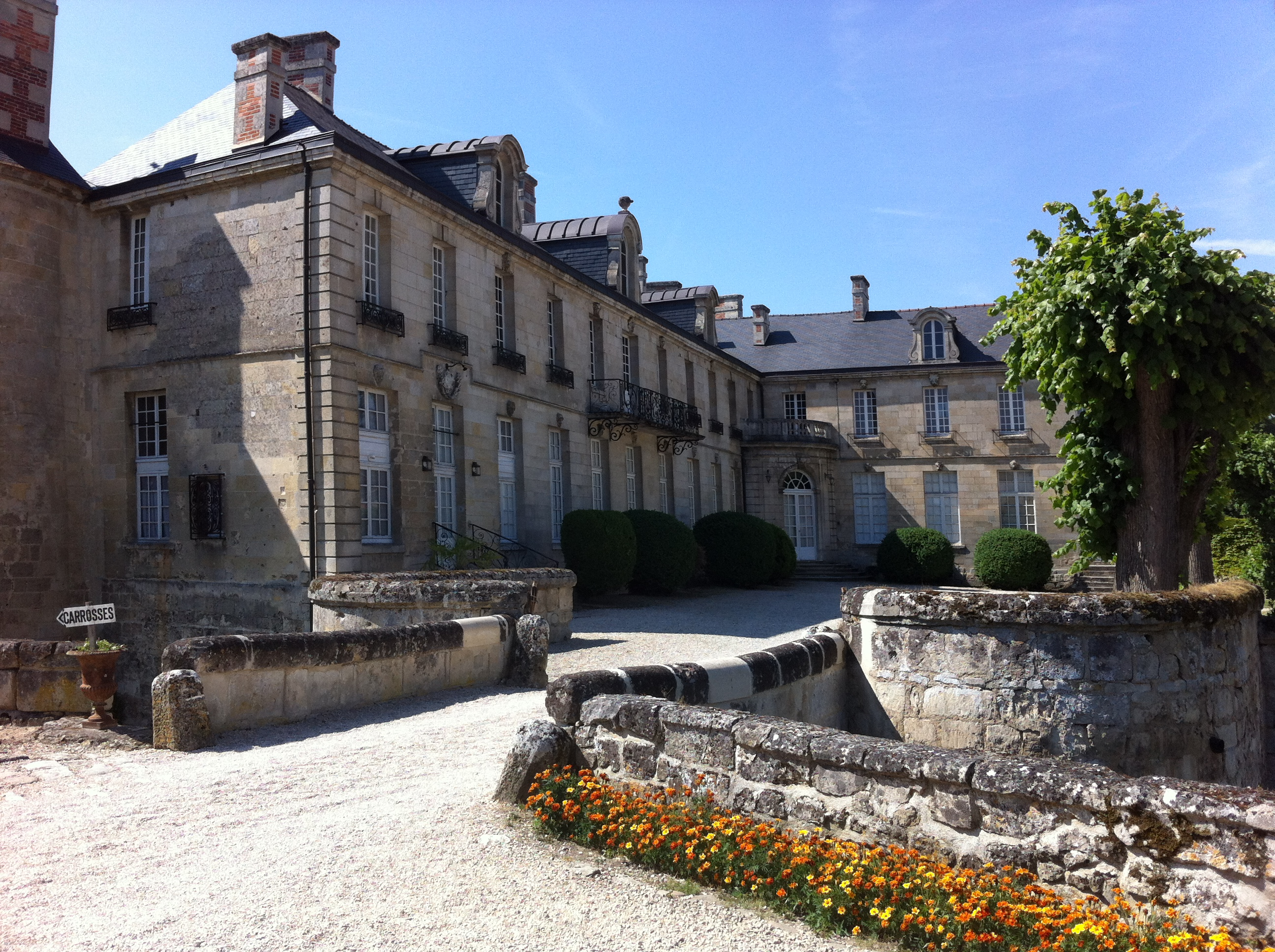
Corps de logis.
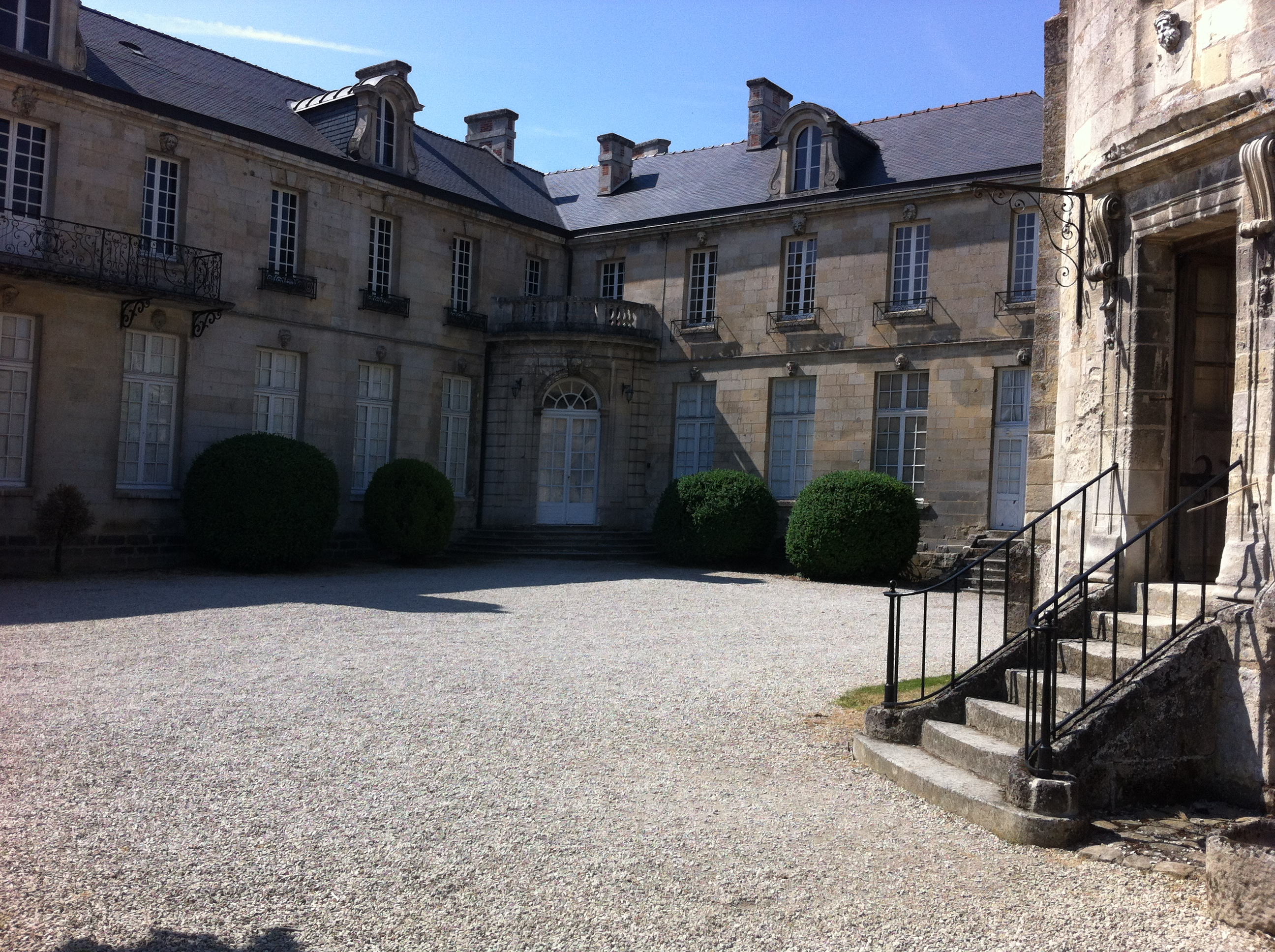
Cour d'honneur.
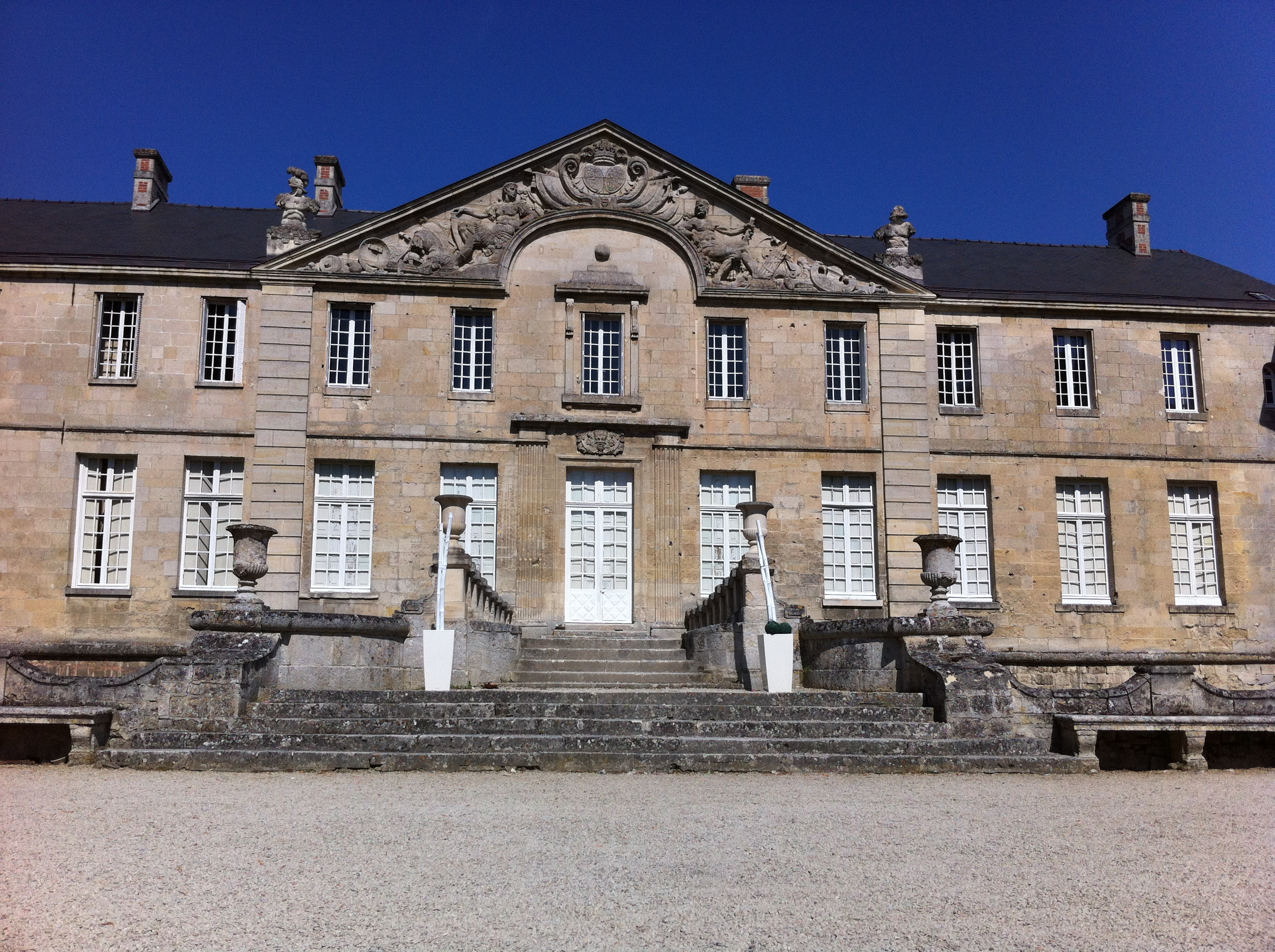
Façade ouest.

##### Enceinte
Il existe à proprement parler trois enceintes distinctes visibles.
La première correspond à l'ancien châtelet, délimitant alors les bases défensives du château, telles qu'elles furent créées au XIVe siècle.
Elles sont visibles ou nord, et surtout au sud de l'ensemble, offrant une vue plongeante sur les fossés, dont la profondeur a été réduite de près de 2 m au fil des siècles.
La seconde enceinte englobe l'ensemble du domaine actuel, sur une surface d'environ 1,5 ha, vestige de ce qui représentait un peu moins de la moitié de l'enceinte du bourg qui s'étendait, lors de sa construction au cours des guerres de Religion, jusqu'aux actuelles rues d'Attichy et du Jeu-d'Arc, tournant à angle droit en direction du Thurier. Des cinq portes d'origine, seule la porte de l'église, située au sud-ouest du parc, nous est parvenue.
La troisième date du XVIe siècle, et relie les deux autres afin de fermer le domaine que nous connaissons actuellement. Elle est en fait « construite » sur la moitié de son tracé, reliant en un ensemble élégant, du nord au sud-ouest :
- le pavillon du concierge ;
- la grille d'honneur, flanquée de deux piliers surmontés de lions sculptés ;
- le logement du régisseur ;
- les écuries et remises ;
- l'ancien prieuré de Sainte-Léocade ;
- la chapelle du prieuré, qui n'est plus visible aujourd'hui.

L'ancien potager, surmontant d'anciennes caves voûtées (ayant servi d'abri aux élèves de l'ancienne école toute proche lors des bombardements de la Seconde Guerre mondiale) aujourd'hui comblées, termine l'ensemble en effectuant la liaison avec l'enceinte du quai Gaudin.

Vic-sur-Aisne - Domaine castral - Enceinte
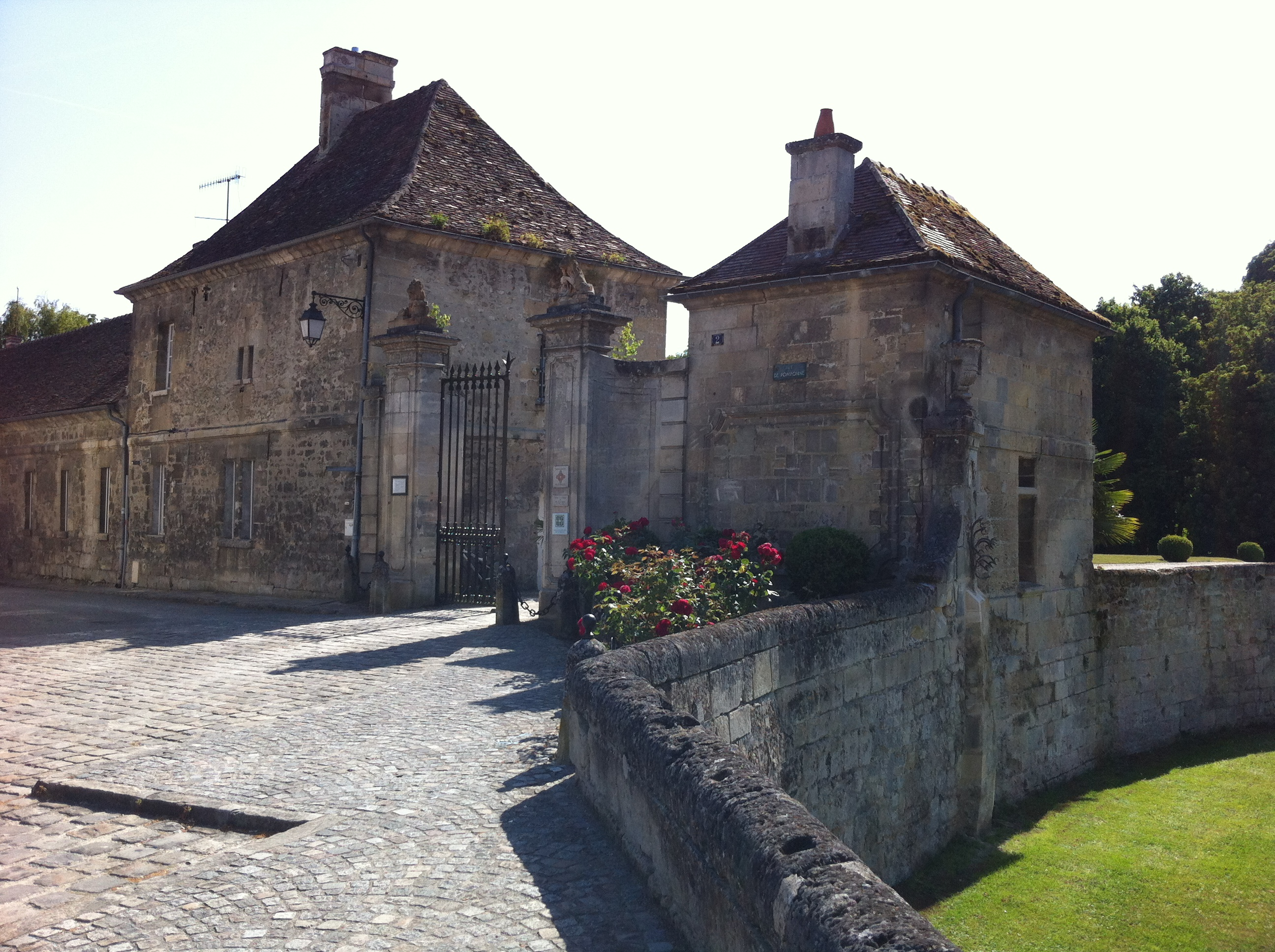
Portail, pavillon et régisserie.
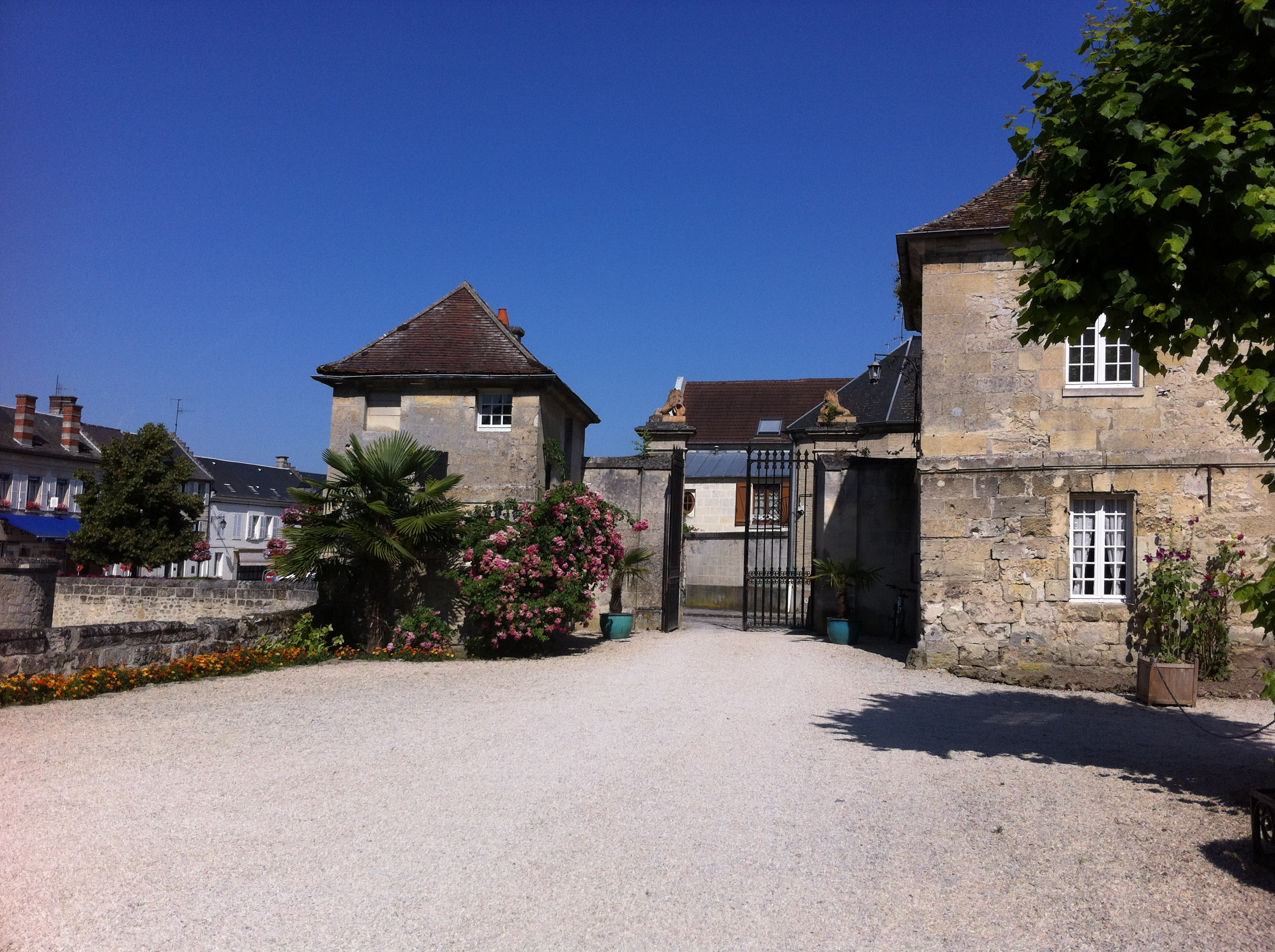
Portail côté cour.
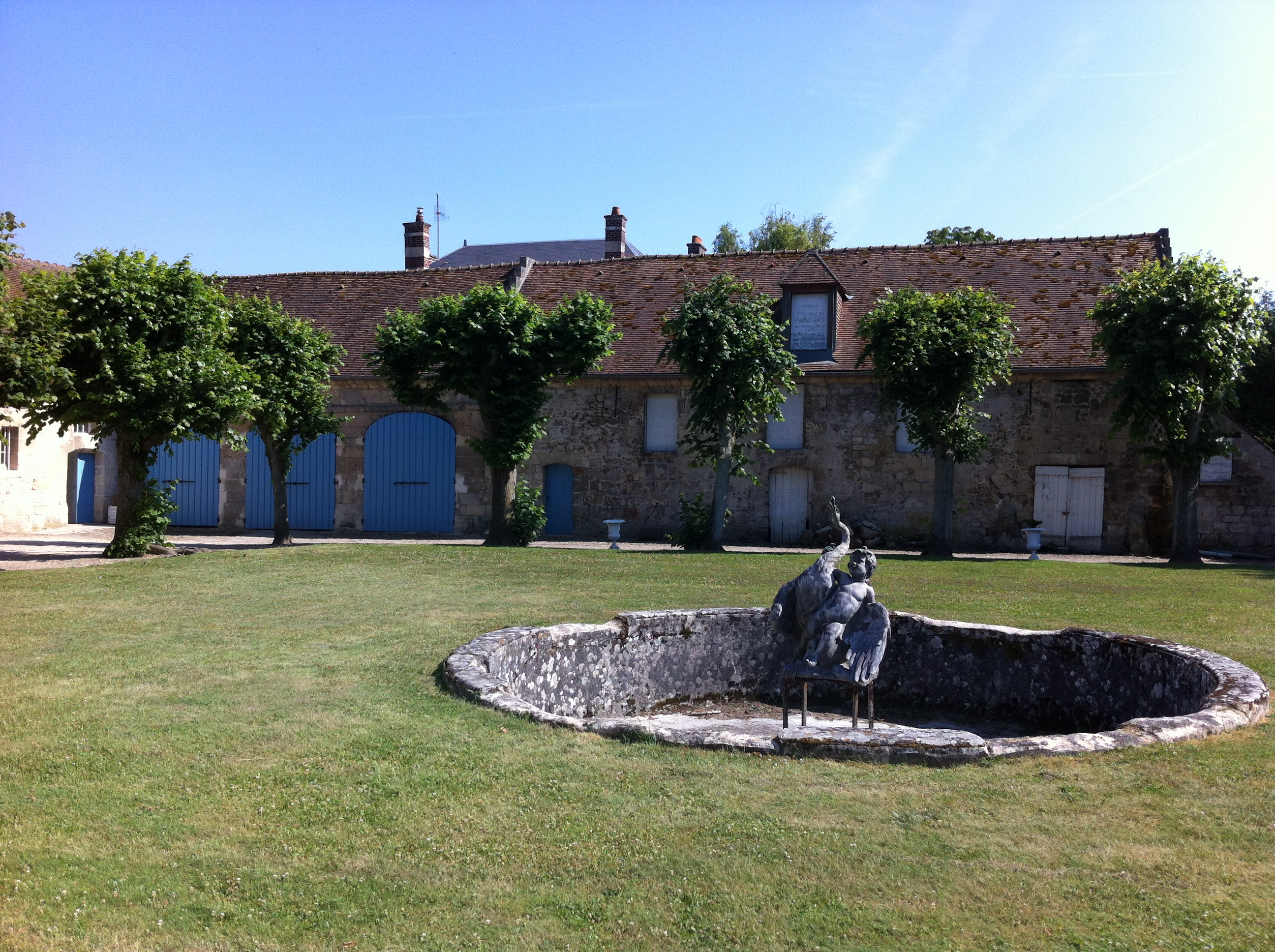
Écuries et remises.
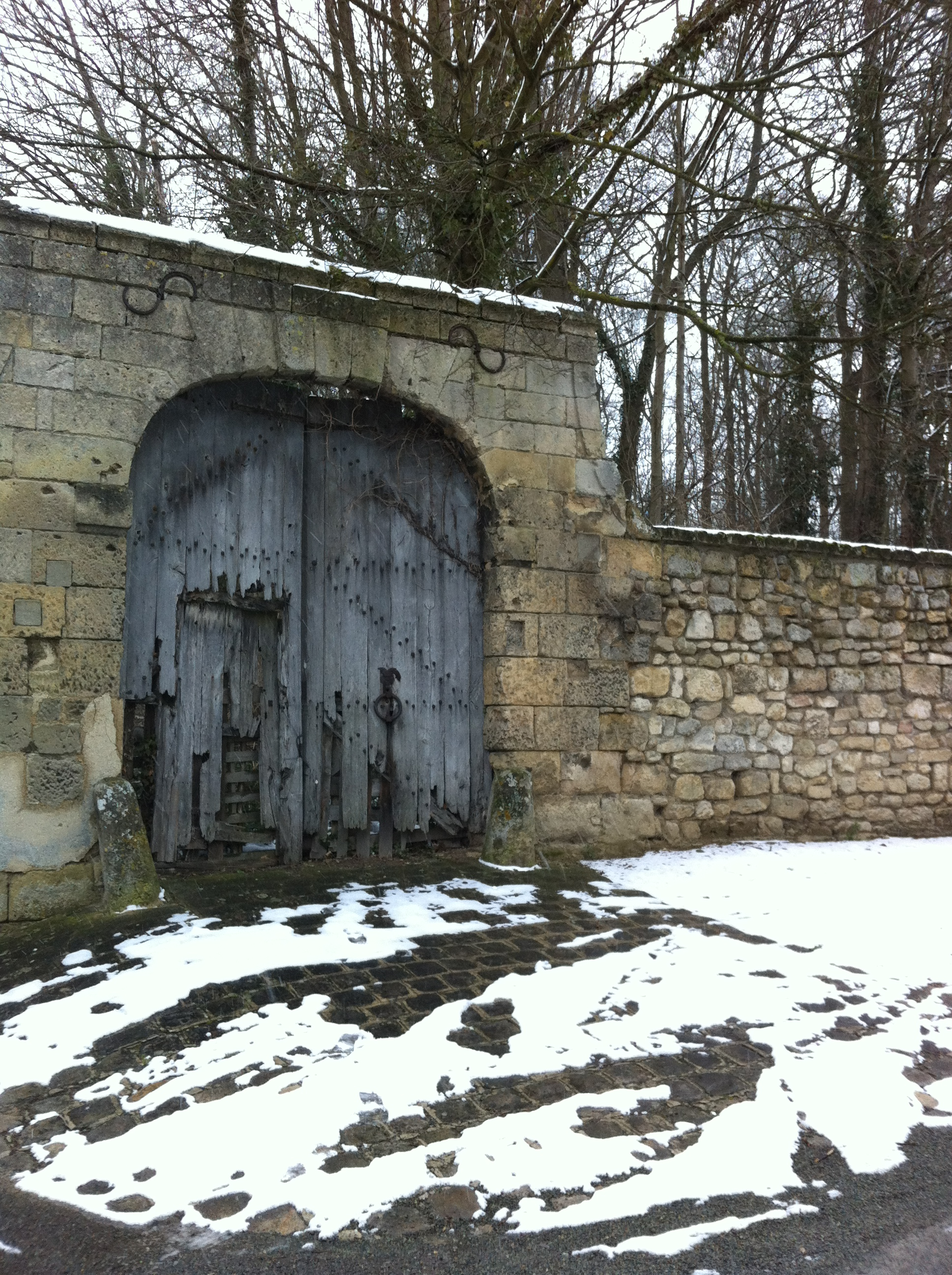
Porte de l'église.
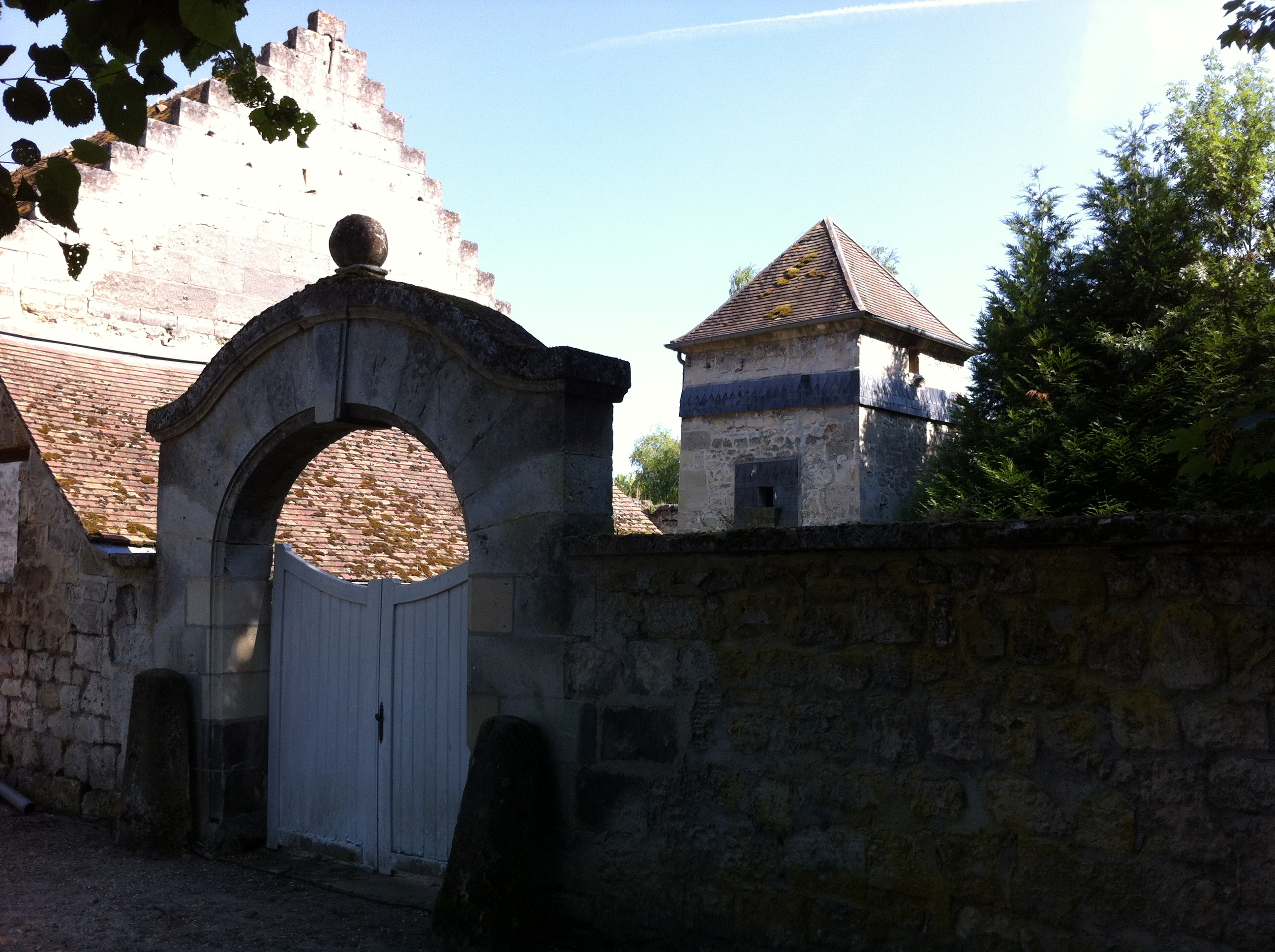
Prieuré Sainte-Léocade.

##### Parc
Le parc existe, dans sa forme actuelle, depuis le début du XXe siècle, sur la base de plans originaux du XVIIIe siècle, attribués à Le Nôtre ; après avoir été transformé, pour une courte période, au XIXe siècle, en jardin à l'anglaise.
Dans l'axe de la façade ouest du corps de logis et de la terrasse s'étend un parterre à la française, dont l'allée centrale est encadrée de deux parterres de gazon agrémentés de sculptures végétales et minérales, de banc et se prolongeant, dans l'orée du bois, en direction d'une sculpture d'inspiration antique connue sous le nom de temple de l'Amour.
Au-delà du parterre s'étend en direction du nord, de l'ouest et du sud-est, un bois d'environ un hectare, parcouru de chemins ombragés agrémentés de sculptures et de bancs. À noter également, accolé à l'enceinte nord, la présence d'une glacière creusée au XVIIe siècle ; ainsi que d'un insolite court de tennis en terre battue au sud-est, beaucoup plus récent.
Au sud même du château, on trouve un autre parterre de gazon rectangulaire, orné en son centre d'une fontaine ; puis les anciens potagers, aujourd'hui faits d'herbes folles et de vestiges de caves et de bâtiments.

Vic-sur-Aisne - Domaine castral - Parc
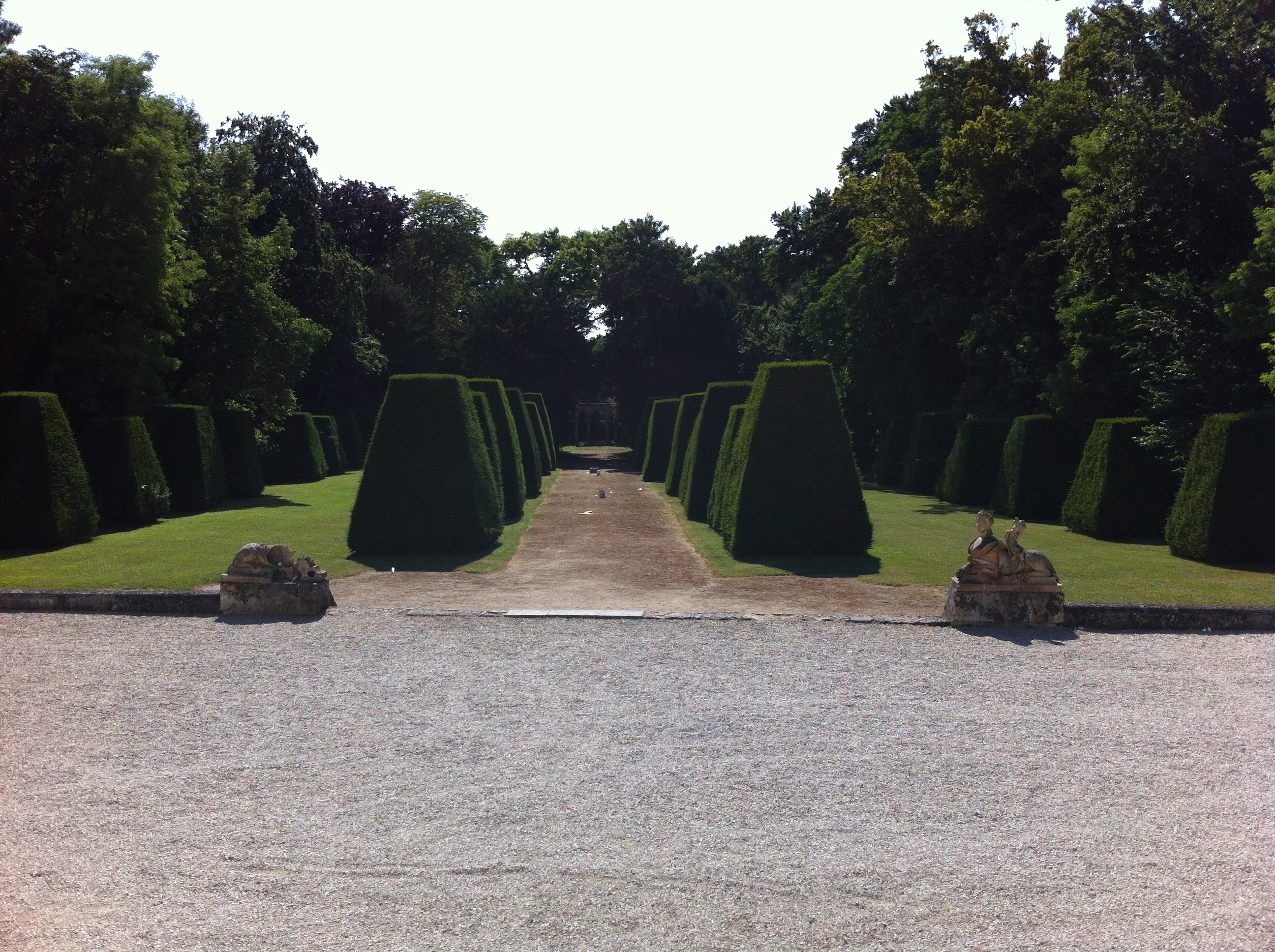
Parterre à la française.
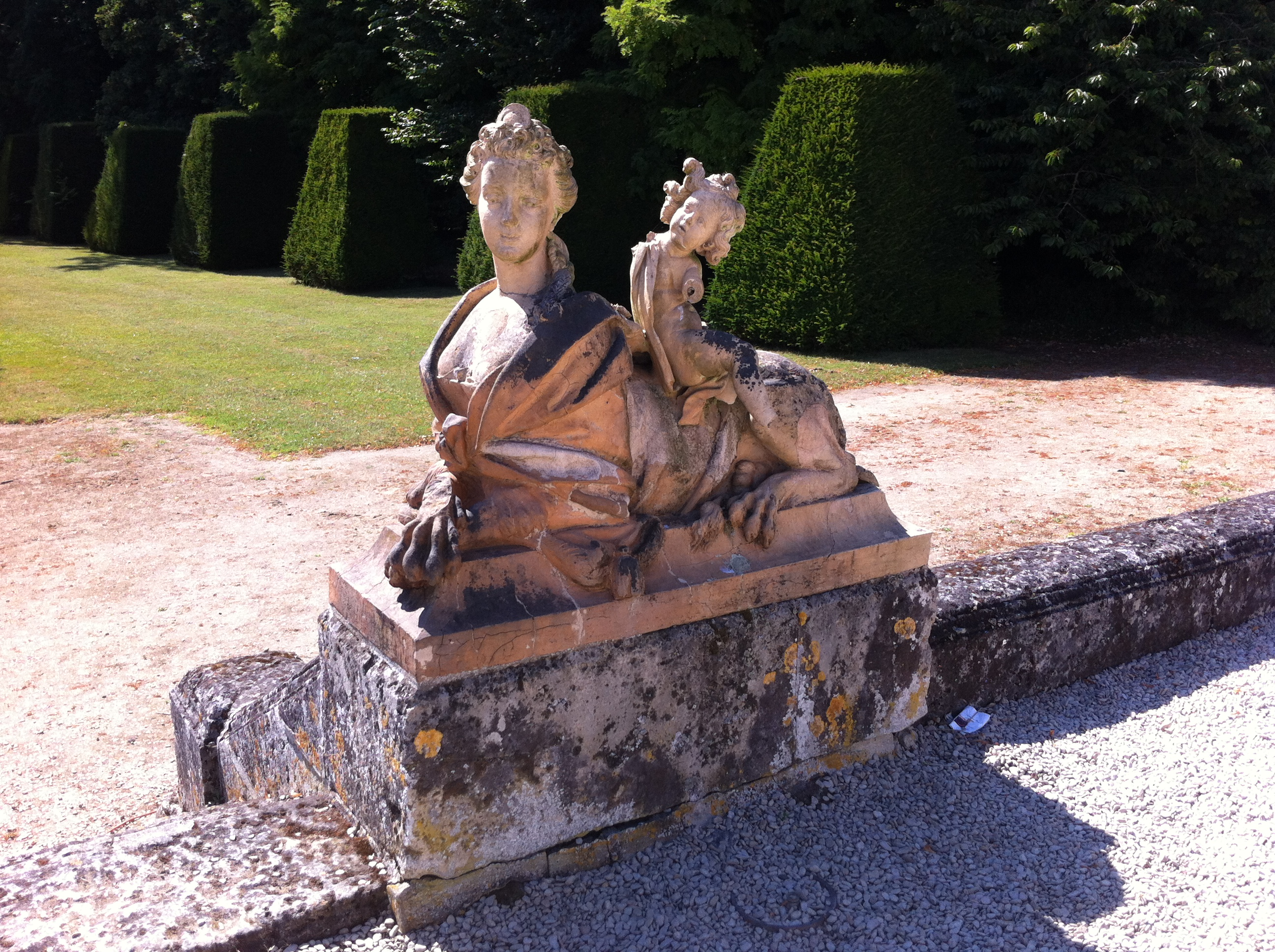
Sphinx ouvrant le parterre.
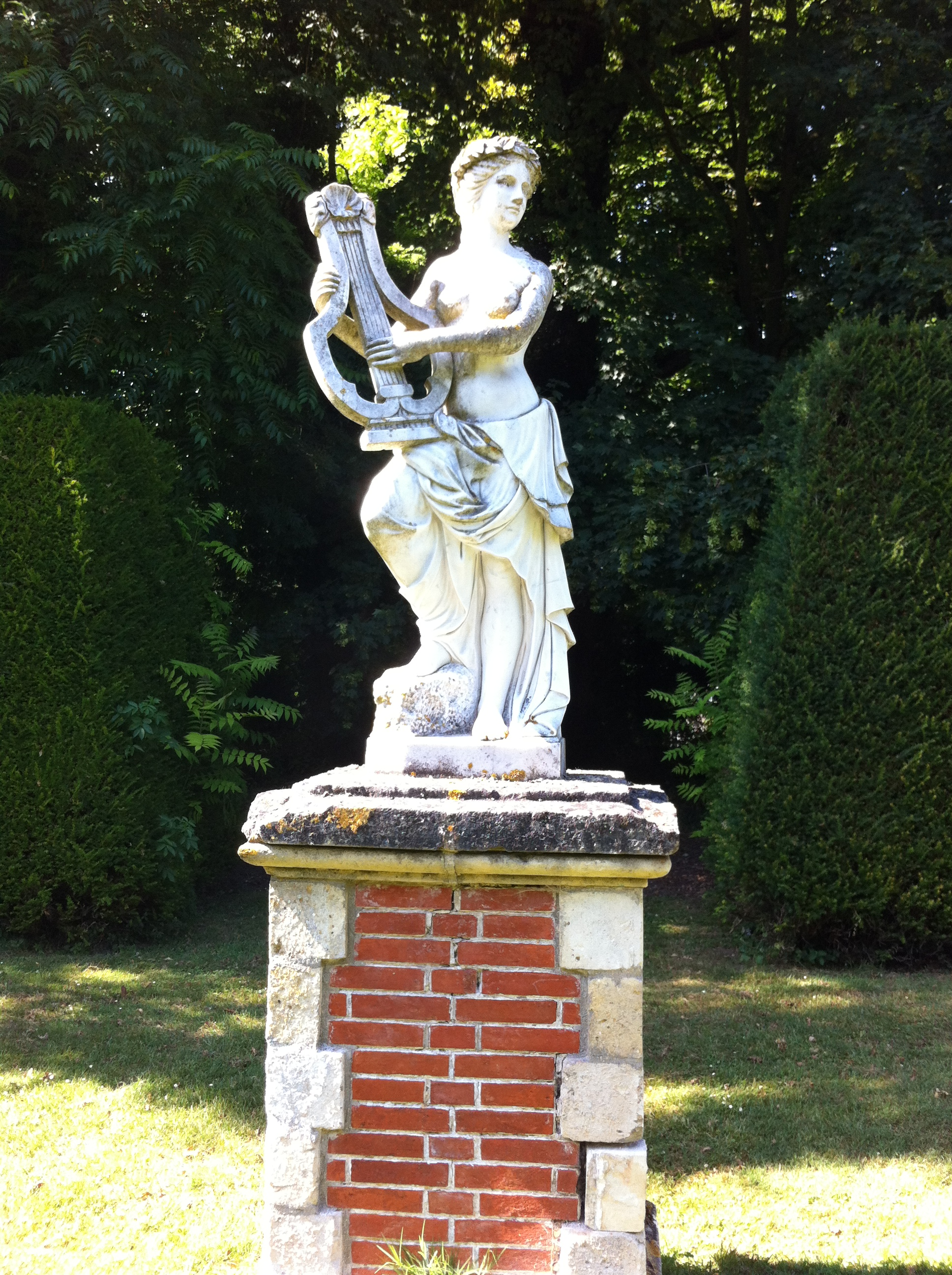
Statue d'Erato.
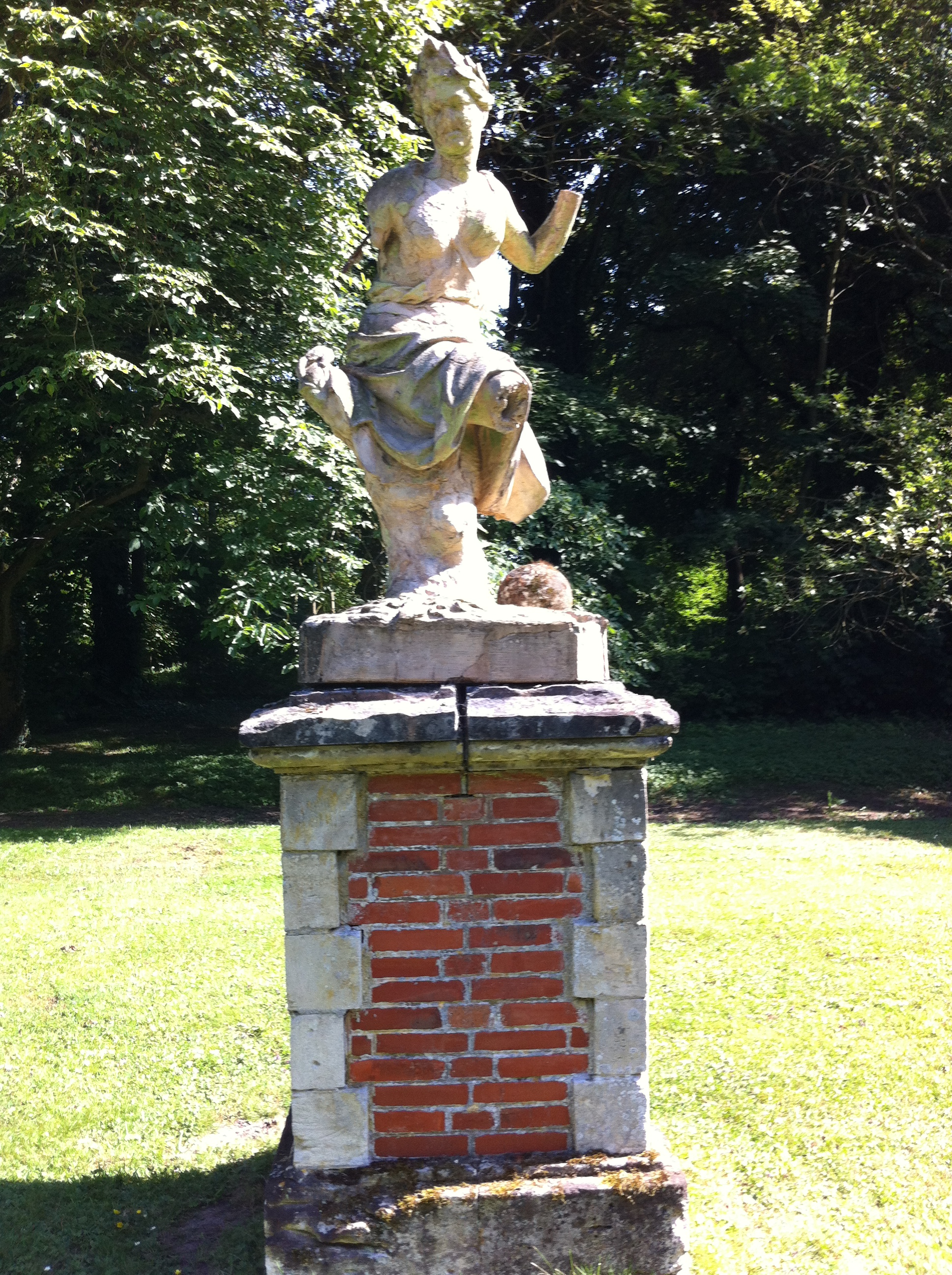
Dommages de guerre.
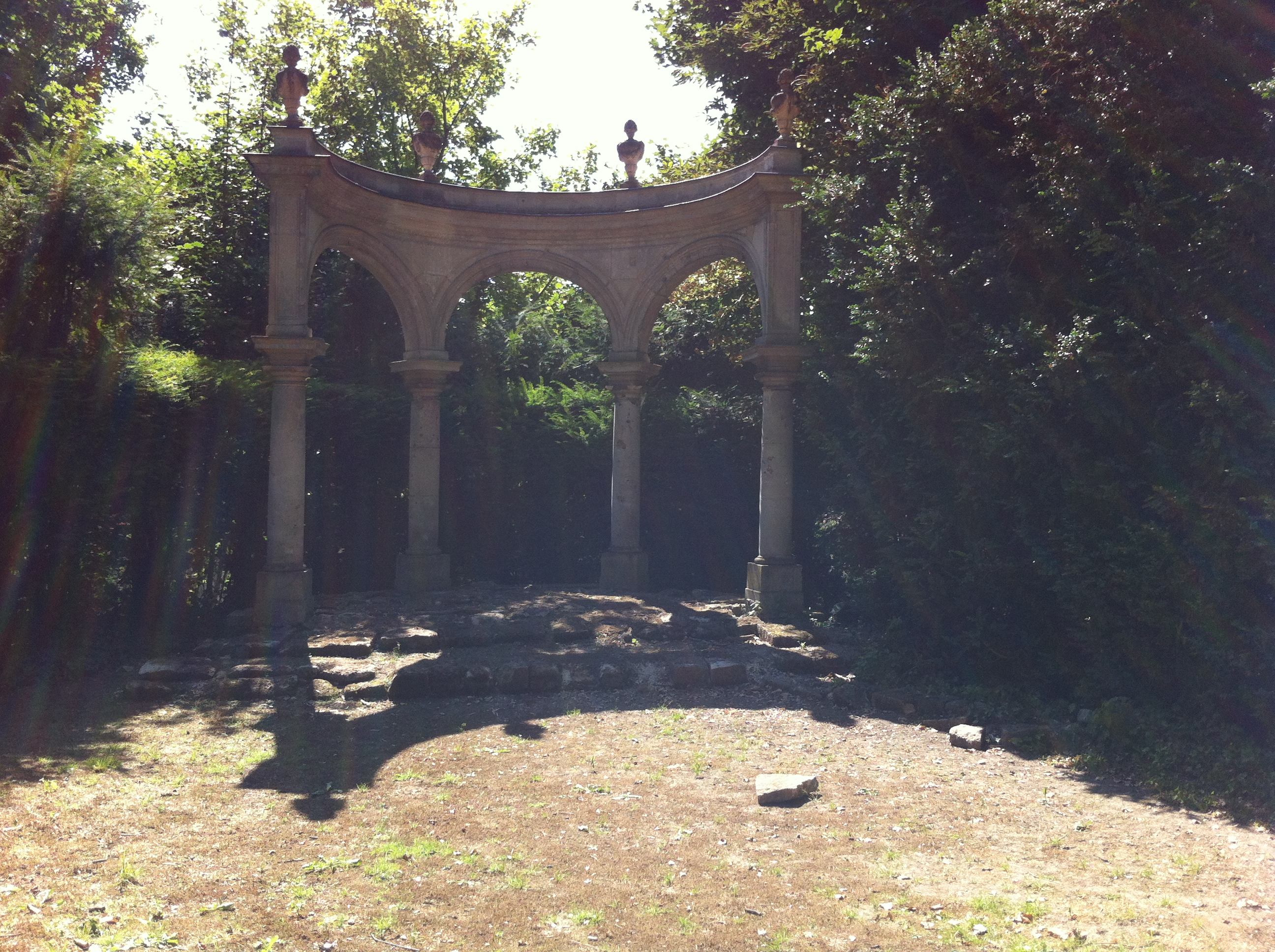
Temple de l'Amour.
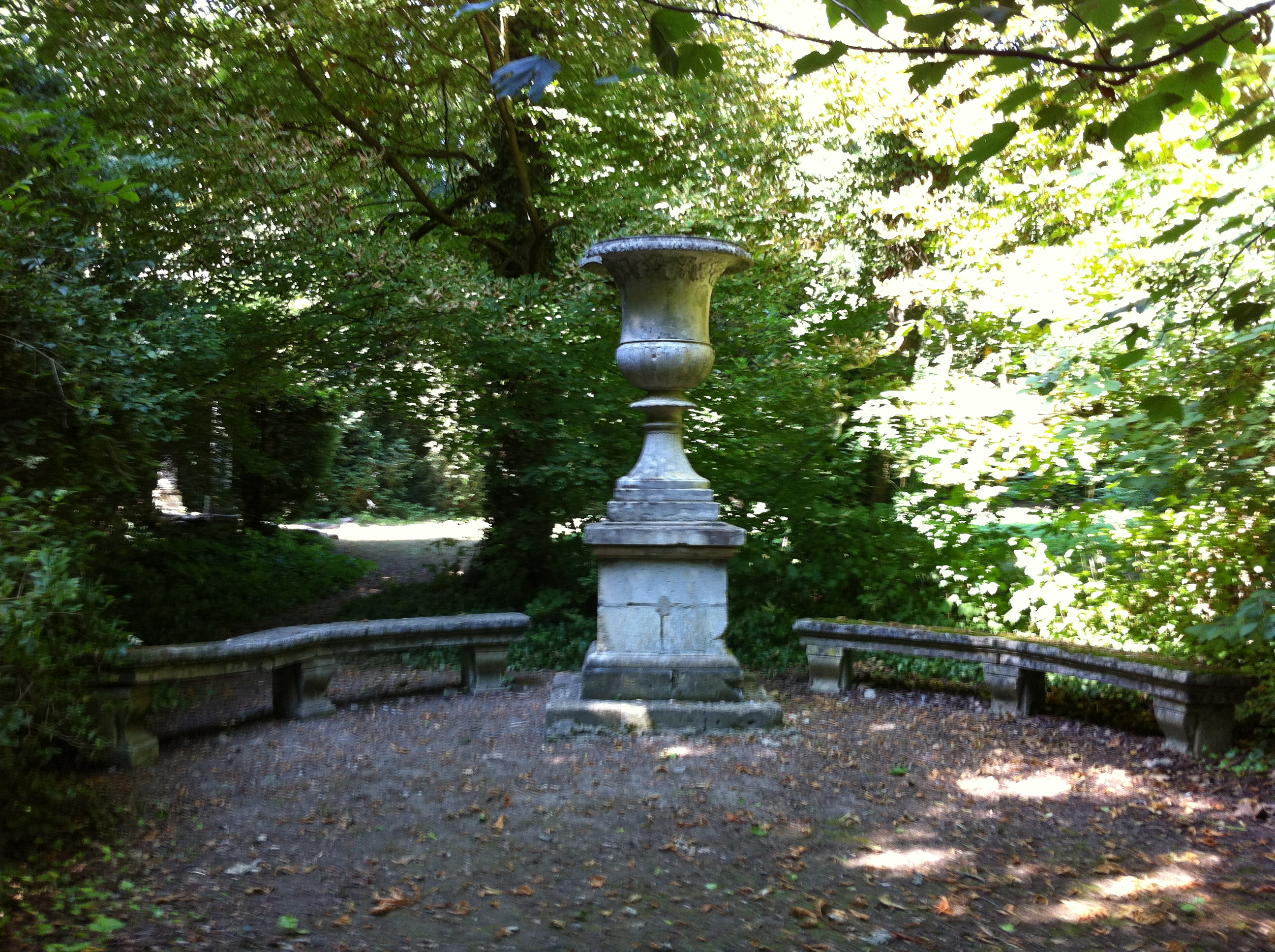
Halte au sein du parc.
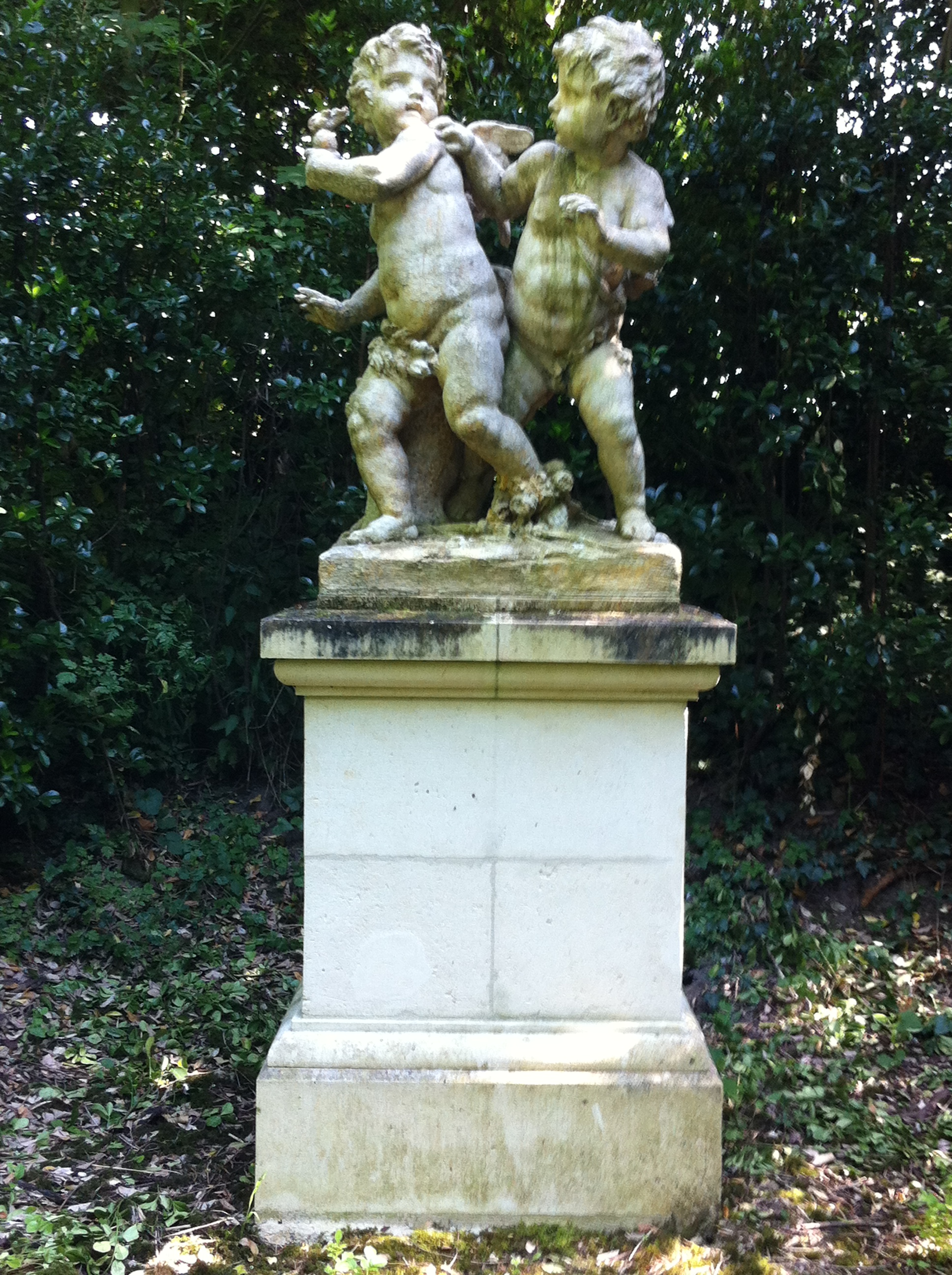
Les angelots.
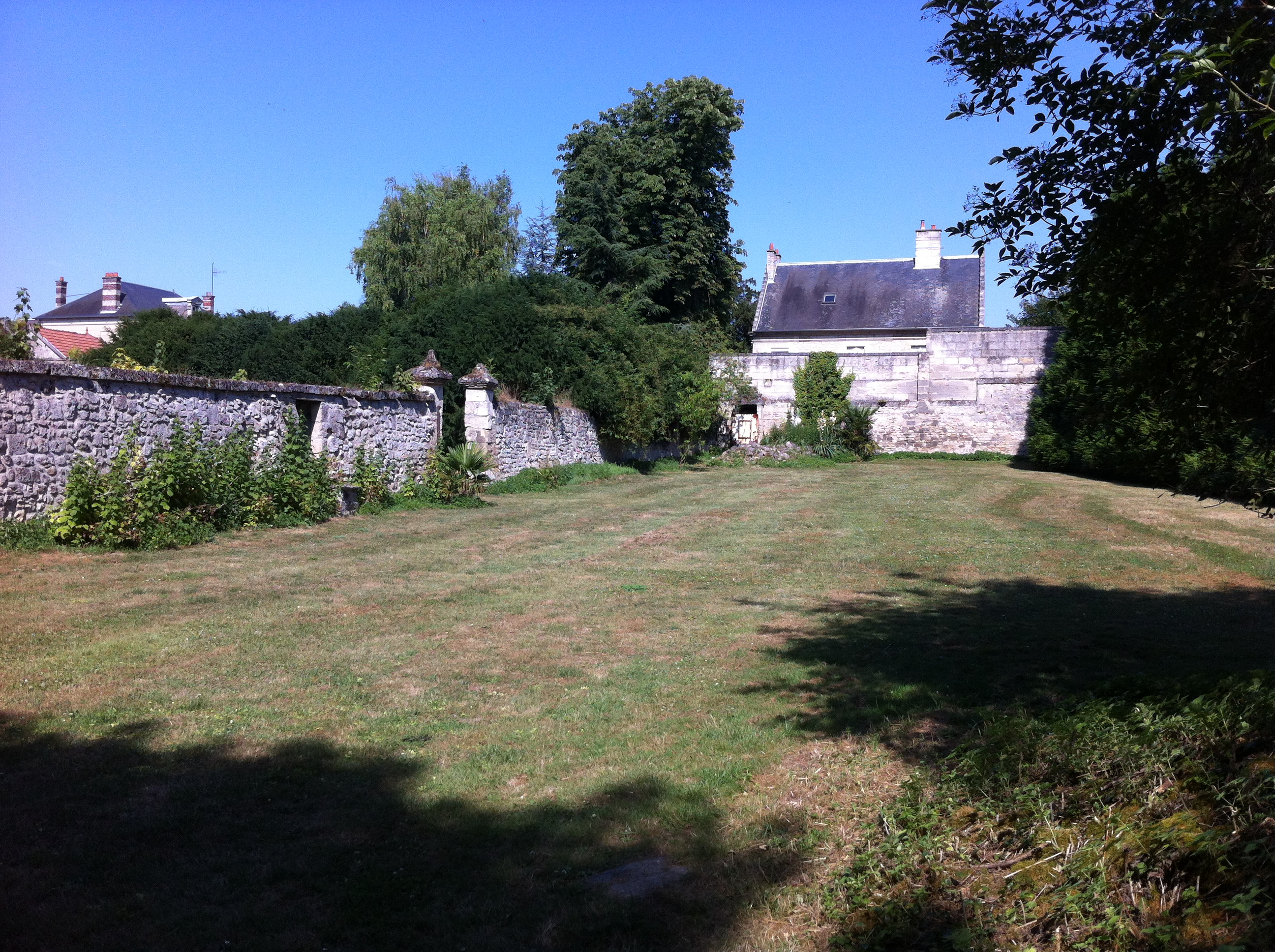
Le potager et son puits.
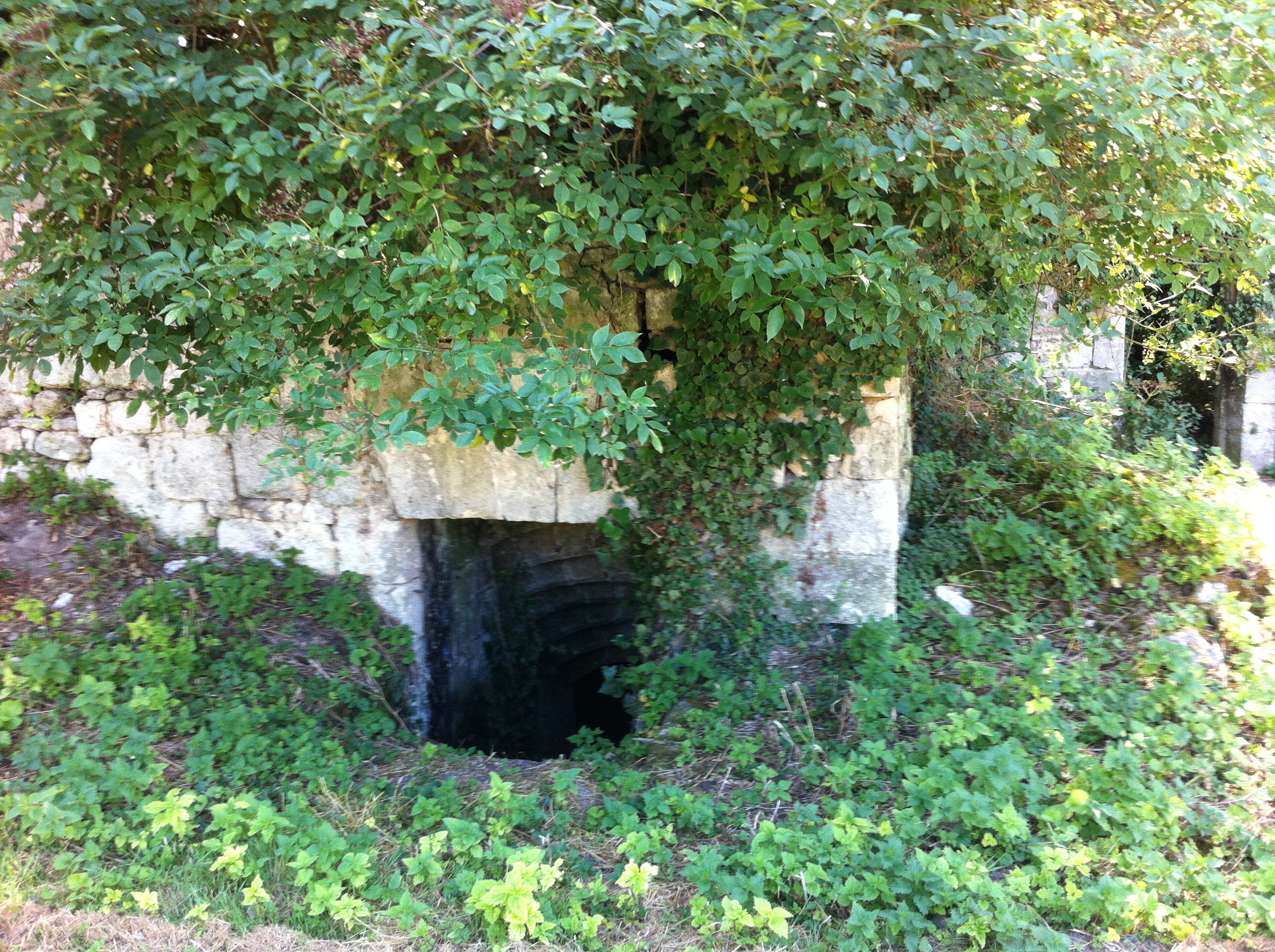
Glacière et abri.

#### Église
L'église Notre-Dame de Vic-sur-Aisne telle qu'elle se présente aujourd'hui correspond à quatre périodes de construction distinctes :
- la nef et le transept : XIe et XIIe siècles ;
- le chœur ainsi qu'une partie du clocher : XVIe siècle ;
- l'abside reconstruite au XIXe siècle, d'après les croquis et dessins antérieurs, sur le style du XIIIe siècle original ;
- le clocher reconstruit selon les plans d'origine, datant de 1558, après qu'il se fut écroulé le 19 décembre 1921, au cours de travaux de restauration faisant suite à un obus tombé à sa base durant la grande guerre. Une horloge, ainsi qu'un paratonnerre en forme de croix surmontée d'une girouette en forme de coq, furent intégrés au nouveau clocher, seule incartade aux plans originels.

L'église possède un grand nombre de tableaux remarquables, s'inspirant d'œuvres telles que la cène du Titien ou encore la descente de la croix d'après Rubens. Un reliquaire en bois doré, contenant le maxillaire inférieur de sainte Léocade.
Le monument est classé au titre des monuments historiques en 1920.
L'église fait partie de la paroisse Saint-Pierre-Saint-Paul du diocèse de Soissons. La paroisse correspond dans les formes au canton de Vic-sur-Aisne, moins quelques communes, mais avec d'autres communes de l'Oise.

Église Notre-Dame de Vic-sur-Aisne
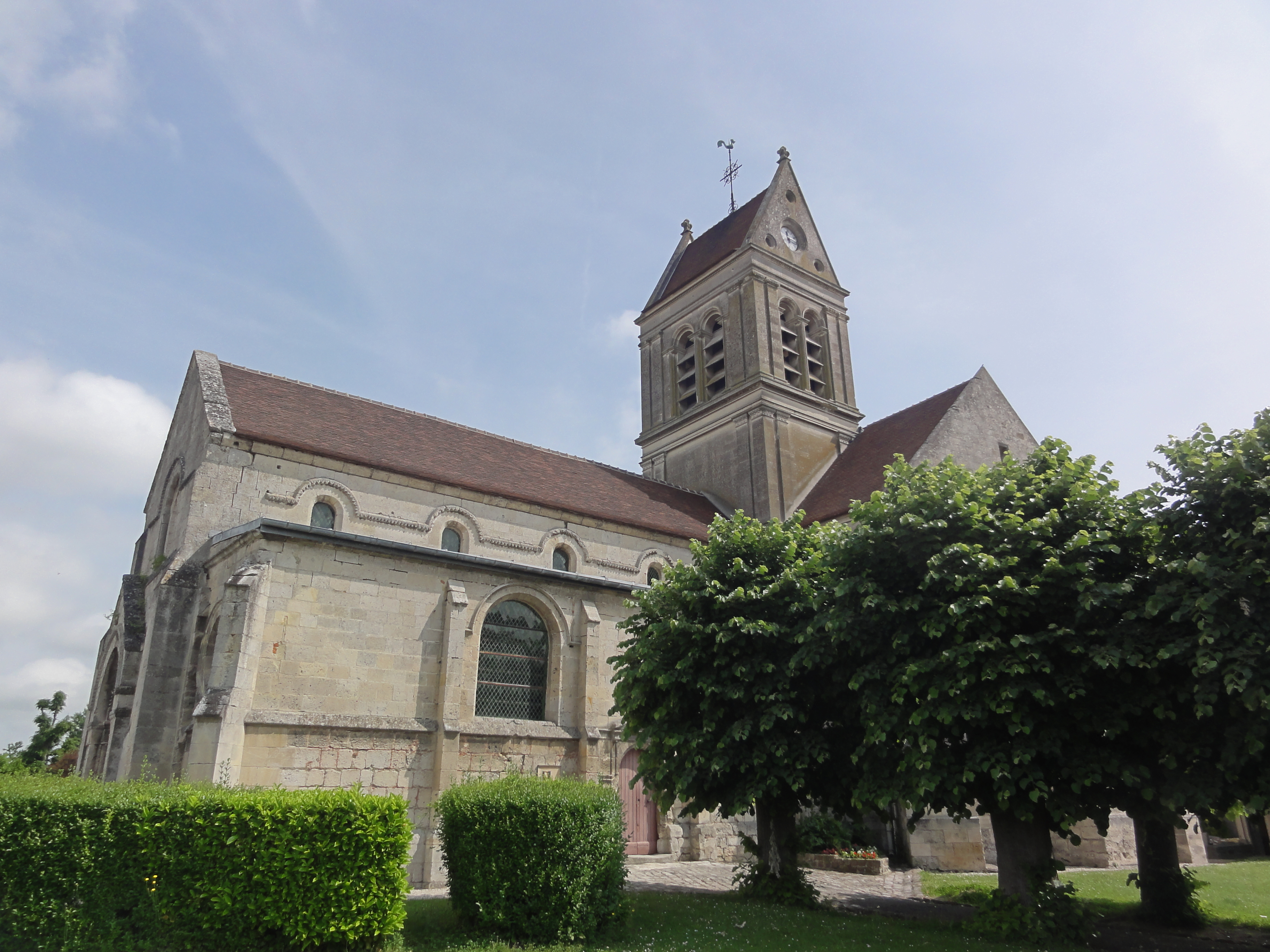
Nef et clocher.
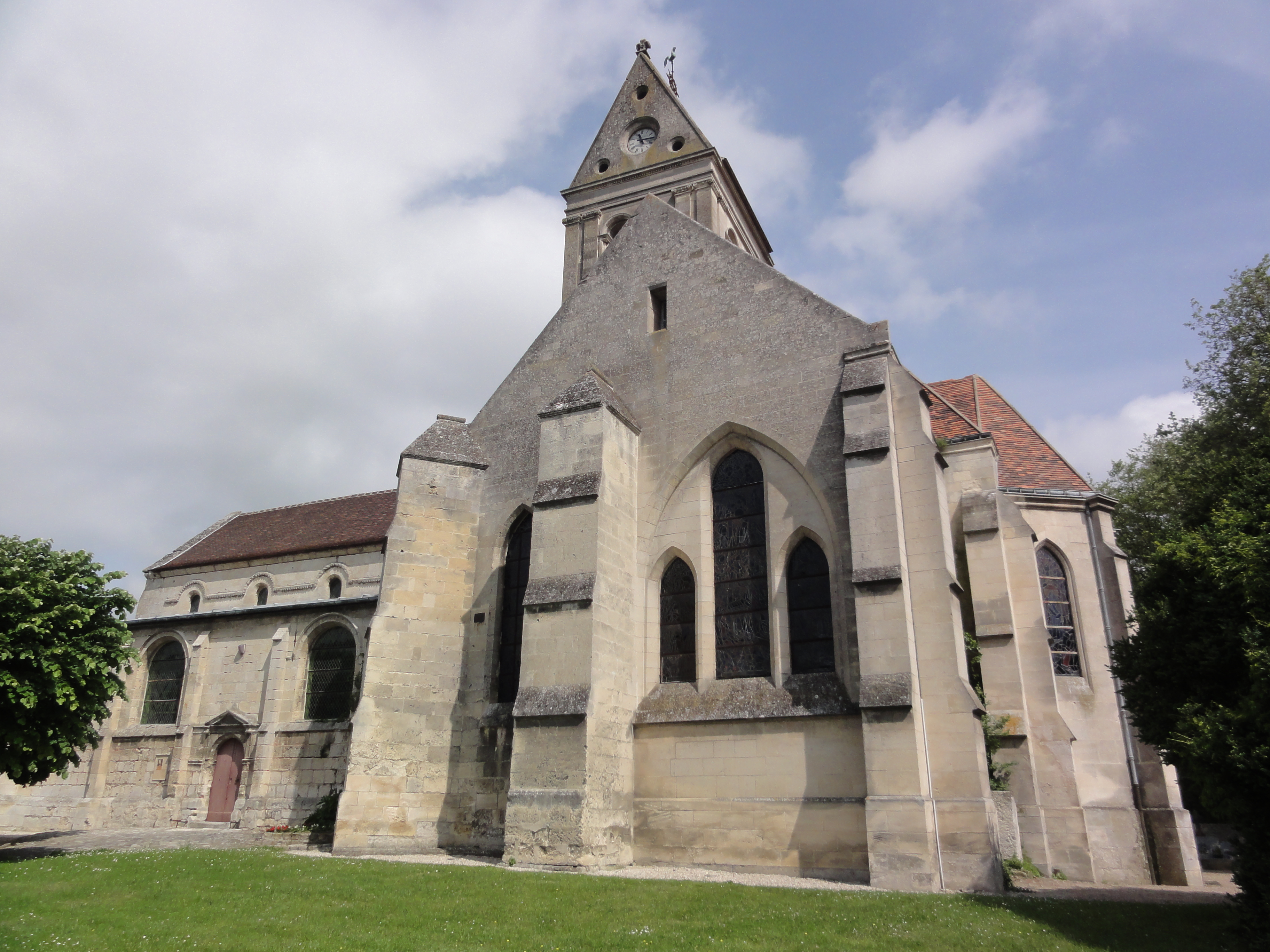
Transept et chœur.

#### Hôtelleries

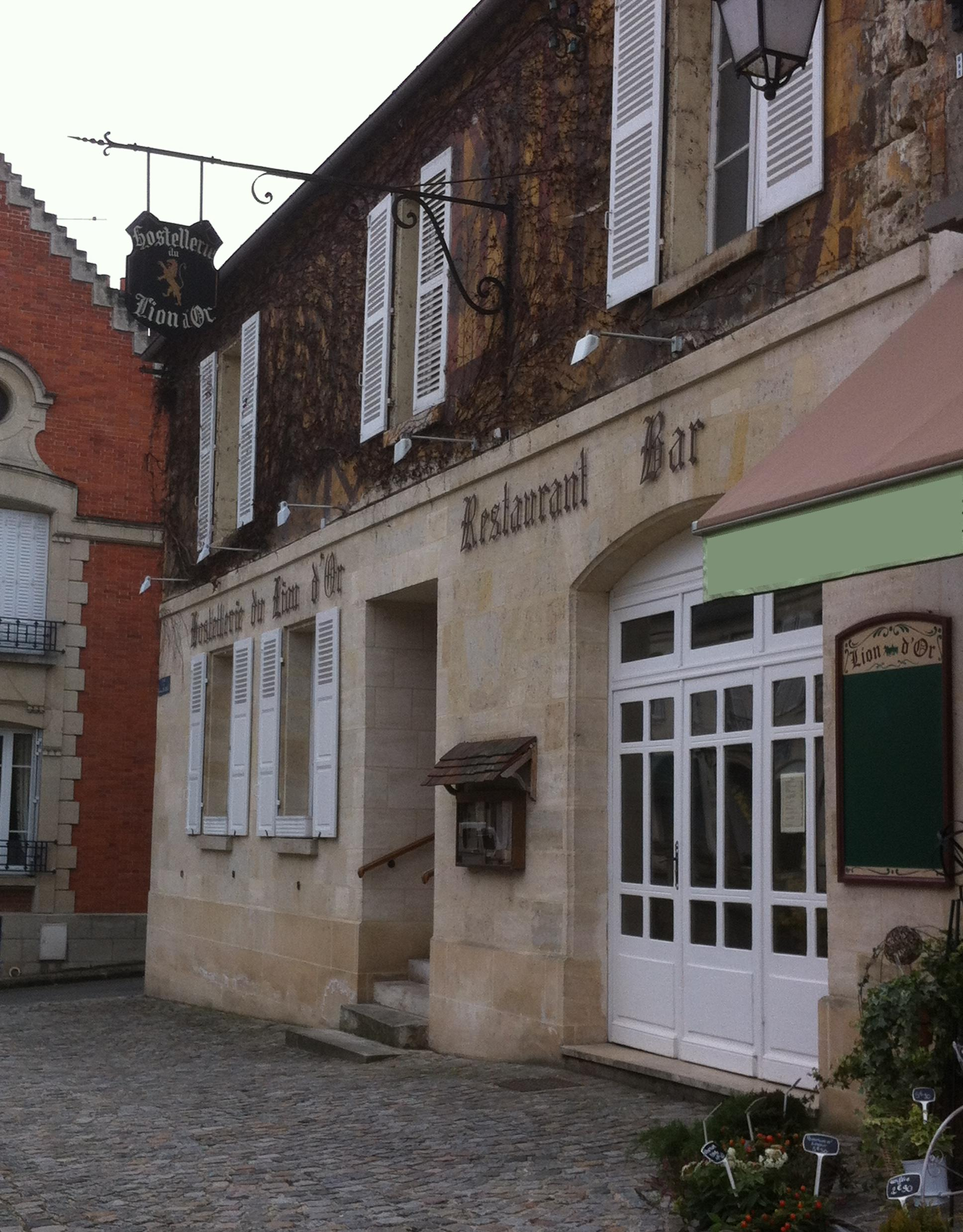
L'Hostellerie du Lion d'Or - 1580.

La bourgade a compté jusque dix-sept hôtelleries, dont ne nous sont parvenues pour la plupart que les murs et/ou les façades. La plupart des édifices d'angles de la place du village sont les vestiges d'anciens hôtels et auberges.
La présence d'autant d'auberges et hôtelleries s'explique par l'existence d'un pèlerinage très populaire attirant annuellement dans la commune plusieurs milliers de visiteurs, et ce jusqu'au début du XIXe siècle.
Ces processions religieuses, organisées plusieurs fois l'an, étaient dédiées à une sainte martyre espagnole, Léocade, persécutée pour sa foi chrétienne sur ordre de Dioclétien en 303 ap. J.-C. dans la ville de Tolède, et dont les reliques avaient été transférés en la chapelle du château de Vic en 1214.
Parmi les plus connus, l'hôtel de la Croix d'Or, dont les dorures ornent toujours la façade, fait aujourd'hui office de bar-tabac en rez-de-chaussée, et appartements en étage.
L'Hostellerie du Lion d'Or, dont les terriers confirment l'existence depuis 1580, est le dernier hôtel de la commune encore en activité, situé sur la place, en centre-ville. Sa dénomination actuelle est "La Belle Vicoise", après un rachat récent.[Quand ?]
Le Domaine de Gaète, élégant manoir dont la construction fut ordonnée sous le Premier Empire par le duc de Gaète, fut lui transformé en gîte dans les années 1990.

#### Nécropole nationale
La nécropole militaire de Vic-sur-Aisne fut dressée au sortir de la Première Guerre mondiale au nord du village, et inaugurée le 21 octobre 1920. Elle regroupe les corps de 3418 soldats morts au combat, dont 940 sont regroupés dans deux ossuaires.
Un seul soldat de la Seconde Guerre mondiale, tombé lors de la campagne de France en 1940, repose dans la nécropole. Un cinquième des inhumés est composé de soldats des troupes de l'Empire colonial, Maghrébins, Africains, Indochinois.

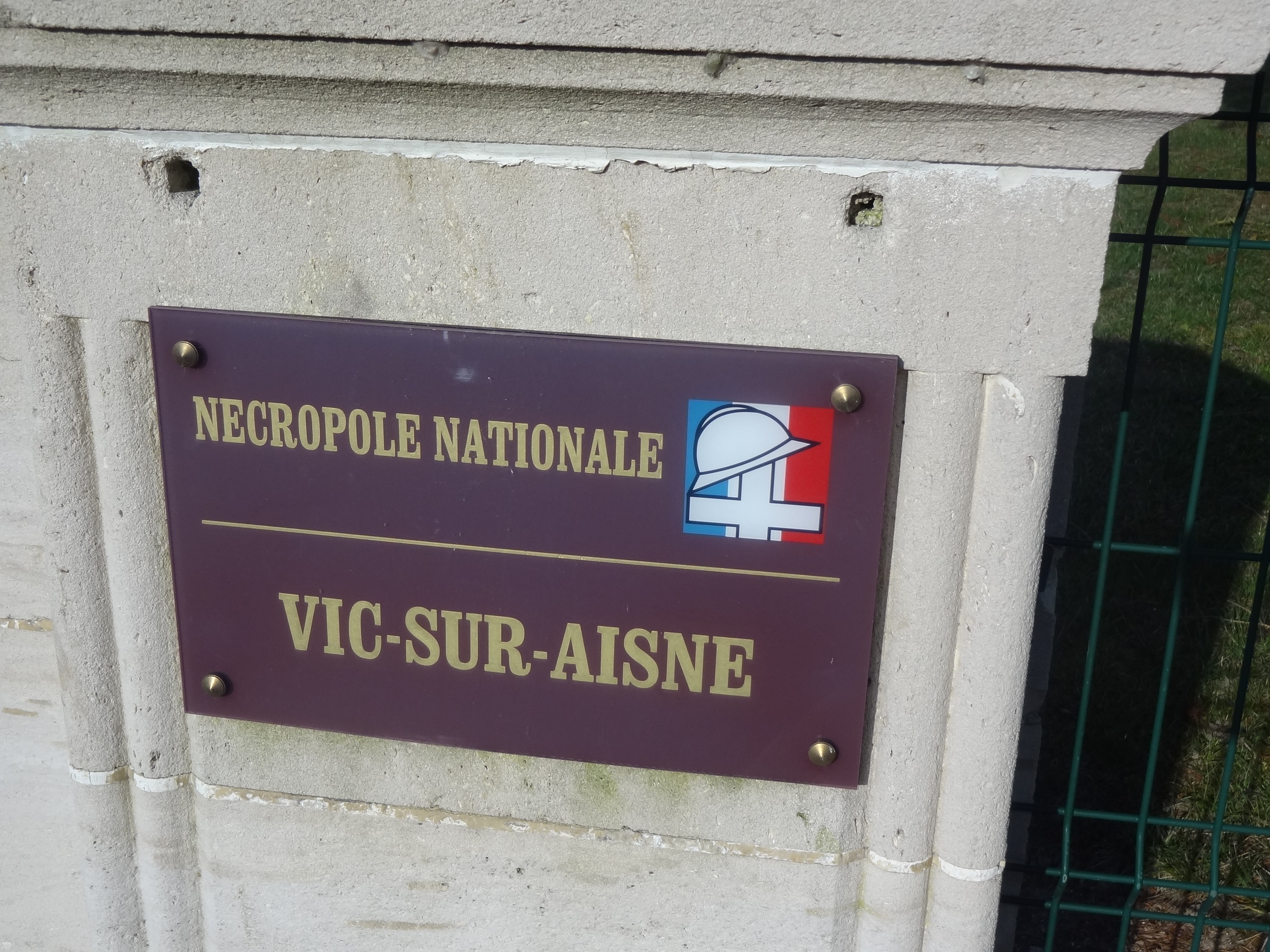
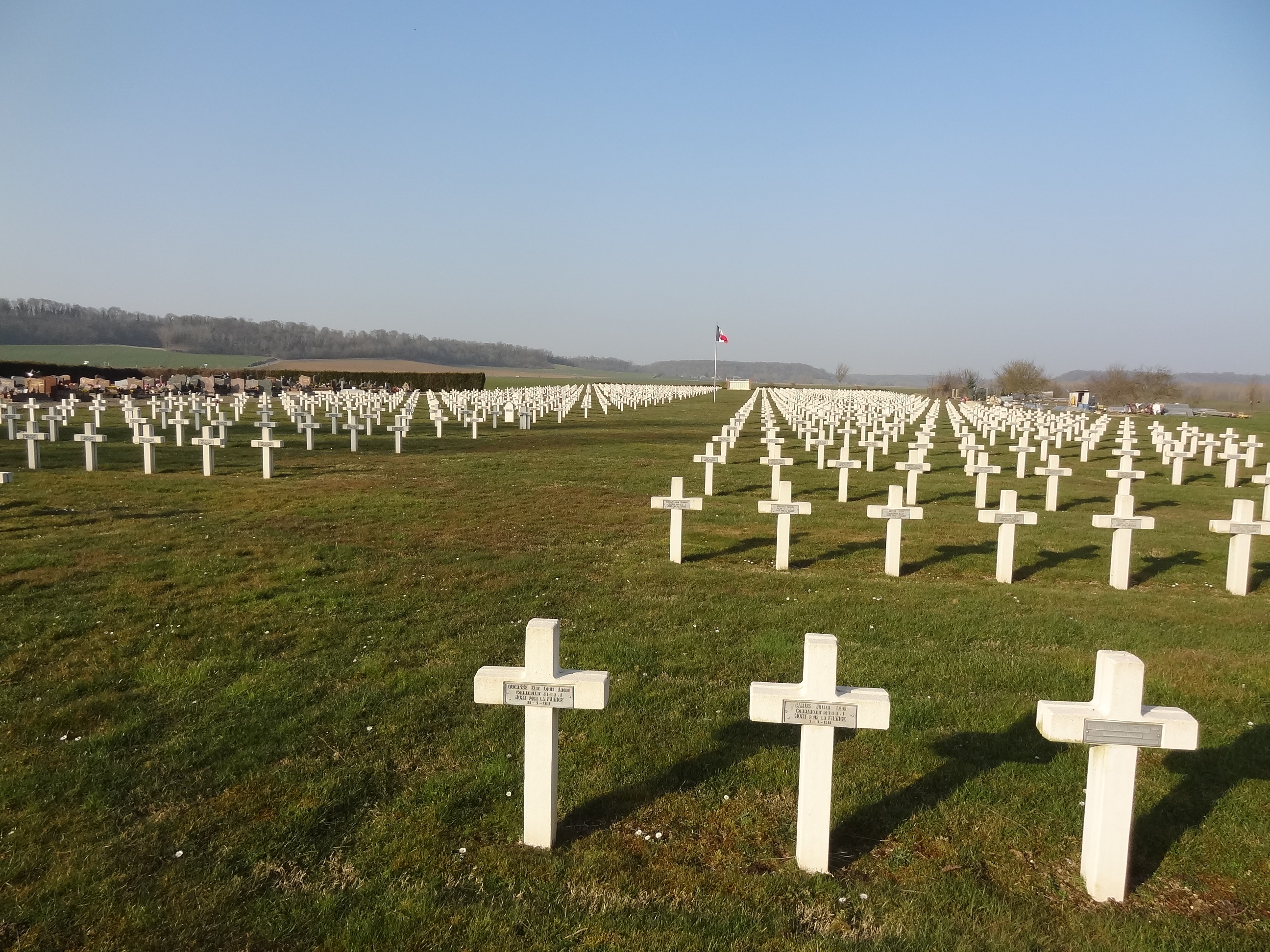
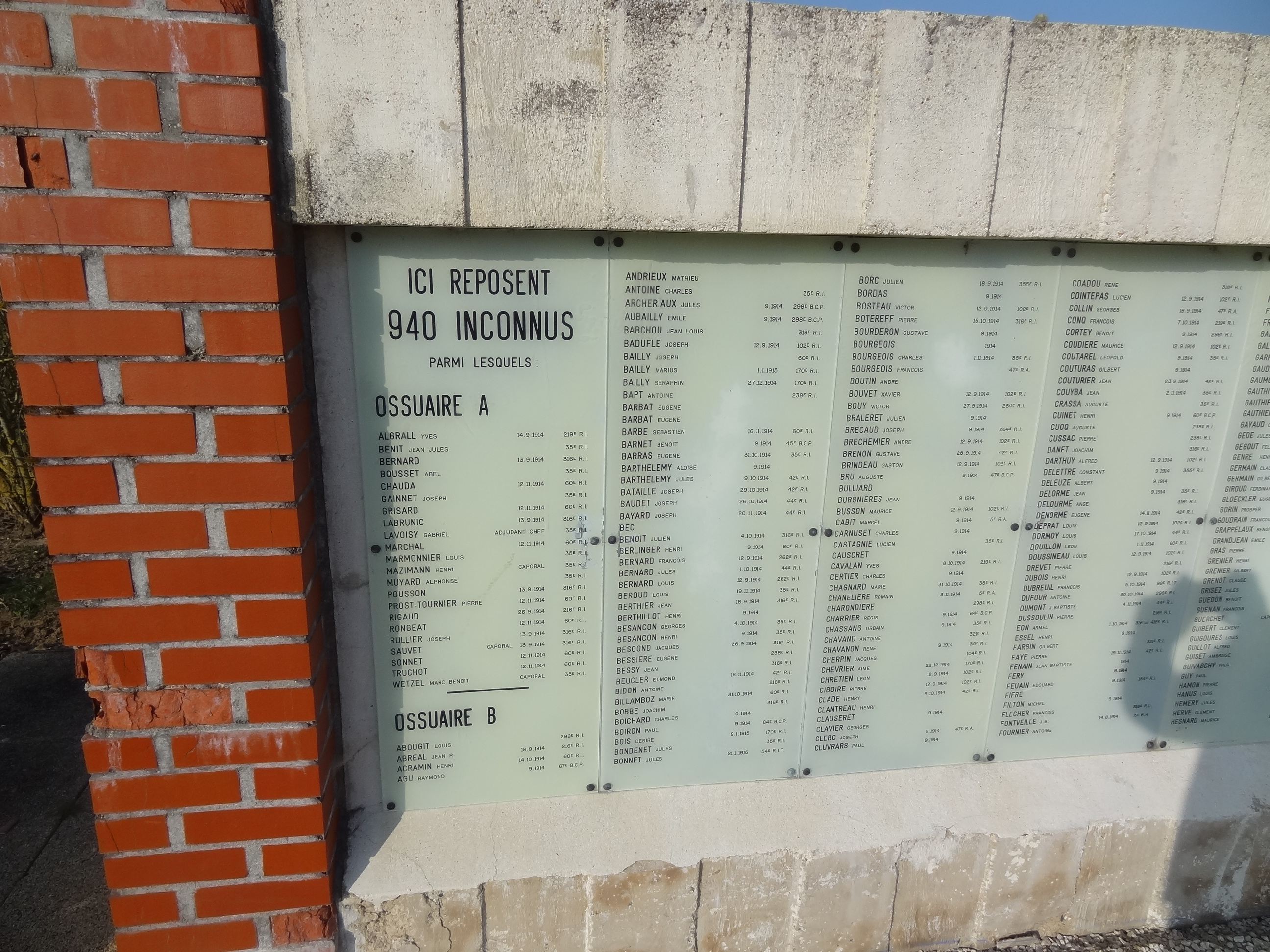

#### Lavoir
Bâti au XVIIIe siècle à l'emplacement de l'ancienne fontaine Sainte-Léocade, en contrebas de l'actuelle rue de Fontenoy, il est difficilement visible aujourd'hui, du fait de sa situation dans une propriété privée, et uniquement accessible par le chemin de halage, empruntable depuis le port.
Il est de type soissonnais courant, à Impluvium central sur bassin circulaire découvert. Le mur d'enceinte étant de forme octogonal oblong de 11 sur 7 mètres, et renfermant quatre niches voûtées qui abritèrent jusqu'à la Révolution des statues du Christ, de la Vierge, de sainte Léocade et de saint Médard.

### Personnalités liées à la commune
- Gautier de Coinci (1177-1236) poète musicien médiéval de langue d'oïl il est nommé prieur à Vic en 1214
- l'abbé de Pomponne (1669-1756), diplomate, usufruitier du château comme abbé de Saint-Médard et bienfaiteur de la ville par les travaux qu'il y a fait faire - ponts, pavage des rues etc.[72]
- le cardinal de Bernis (1715-1794), également diplomate et usufruitier du château comme abbé de Saint-Médard[73]
- Martin Michel Charles Gaudin (1756-1841), ministre des Finances (1799-1814), Grand aigle de la Légion d'honneur (1805), comte Gaudin et d'Empire (1808), duc de Gaète et d'Empire (1809).
- Marc Freund-Valade, préfet, décédé à Vic-sur-Aisne en 1996
- Joseph Petitbrouhaud (1894-1944), Résistant.

### Héraldique
| Blason de Vic-sur-Aisne | Blason  | De gueules au lion d'or, allumé du champ, armé et lampassé de sable. |
| Blason de Vic-sur-Aisne | Détails | Le statut officiel du blason reste à déterminer.                     |

Il peut être observé sur le blason de la Première Compagnie d'Arc municipale ; et on en retrouve la trace sur plusieurs panneaux de signalisations (entre autres autour de la place ou l'église ; ou encore de l'écluse, ou les couleurs -sic- ont été changées lors de la restauration des-dits panneaux, pour reprendre celles du drapeau Flamand.) ; ainsi que dans l'appellation historique d'un hôtel en centre-ville.
Une partie des archives tant communales que cantonales ou départementales ayant été détruites au cours de la Première Guerre mondiale, on ne peut se baser que sur ces quelques traces locales et les souvenirs des anciens afin d'attester des armoiries de la ville.
En outre, le blason est officiellement reconnu et employé par l'association des commerçants de Vic-sur-Aisne (Vitrines Vicoises - "Vic Dynami'c" ) afin de dynamiser et offrir une signature aux commerces Vicois vis-à-vis des territoires et clients tant intérieurs qu'extérieurs.